# Броди
Бро́ди — місто на заході України, розташоване на північному сході Львівської області у Золочівському районі. Свого часу один із найбільших торгових осередків Австро-Угорщини, «вільне місто». Адміністративний центр колишнього Бродівського району, ліквідованого 17 липня 2020 року під час адміністративно-територіальної реформи у відповідності до постанови Верховної Ради України від 17 липня 2020 року № 807-IX «Про утворення та ліквідацію районів».

## Назва
Своїй назві місто завдячує болотистій місцевості та переправам (бродам), які здавна тут існували. Через Броди протікає річка Суховілка — права притока річки Бовдурки (басейн Прип'яті), яка часто пересихає, а іноді буває повноводною.
Початково місто мало назву Любич, назване так у XVI столітті белзьким воєводою Станіславом Жолкевським гербу Любич, але ця назва не прижилася, оскільки з часом перейняла назву сусіднього села Броди, а село стало називатися Старими Бродами.
Жартівливі назви — «Галицький Єрусалим», «Трієст на континенті».

## Символіка
Міська громада Бродів переймала геральдичні сюжети власників міста, зокрема при Жолкєвських використовувався його родинний герб «Любич», при Конєцпольських — герб «Побуг», при Собеських — герб «Яніна» та при Потоцьких — герб «Пилява».
У 1779—1880 роках на міській печатці Бродів з'явився напис латиницею, що перекладається, як Магістрат Вільного Міста Броди (лат. Magistratus Liberae Civitatis Brody), а від початку XVIII століття й до 1939 року на печатках міста фігурує родовий герб Потоцьких «Пилява». Під час німецької окупації 1941—1944 роках міська печатка взагалі не мала ніяких символів, а лише у центрі кола діаметром 33 мм горизонтально у 6 рядків був вміщений напис німецькою та українською мовами: «GENERAL/GOUVERNEMENT/STADT/BRODY/МІСТО/БРОДИ». За радянських часів, питання про геральдичні символи міста не підіймалося аж до 1984 року, оскільки застосування інших знаків, зображень, символів на печатках, крім державного герба СРСР, було заборонено радянським законодавством.
З нагоди святкувань 900-ліття Бродів, у 1984 році архітектором Ярославом Руцьким була розроблена емблема міста. Вона являла собою архітектурне зображення частини міської стіни з вежею та брамою над рікою. У верхній частині емблеми було вміщено рік заснування міста — 1084. Цей символічний знак можна побачити на пам'ятному дорожньому знаку при в'їзді в місто з боку Львова.
6 березня 1997 року був затверджений сучасний герб міста, автором якого виступив історик, голова Українського геральдичного товариства Андрій Гречило. Архітектурне зображення нового герба Бродів можна бачити на символічній брамі міста, встановленій на Привокзальній площі перед виходом з будівлі місцевого вокзалу.

Герб «Пилява» — символ Бродів до 1939 року
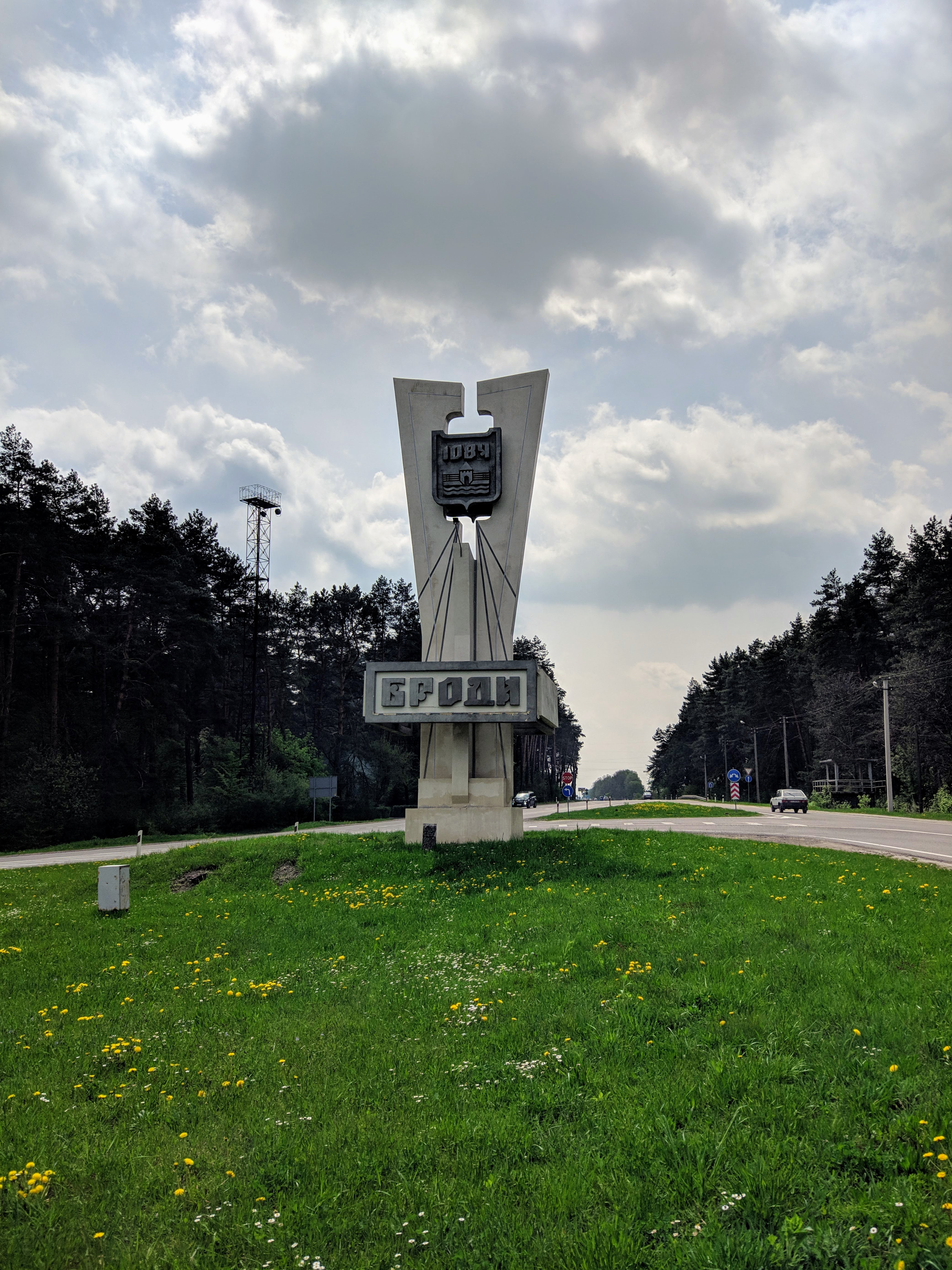
Пам'ятний знак «Броди—1984» при в'їзді до міста з боку Львова
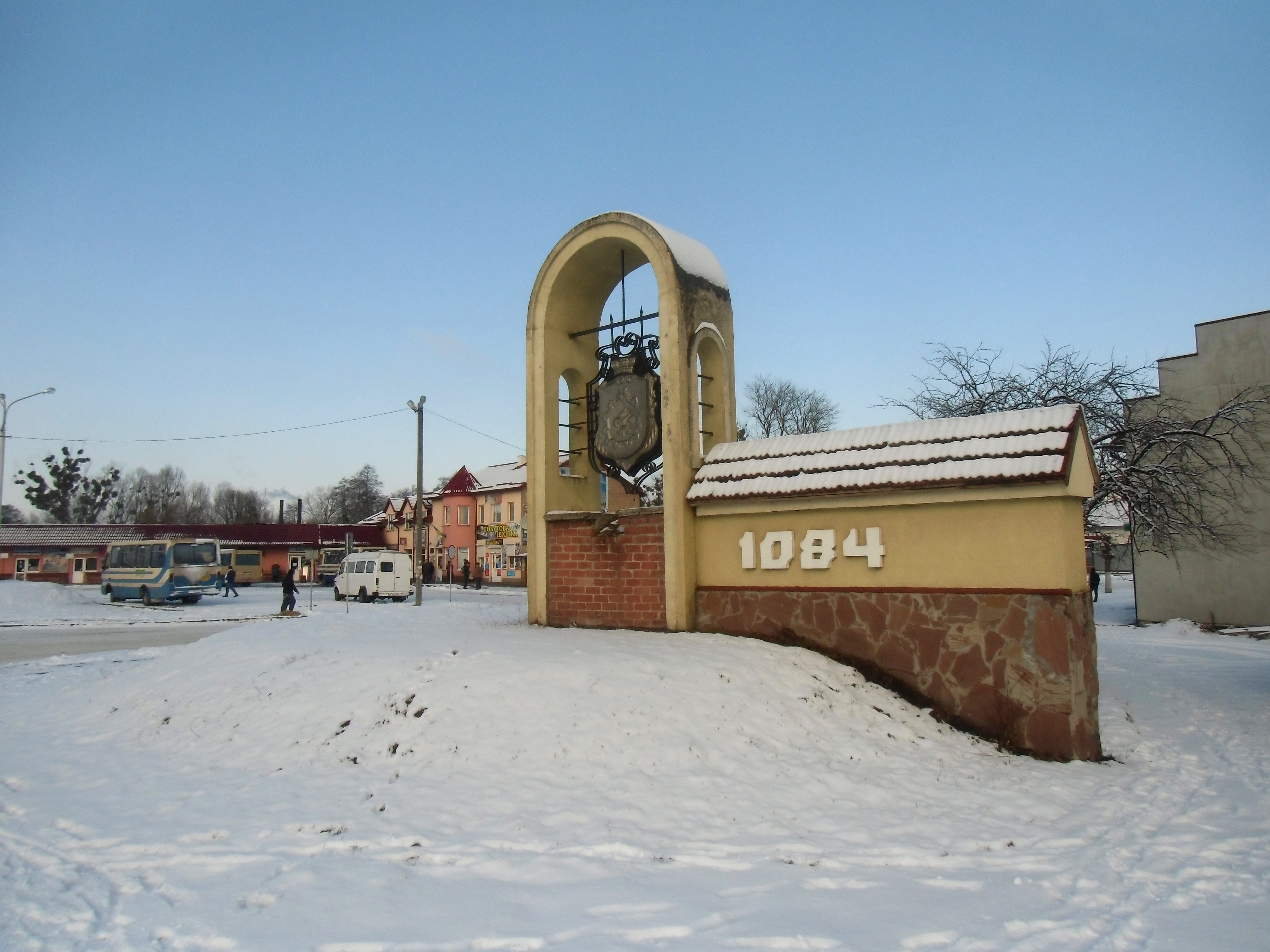
Герб Бродів 1997 року на символічній брамі міста (Привокзальна площа)

## Географія
Місто розташоване в межах Бродівської рівнини, через його південну частину протікає невелика річка Бовдурка (права притока Стиру). Характерною особливістю рельєфу є велика кількість піщаних горбів, дюн, більшість яких закріплена лісами. Броди знаходяться у межах Західно-Української лісостепової фізико-географічної провінції.
В околицях Бродів до 1918 року проходив державний кордон між Австро-Угорською та Російською імперіями. Таке специфічне розташування Бродів здавна робило місто своєрідною вільною економічною зоною, де бурхливо розвивалася міжнародна торгівля.
Клімат помірно-континентальний та досить вологий: м'яка з відлигами зима, волога весна, тепле літо, тепла суха осінь. В середньому щороку випадає 742 мм опадів. Середня температура найхолоднішого місяця — 4,3°С, найтеплішого +18,7°С. Переважають західні і південно-західні вітри.
У місті розташований парк «Райківка».
Зростають ботанічні пам'ятки природи місцевого значення: «дуб свідок», конвалія звичайна, також поблизу міста розташовані ботанічні заказники Кемпа та Макітра.
У Бродах більше 143 вулиць, у тому числі 2 площі, 1 майдан та 1 сквер<.
Місцевості:
- Білі Казарми
- Великі Фільварки
- Малі Фільварки
- Місто
- Старі Броди
- Червоні Казарми
- Шваби
- Островчик

## Історія

### Перші поселення
На південно-східній околиці Старих Бродів — в урочищі Заставки, на північно-східному схилі лівого берега річки Суховілки, під час археологічної розвідки краєзнавця І. Богдана, було виявлено багатошарове поселення та матеріали доби мезоліту, висоцької і вельбарської культур, а також давньоруської доби XII—XIII століть).
На північно-східній околиці Старих Бродів — в урочищі Горби, на південному схилі правого берега річки Суховілки, під час археологічної розвідки краєзнавця І. Богдана, було виявлено багатошарове поселення доби пізнього палеоліту, зокрема, знайдено численні скребки, різці, ножі та інші зразки крем'яних виробів. Беручи до уваги те, що на суміжних територіях були знайдені аналогічні артефакти, то можна припустити, що вони використовувалися як допоміжний інструмент при полюванні на північного оленя, збиральництві та рибальстві і датовані приблизно в межах 10000—7000 років до Різдва Христового. Також тут виявлено поселення висоцької та райковецької культур, Київської Русі (XII—XIII століть).
На східній околиці міста, північно-західніше від так званого «Київського мосту», на невеликому мисі серед заболоченої заплави Дітківецького потоку, під час археологічної розвідки В. Левуса на початку 1980-х років, було виявлено поселення висоцької культури та Київської Русі XII—XIII століть.
У східній частині міста — в урочищі Бугаї, серед заболоченої місцевості розвідкою краєзнавця Дмитра Чобота, були виявлені залишки давньоруського броду, що був завширшки 6 метрів та завдовжки близько 40 метрів, а також фрагменти керамічного посуду XII—XIII століть.
Під час археологічних досліджень у 2017 році в урочищі Заставки було виявлено поселення кам'яної доби, а також поховання Висоцької культури. Скоріш за все, поблизу було й поселення цієї ж культури, але його не було виявлено, найімовірніше, що його знищено навколишньою забудовою. Натомість, в урочищі За Коморою, поблизу залізничної колії, виявлено поселення висоцької культури. Розкопки в урочищі На Валах та знахідка срібного римського денарія Марка Аврелія (161—180 років) на присадибних ділянках поблизу північного міського оборонного валу XVII століття, свідчать про те, що вже тоді існували торговельні відносини (зв'язки) між місцевими племенами готів та Римською імперією. Тоді ж само в урочищі Горбки виявлено поселення черняхівської культури. Численні знахідки поселень ранньослов'янських племен II—IV століть дають підставу твердити, що в клині між Заставками та золочівським та підкамінським шляхами існували давні поселення і саме з них починається історія давніх Бродів.

### У часи Київської Русі
В період Київської Русі на території Бродів вже існувало поселення, вперше згадане у «Повчанні Володимира Мономаха своїм дітям» (1084). Тут відбулися дві великі зустрічі між київським, на той час чернігівським, князем Володимиром Мономахом та волинським — Ярополком Ізяславичем (1084, 1085). Є підстави твердити, що ця подія відбулась саме на території Старих Бродів, в урочищі «Під Коморою».
Вважається, що у 1241 році Броди були знищені татарськими ордами хана Батия, але безпосередніх доказів (писемних згадок чи археологічних знахідок), котрі підтверджували б цей факт немає.

### У часи Литовської держави
Доля поселення Броди тривалий час була пов'язана з Олеським замком. Після смерті короля Русі Юрія II Болеслава у 1340 році, Олеський замок та навколишні землі, до яких належало й поселення Броди, у 1340 році зайняв литовсько-руський князь Любарт-Дмитро. У 1366 році Олеський замок, разом з округою загарбаний польським королем Казимиром Великим та до 1382 року перебував у власності польських та угорських королів, але пізніше відвойований Любартом. У війні, яку розпочав великий литовський князь Свидригайло, брат короля Ягайла, з метою заволодіння Поділлям, тоді Олеський замок відіграв важливу роль у захисті навколишніх земель від експансії Польщі на схід. Останнім захисником замку був Олеський староста Івашко Прислужич з Рогатина, котрий чітко керував обороною твердині від польської навали. Після тривалої облоги замку польськими військами, наприкінці 1432 року, твердиню було здобуто.
У 1432 році Брідщину, як складову частину колишнього Королівства Русі, було прилучено до новоствореного Руського воєводства у Королівстві Польському, а саме поселення Броди відійшло до його Львівської землі.

### Королівство Польське

#### Місто у власності Сененських
У 1441 році польський король Владислав III Варненчик привілеєм надав шляхтичу Іоану Сененському за вірну службу та оборону руських земель від татар у володіння землі так званого «Олеського ключа», у тому числі й село Броди.
По смерті Іоана Сененського у 1477 році населений пункт відійшов до його сина Петра. В нього було дві дочки, які по смерті батька продали частину своїх володінь разом з Бродами дружині воєводи Подільського Мартина Каменецького, що було узаконено добровільною угодою, укладеною у Львові 1511 року. По смерті Мартина Каменецького у 1540 році та його дружини у 1578 року, у права власності на ці володіння вступили троє їхніх синів, а після розподілу земель між братами, Броди дісталися Іоану та Альберту (Войтеку). Брати вели надто розпустне життя і 1580 року через значні борги вимушені були продати частину володінь (у тому числі й Броди) воєводі белзькому Станіславові Жолкевському.

#### Місто у власності Жолкевських
Новий власник цих володінь, для убезпечення від набігів татар, вирішує між селами Броди та Лагодів на острові (нині — Островчик знаходиться у межах міста), що розташовувався посеред ставу Копень (на думку Дмитра Чобота, цей став міг входити до складу системи ставів, які давніше сприймали як Амадоцьке озеро) спорудити замок. Поряд новий дідич вирішив закласти місто, яке пізніше, як і замок постановив назвати Любичем — за назвою родинного гербу Жолкевських; будувати костел святого Станіслава. Нова назва населеного пункту швидко поширилося на все поселення, знане колись, як Броди, а поселення, що існувало до спорудження замку — стали Старими Бродами.
22 серпня 1584 року Любич отримав німецьке або магдебурзьке право й статус міста за привілеєм польського короля Стефана Баторія, виданого в Любліні. Цей привілей також надавав місту право тричі на рік проводити міські ярмарки, а також ним передбачалося проведення торгів двічі на тиждень — у п'ятницю та неділю. Місто звільнялося від сплати «мостового» та «гребельного» зборів, але залишився митний збір на користь короля та держави.
1586 року мешканці міста отримали від дідича Станіслава Жолкевського право будуватися біля замку, користуватися «…після потреби з панських наділів: сіножатей, ріллі, дібров тощо». Місто розташовувалося на перетині торгових шляхів. Упродовж 1590—1660-х років його відвідали представники понад сотні населених пунктів як з коронних, так і литовських воєводств Речі Посполитої, а також із земель, що перебували під контролем Османської імперії.
З-поміж кількох національних громад міста, лише єврейська змогла успішно розвиватися та збільшуватися, настільки, щоби на довгі літа істотно впливати на економічний, культурний та освітній розвиток міста, і завдяки цьому за містом закріпилася назва «Галицького Єрусалиму».
Містом керувала міська рада, один із райців призначався С. Жолкевським, інші — обиралися населенням міста. По смерті Станіслава Жолкевського у 1588 році Любич разом з навколишніми селами перейшло у спадок його сину Миколаю, який засновує католицьку парафію у межах власних володінь та поширює її вплив на населення міста. По смерті Миколая у 1597 році, маєтками Жолкевських управляє його вдова Анна, що залишилася з чотирма дітьми. На їхнє прохання польський король Сигізмунд III Ваза на Варшавському Соймі 20 березня 1597 року підтвердив привілей даний Любечу Стефаном Баторієм.
Нова назва міста не закріпилась, оскільки за нетривалий період часу її витіснила популярна назва сусіднього села — Броди. Про це згадується в записках Анни Жолкевської «до костелу Бродського», датованих 20 грудня 1598 року.

#### Місто у власності Конєцпольських
У 1614 році, один з синів Анни — дідич Лукаш Жолкевський видав привілей, яким розширив права міщан. 1629 року місто змінило власника і ним став воєвода сандомирський Станіслав Конєцпольський, який отримав місто частково задарма, частково — придбав за 500000 злотих разом з іншими поселеннями від Л. Жолкевського, який не мав нащадків. Новий власник міста 8 квітня 1629 року видав привілей, яким підтвердив попередні права і свободи міщан, але й трохи їх розширивши. Зокрема, зменшив кількість поборів на користь власника міста, населення звільнялося від десятини. Для поповнення міської скарбниці встановлювалися ярмарки на свята святого Юра та на святу П'ятницю.
Через брак місцевих пасовищ С. Конєцпольський дозволив міщанам користуватися його власними пасовищами. Його стараннями започатковано виготовлення шовкових тканин та споруджено підприємство з виготовлення селітри, а також завдяки великим плантаціям винограду міщани мали вино, як для власного споживання, так і на продаж.
Власник Бродів вирішив власним коштом укріпити місто. Так, за сприяння дідича король Владислав IV Ваза 11 березня 1633 року подає на королівський сойм у Кракові привілей для Бродів, яким надав місту німецьке (магдебурзьке) право у тому обсязі, у якому його мали тогочасні великі польські міста. Міська дума мала право власною печаткою засвідчувати судові рішення. Місцеві цехи у своїх правах і свободах прирівнювалися до аналогічних львівських, люблінських та краківських, а бродівські ярмарки — з люблінськими та торунськими. Торговельний шлях з Волині, Полісся, Київщини до Польщі мав прямувати через Броди, де торговці зі своїми товарами мали перебувати три доби, тобто місто отримало так зване «право складу», котрим дозволялося також проводити дрібногуртову торгівлю цими товарами. Місцеві торговці пожиттєво звільнялися від сплати мостового і гребельного мит (на пограничне мито цей дозвіл не розповсюджувався) та на 15 років від збору у міську скарбницю Бродів.
Стараннями Великого гетьмана коронного С. Конєцпольського 31 травня 1637 року у місті був відкритий навчальний заклад «Академія Бродська», у якій викладали професори краківського університету. Для пожвавлення торгівлі запросив до міста купців-шотландців, вірменів, греків. Сприяв укріпленню міста валом, муром, частоколом; перетворенню міських укріплень на потужну цитадель, збудовану за зразками нового на той час голландського фортифікаційного мистецтва. У її проектуванні ймовірно брали участь Ґійом де Боплан та Андреа дель Аква (автори відомого замку в сусідніх Підгірцях). Майбутній Гетьман Богдан Хмельницький від 1633 року перебував на службі у великого коронного гетьмана С. Конєцпольського, отримав помешкання в Бродах. Під час оглядин новозбудованого бродівського замку у 1633 році, на які була запрошена місцева шляхта, Хмельницький необачно висловився щодо фортеці, що «…гарний замок, але збудований людськими руками, ними ж може бути і здобутий», розгнівивши цим С. Конєцпольського.
Броди були збудовані як ідеальне місто-фортеця, де всі вулиці паралельно-перпендикулярні. Для розбудови міста власники запрошували сюди купців різних національностей: у XVII столітті в Бродах, крім українців та поляків, мешкали також євреї, вірмени, греки та шотландці, про що свідчать записи в актових книгах.
Брідська твердиня постала в західній околиці міста, з протилежного боку її захищали болота й ставки та була яскравим прикладом оборонної споруди раннього бароко. У плані це був п'ятикутник, оточений глибоким земляним ровом. Укріплення складалися з 5 бастіонів та куртин з казематами всередині валів, виконаними з цегли та каміння (загалом було 75 казематів). Бастіони простотою своєї будови нагадували аналогічні споруди вже згаданого Підгорецького замку.
В'їзд до замкової брами з боку міста здійснювався через підйомний міст. Фасади казарм з боку дитинця були старанно виконані з каменю. Ритм подвійних пілястр і аркад між ними, вписані в них вікна й оздоблені рустикою портали нагадували італійські зразки. Приміщення в казармах, під хрестовими склепіннями (збереглися до нашого часу) мали анфіладне сполучення (в шестигранних бастіонах склепіння були пальмові). Комендант фортеці мешкав у дерев'яному будинку на території замку.

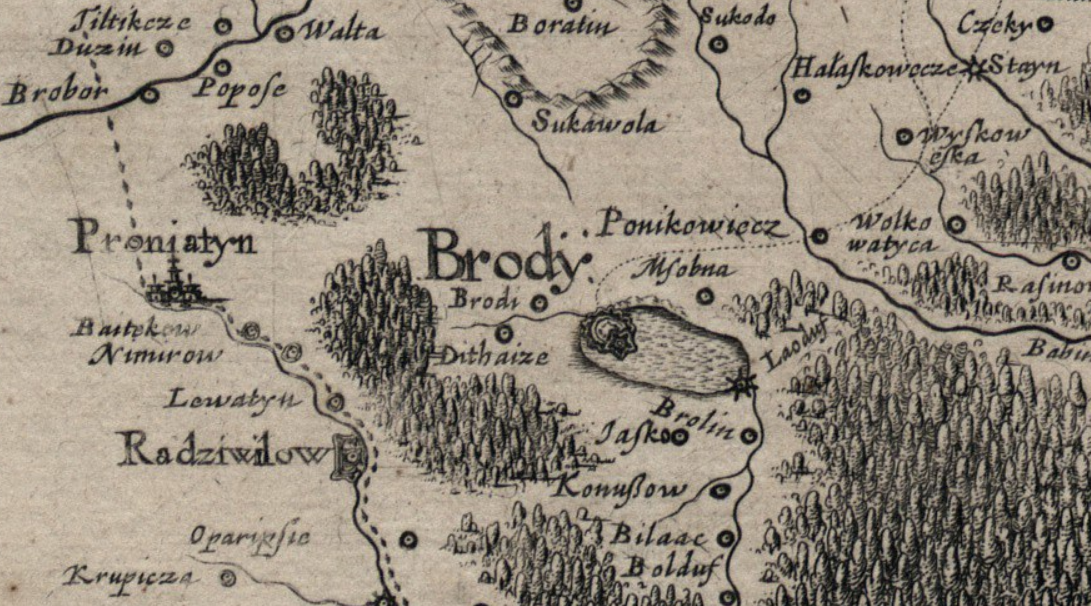
Броди та околиці (фрагмент Генеральної мапи України Гійома де Боплана, 1648 рік)

Відчуваючи наближення своєї смерті, Станіслав Конєцпольський у присутності католицького священика 11 березня 1646 року склав заповіт, за яким зобов'язав свого сина Олександра спорудити у місті католицький костел, у якому мали бути поховані тлінні рештки представників родини коронного гетьмана. На відправу Служби Божої за душі померлих, його вдова Зофія Людвіка з Опалінських заповіла 1000 червінців золотих. Того ж дня С. Конєцпольський відійшов у вічність, а церемонія поховання відбулася 30 квітня та пройшла з великою помпезністю.
Олександр Конєцпольський був людиною відважною, запальною та жорстокою. Свою жорстокість проявляв до українського народу та козаків, зокрема, після придушення виступів заколотників бунту наказував четвертувати, вішати, садити на палю, а також за непослух все поселення перетворити на попіл. Під час Хмельниччини О. Конєцпольський придушив виступ українського населення у Костянтинові. Через ці події Богдан Хмельницький скеровує на Дубно й околиці селянсько-козацькі загони під орудою козацьких полковників Данила Нечая, Мартина Небаби та Ступи, що поверталися після битви під Пилявцями, а селянсько-козацькі війська на чолі з Богданом Хмельницьким з-під Збаражу направляються під Броди. Місто-фортецю було узято в облогу, що тривала близько 8 тижнів. Під час штурму місто зазнало значних руйнувань, натомість замок вцілів з незначними ушкодженнями, а козакам Хмельницького віддали полонених татар. Міщани Бродів в основному не підтримали вояків Хмельницького.
У 1651 році, довідавшись про приїзд дідича до міста, вирішили влаштувати урочисту зустріч. Але, оскільки міська скарбниця була порожньою та ще й мала борги, міські райці звернулися до «панів елєктів», щоб порадитися, звідки взяти кошти. Ті визнали, що найважливішим є видаток щодо приїзду пана, та постановили стягнути з міщан шос — надзвичайний податок. Для схожої зустрічі пана у 1663 році (сподівалися на повернення Станіслава Яна Конецпольського з-за кордону) заставили кам'яниці купців-шотландців: дім, який раніше був власністю Александра Рейди за 60 злотих, також мешкання Сімсона, який вже був відсутній у місті.
Вибори війта, його заступника, лавників (присяжних), райців (консулів) у першій половині XVII століття відбувалися в місті, зокрема, у XVII столітті о дев'ятій ранку наступного дня після католицького свята Трьох Королів та служби в костелі за участі всієї громади. Як правило, у приміщенні ратуші, на випадок зайнятої ратуші — деінде, наприклад, у приміщенні плебанії. Завжди проходили за присутності дідичного урядника — старости чи бургграфа. Наприкінці XVII століття вибори лавників належали лише райцям, війту.
Як в інших тодішніх галицьких містах, реальну владу в місті мали підстароста, міщани, які мали «зв'язки» з двірськими підданими дідича. Зокрема, 1642 року колишній бургграф Бродівського замку Пйотр Коцельський мав конфлікт з війтом Марціном Пленардовичем. Останній вніс «протестацію» (позов) дідичу, який доручив розібратися у конфлікті підстарості Млоховському. Коцельський вважав такий порядок нелегальним, посилаючись на привілеї міщан, плебісцити, магдебурзьке право тощо. Підстароста відповів, взявшись за бік, щоб витягнути шаблю: У мене право в голові… Мовчи, с…й сину, хлопе….
Наприкінці березня 1659 року у Підгірцях раптово помирає Олександр Конєцпольський, звідки його тіло було перевезене та поховане у Бродах.
Його син Станіслав Ян Конєцпольський, виконав заповіт свого діда та спорудив у Бродах камінний костел, де з часом перепоховав тлінні рештки свого батька, матері та інших родичів. 31 жовтня 1669 року у Кракові були підтверджені усі права та привілеї міста, а за два тижні, 14 листопада 1669 року було отримано привілей для брідського столярного цеху. Він суттєво зміцнив міські фортечні укріплення, чим у значній мірі захистив мешканців навколишніх сіл від нападів турецько-татарських загонів.
1676 року в місті оселилася велика вірменська громада та ченці з підкаміньського домініканського монастиря, рятуючись від нападів турецько-татарських загонів. С. Конецпольський маючи у планах залишення ченців у Бродах, 3 березня 1678 року жертвує місце під забудову майбутнього костелу Святого Станіслава та 30000 червоних злотих.

#### Місто у власності Собеських
Не маючи нащадків краківський каштелян Станіслав Ян Конецпольський 22 серпня 1682 року складає заповіт, за яким Броди з навколишніми селами переходять у власність, тобто дарує свої маєтності сину короля Яна III Собеського — молодому королевичу Якубу Людвіку Собеському. З цим був незгодний його дядько Ян Олександр Конецпольський, який двічі нападав на Броди та захоплював замок. Любельський трибунал вироками 1700 та 1714 років наказав йому покинути замок та відшкодувати нанесені ним збитки, а також його було засуджено на вигнання. За часи володіння Собєськими містом відомо, що 1690 року Броди прийняли вигнаних з Молдови єпископів Баковських.
1696 року помирає король Ян III Собеський і вже по його смерті турецько-татарські загони спустошили Волинь та пограбували Броди, при цьому не зустрівши сильного супротиву з боку місцевого населення. Пізніше через пожежу вигоріла значна частина міста, у тому числі й костел з дзвіницею. Костел було відновлено 1699 року, а 4 червня того ж року королевич Якуб Собеський видав грамоту, якою надавалися певні привілеї місцевим євреям, зокрема за ними закріплювалася уся промисловість, торгівля, власне самоуправління, а також вони звільнялися від частини різних зборів та податків до місцевої скарбниці.

#### Місто у власності Потоцьких
4 вересня 1703 року королевич Якуб Собєський за борги передав місто та брідський замок у власність графа Габріеля Виховського, а той вже 8 січня 1704 року продав цю маєтність маршалові трибуналу коронного і київському воєводі Юзефу Потоцькому. 8 травня 1704 року Юзеф Потоцький, як новий власник Бродів, урочисто в'їхав до міста.
У 1709 році, під час Північної війни, місто було окуповане російською армією. Під час короткого перебування російські вояки спричинили великої шкоди місцевому населенню. Так, 1711 року скориставшись відсутністю власника міста Юзефа Потоцького (перебував при таборі Карла XII в Османській імперії), під час ярмарку на Броди напали російські загони очолювані Голинським і Оранським та зайняли місто разом з замком. По поверненню Потоцького з Північної війни до Бродів, місто було відвойоване польським військом.
1715 року місто вигоріло майже вщент через велику пожежу. Це пояснюється тим, що у ті часи для освітлення осель використовували відкритий вогонь, а самі хати будували з дерева та вкривали різного роду ґонтами або ж соломою, що відповідно мало велику пожежну небезпеку. Не рятувало від вогню й те, що деякі будівлі у місті були мурованими, оскільки основна частина конструкцій залишалася дерев'яною.
У 1734 році Броди опинилися в епіцентрі військових дій, а саме було зайняте гайдамацькою армією Верлана під час одного із перших гайдамацьких повстань. На придушення цього повстання були підняті усі можливі військові сили Речі Посполитої, але вони виявилися недостатніми. Тоді польський уряд звернувся за допомогою до Російської Імперії і вже 1734 року поляки та росіяни розпочали спільні військові дії проти повстанців. У липні того ж року місто та Бродівська фортеця були черговий раз захоплені російським військом, на цей раз військовими підрозділами російської армії під командуванням принца Людвига Вільгельма Гессен-Гомбурзького, практично без опору.
До 1742 року міське життя стабілізувалося, почалася відбудова міста після воєнних дій попередніх років, пожвавилася торгівля. Але знов необережне поводження з відкритим вогнем призвело до наступної великої пожежі у місті, що трапилася під час ярмарку на святого Юрія (6 травня 1742 року). Тоді вигоріла значна частина міста. Через те, що у Бродах були величезні склади товарів, значних збитків, що обчислювалися мільйонами золотих, зазнали місцеві та іноземні підприємці. У цій пожежі загинуло багато людей, а через збитки спричинені пожежею покинули Броди вірмени, а їх нішу у сфері торгівлі на довгих три століття зайняли місцеві євреї.
1748 року Броди відвідав посол Великої Османської імперії. У бродівському замку 11 березня 1748 року він мав зустріч з Потоцьким, під час якої відбулися перемовини стосовно звільнення з польського полону двох татарських високопосадовців.
У лютому 1751 року Юзеф Потоцький важко занедужав, а 19 травня того ж року помер у Залозецькому замку та був похований у крипті Станіславівської колегіати. Наступним власником Бродів став єдиний син Юзефа — київський воєвода Станіслав Потоцький, що відзначився багатьма благодійними справами, зокрема, виділяв кошти на спорудження храмів та заснування монастирів. Також коштом нового власника Бродів у середині XVIII століття була перебудована бродівська фортеця на пізньобарокову резиденцію. Тоді біля північної куртини споруджено величний палац, а з боку міста — гарна брама з годинником. 1755 року в палаці відбулося весілля дочки Станіслава Потоцького — Теофілії з коронним стольником Фридеріком Мощинським.. На той час місто адміністративно належало до Волинського воєводства. Станіслав Потоцький помер 8 лютого 1760 року у Залізцях, звідки його тіло було перевезено до костелу оо. Бернардинів у Збаражі, де й відбулось його урочисте поховання. Того ж року в Бродах найімовірніше вдовою Потоцького — Геленою Замойською був заснований монастир Дочок Милосердя, що знаходився поблизу дерев'яного костелу святого Станіслава. У 1763 році тут під час «октави» свята Божого Тіла сталася велика пожежа, під час якої згоріла більша частина міста. І від того часу для спорудження будинків міщани почали більше використовувати камінь на заміну дерева, щоби таким чином убезпечити власне життя та майно на випадок пожежі.
20 вересня 1770 року сини Станіслава Потоцького — Юзеф, Пйотр, Францішек Ксаверій та Вінцентій Потоцькі зустрілися у Варшаві з метою розподілу маєтків, що залишилися по смерті їхнього батька. Таким чином, Броди з навколишніми землями отримав у свою власність Вінцентій Потоцький.

### Австрійські монархії
У січні 1771 році розпочалися переговори Росії, Пруссії та Австрії щодо поділу Речі Посполитої. 5 серпня 1772 року вони завершилися в Санкт-Петербурзі підписанням австрійсько-прусського, австрійсько-російського й пруссько-російського договорів, за якими під владу Габсбургів відійшло Руське воєводство, у складі якого тоді перебували Броди. Таким чином місто на наступних півтора століття опинилося на кордоні Габсбурзької монархії та Російської імперії, у складі створеного на території колишнього Руського воєводства — королівства Галичини та Володимирії. У 1774 році імператор Священної Римської імперії Йосиф II в рамках своєї подорожі по нових регіонах імперії відвідав Броди. Єврейська громада міста на чолі з рабином Лейбою Берштайном влаштувала пишний прийом величному гостю, який поспілкувавшись з представниками місцевого кагалу сказав відому фразу:
Тепер я знаю, чому мене називають імператором Єрусалиму
 1779 року місту наданий «статус вільного торгового міста» за зразком портових міст імперії, зокрема Трієсту, тобто усі товари, що перебувають транзитом на території міста звільнялися від сплати мита. Цим привілеєм передбачалося також прокладання поштового тракту з Бродів до Києва, а 1786 року було зроблено декілька доповнень до цього ж документу, зокрема, наступного, 1787 року було об'єднано вексельний та торговельний суди з міською управою (маґістратом). Того ж року в приміщенні міської управи було відкрито школу для дівчат при ордені Дочок Милосердя. У 1788 року проведено розмежування володінь міста та навколишніх поселень, окружний суд перенесено до Золочева, римо-католицький прихід відділено від Луцької єпархії та приєднано до Львівської єпархії.
Під час великої пожежі 1801 року у місті згоріло близько 650 будинків, зокрема, й монастир Дочок Милосердя та мала синагога. Після чого шаритки виїхали до Залізців. Наступного року Броди відвідав брат російського імператора Олександра І — цісаревич і великий князь Костянтин Павлович.
1805 року Росія вступила в війну з французьким імператором Наполеоном І Бонапартом на боці антифранцузької коаліції, куди входили також Австрія та Англія. Згідно з планом союзного командування російська Подільська армія під командуванням генерала-фельдмаршала Михайла Кутузова повинна була перейти кордон Австрії неподалік Бродів. 13 серпня того ж року перша колона російських військ під командуванням російського генерала Петра Багратіона зробила зупинку в Бродах, на шляху до Моравії.
5—6 липня 1809 року австрійська армія під командуванням ерцгерцоґа Карла у битві під Ваграмом зазнала відчутної поразки від французів, тим самим припинивши існування п'ятої коаліції. Через це Габсбурґська монархія була змушена підписати з Францією так званий Шенбруннський мирний договір. Одна з умов договору закріплювала за Варшавським герцогством, створеним Наполеоном І Бонапартом, частину території Галичини, у тому числі й північну Бродівщину, зайняту польськими військами на чолі з князем Юзефом Понятовським. Броди на три роки стали центром новоутвореної домінії, адміністрація якої перебувала у Бродівському замку. Завдяки брідському купцеві Ізраїлеві Бернштайну, 1809 року було встановлено поштовий зв'язок між Бродами та Львовом. Спочатку поштовий диліжанс курсував тричі на тиждень, а від 1825 року — п'ять разів.
Після відступу військ у 1812 році, за наказом австрійського уряду, дідич Бродів люблинський староста Вінцентій Потоцький керував розбиранням фортифікацій з боку міста. Було підірвано в'їзну (надбрамну) вежу, розібрано два бастіони і равелін та їхніми румовищами засипано оборонні рови. Залишилися лише житлові будівлі та півколо валів з казематами, що пізніше використовувалися як складські приміщення та магазини. 1815 року єврейська громада Бродів ініціювала та частково спонсорувала відкриття у місті реальної школи з німецькою мовою навчання та додатковим вивченням французької, італійської та латинської мов. У 1817 році виникла чергова пожежа, що знищила 18 будинків.

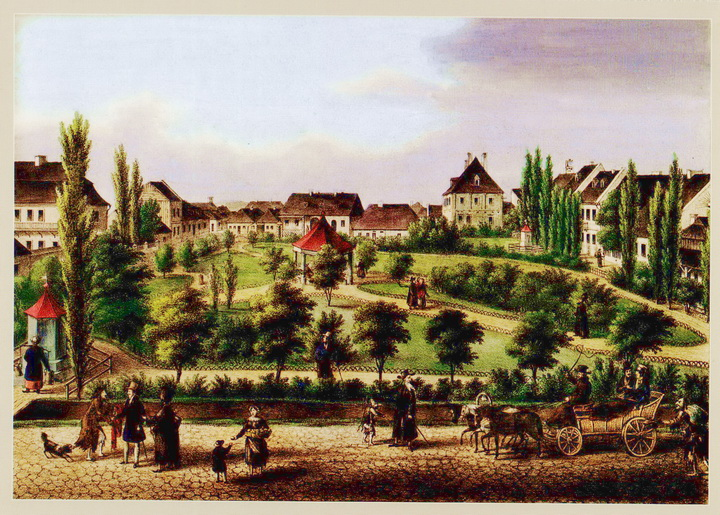
Новий ринок у Бродах (літографія Карела Ауера, 1830)

Близько 1833 року власником табулярної частини (сіножати без лісу) маєтності Броди став Ян Казімеж Молодецький. 29 квітня 1835 року в Бродах вчергове сталася пожежа, що розпочалася з південного боку і вітром полум'я поширювалося у західному напрямку. Внаслідок стихії тоді згоріло 154 будинки, а без житла залишилося близько 400 брідщан. У 1836 році Броди відвідав Львівський латинський архієпископ, Примас Галичини і Володимирії Франтішек де Паула Піштек, а 1842 року — імператор Австрії Фердинанд.
Станом на 1848 рік Броди були другим містом у Галичині після Львова за площею та чисельністю населення. Тут була резиденція повітового старости, податкова та прикордонна служби, торгово-промислова палата (заснована 1850 року), російське (працювало до 1895 року) та пруське консульства, комісаріат поліції, повітовий суд, пошта, телеграф. 1850 році знов сталася пожежа про наслідки якої інформація відсутня. 1856 року у Бродах відкрито телеграфну станцію, котра згодом стала третьою в Галичині, після Львова та Кракова, за обсягом інформації, яку передавали.
5 травня 1859 року відбулася наймасштабніша пожежа в історії Бродів. В одному з невеличких будинків львівського передмістя виникла пожежа, вогонь якої, роздмуханий сильним вітром, став досить швидко поширюватися у бік центру міста. Тоді, за даними комісаріату поліції, загинуло 16 осіб, згоріло більше 950 будівель (у тому числі, повітовий уряд і суд, пошта, комісаріат поліції, казарми жандармерії, телеграфічний та податковий уряди, нещодавно відкрита реальна та жіноча школи, новий шпиталь, міські бараки, костел з плебанією, єврейська божниця та багато інших), а також 694 одиниці житлової забудови міста. Того злощасного 1859 року у Бродах спалахнуло ще дві пожежі: 18 липня вибухнула пожежа у міській броварні, полум'я охопило кілька будинків, а у ніч на 16 листопада у Бродах згоріло 11 будинків. 1867 року спалахнула ще одна пожежа. Після двох останніх місто довго не могло оговтатись.
1864 року заснований великий пивоварний завод братів Капелюшів.
Прокладання у 1867—1868 роках залізничної колії Львів-Броди, спорудження залізничного двірця та розбудова ряду промислових об'єктів у південній частині міста наприкінці XIX — початку XX століття дала відчутний поштовх у розвитку міста. У двоповерховій споруді вокзалу з критим пероном, у якій до початку першої світової війни містилися офіси цісарсько-королівських чиновників (адміністрація залізниці, митний, поштовий і телеграфічний уряди, представництво комісаріату поліції). Під час першої світової війни будівля вокзалу зазнала значних руйнувань, але у міжвоєнний період було проведено масштабну реконструкцію вокзалу. Наприкінці 1920-х років у приміщенні вокзалу містилася залізнична книгарня «Рух», телефонний пункт тощо. У вересні 1939 року та червні 1941 року вокзал був бомбардований німецькою авіацією, а під час бойових дій у березні-липні 1944 року споруда старого бродівського вокзалу була остаточно знищена. Вже по війні, 1954 року будівлю вокзалу було відбудовано на старому місці і у такому вигляді вона дійшла до наших днів. У 1872 року, з російського боку кордону добудована залізнична лінія Здолбунів — Радивилів, яку було згодом сполучено з Бродами.
1876 року у місті заснована бродівська філія товариства для розвитку науки, звичаїв, ощадності під назвою Михайла Качковського москвофільського спрямування, яке було юридично затверджене державним намісництвом у Львові 22 липня 1877 року. Метою діяльності організації було визначено «поширення знань, науки та громадської свідомості руського населення Австрії».
З часом економічна ситуація у місті почала стрімко погіршуватися і результатом цього стала у 1880 році втрата Бродами статусу вільного міста. Зростання рівня безробіття призвело до масової еміграції брідщан до країн Західної Європи та Північної Америки. Натомість ситуацію загострило масове прибуття євреїв-емігрантів з Російської імперії, які втікали від погромів 1881—1882 років. Через переповненість транзитного табору, що знаходився тоді в межах колишньої текстильної фабрики, у місті відчулася велика нестача харчів або ж надто велика їх вартість, а також місто потерпало від епідемій різних хвороб.
10 травня 1881 року відбулося урочисте закладення наріжного каменю під нову будівлю гімназії і вже 4 вересня 1883 року там розпочалося навчання. Гімназія була названа на честь нащадка австро-угорського престолу кронпринца Рудольфа.
1 березня 1891 року в Бродах за сприяння представників місцевої української інтелігенції на чолі з греко-католицьким катехитом бродівської гімназії о. Григорієм Яремою відкрили філію товариства «Просвіта». Того ж дня був прийнятий «Статут товариства філія „Просвіти“ в Бродах», під яким підписалися: греко-католицький катехит брідської гімназії о. Г. Ярема, гімназійний вчитель Петро Скобельський, професор гімназії А. Чичкевич, судовий ад'юнкт В. Лукавецький, парох села Білявців о. Ю. Мандичевський та інші. І лише 9 серпня 1891 року філія офіційно була затверджена державним намісництвом у Львові.
2 січня 1897 року Бернард Шаррер на вулиці Золотій відкрив перше в місті газетне бюро, де можна було здійснити передплату на дозволені, на той час, у Австро-Угорщині крайові й іноземні часописи.
У березні 1897 року в одному з будинків при вулиці Коженьовського (нині — вул. Стуса) розташувався бродівський осередок товариства «Руська Бесіда», до складу якого увійшли 33 представники руської (української) інтелігенції міста та Бродівського повіту.
21 травня 1900 року за ініціативи керівництва брідського осередку «Просвіти» та низки українських товариств вперше на Бродівщині було проведене Шевченківське свято.
31 жовтня 1902 року ініціативною групою української інтелігенції Брідщини на чолі з очільником бродівської «Просвіти», професором місцевої гімназії Василем Щуратом було засноване товариство «Русько-українська повітова бурса». Товариство опікувалося українською шкільною молоддю, а також його коштом було споруджено приміщення бродівської повітової бурси, в приміщенні якої нині міститься Бродівська спеціалізована загальноосвітня школа І—III ступенів № 2 з поглибленим вивченням англійської мови.
У 1910—1913 роках за проєктом архітектора Гіполіта Слівінського на сучасній вул. Коцюбинського споруджено будівлю бродівського повітового суду. На початку травня 1914 «Kurjer Lwowski» опублікував замітку про початок робіт зі спорудження фундаменту місцевої філії Австро-Угорського банку, що спричинило конфлікт між бродівськими робітниками і селянами, яких спочатку запросив на роботу місцевий «геометра».
Інтенсивна розробка лісових ресурсів Галичини викликала пожвавлення в будівництві мереж вузькоколійок (ширина колії 750—760 мм), прокладення котрих супроводжувалося створенням стаціонарних інженерних (мости, переправи, естакади тощо), житлових та господарських споруд. Система вузькоколійних залізниць була тісно інтегрована в загальну систему залізничного транспорту. Протягом 1912—1913 років для лісовозів було споруджено 39-кілометрову вузькоколійну залізницю Броди — Шнирів, що складалася з двох гілок — Шнирівської і Берлинської та використовувалася для вивезення деревини з лісових господарств північно-західної Бродівщини. Під час бойових дій першої світової війни російські й австрійські вояки влітку 1915 року розібрали 31 км колії.

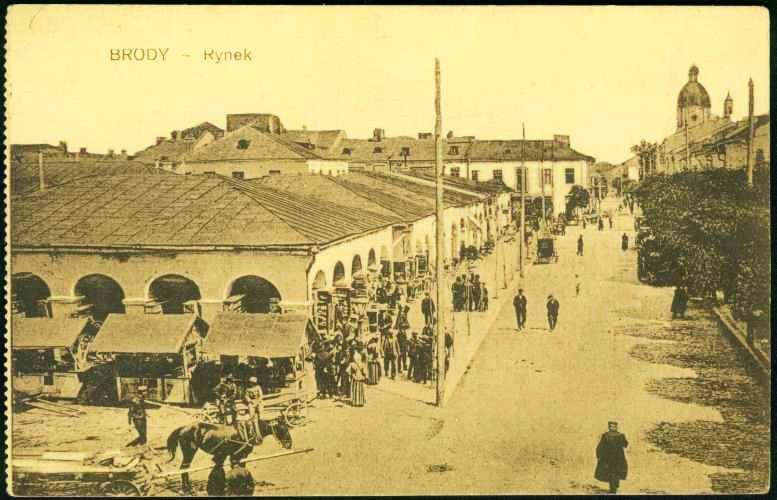
Вигляд на площу Ринок
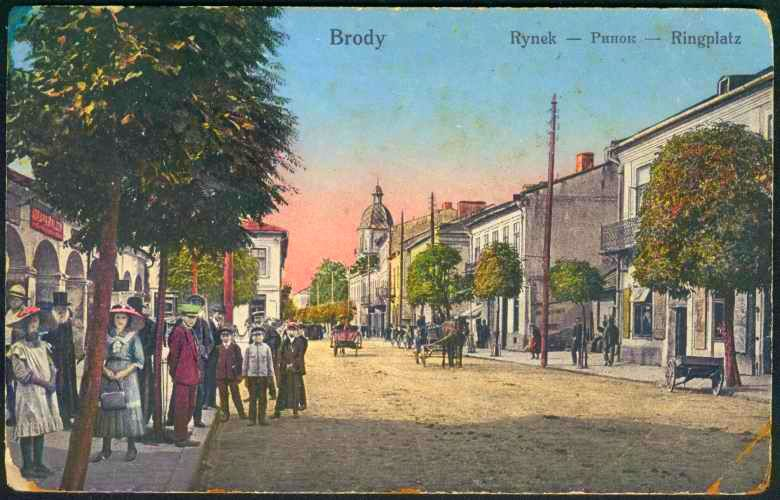
Площа Ринок (1914 рік)
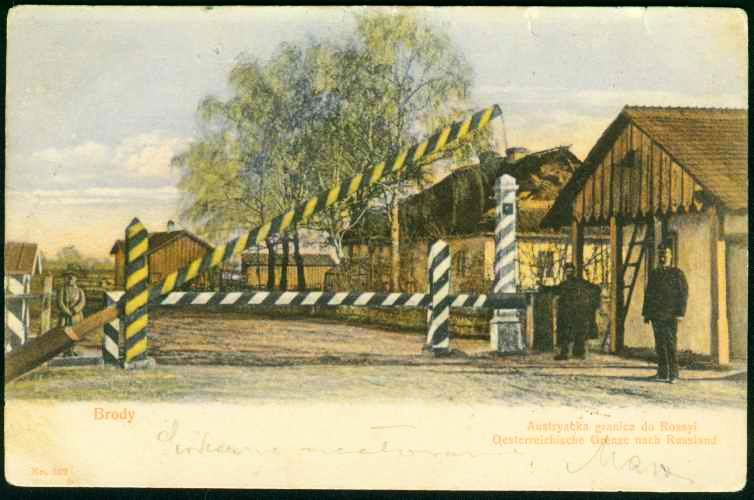
Міжнародний кордон між Австро-Угорською та Російською імперіями на околиці Бродів (1905 рік)
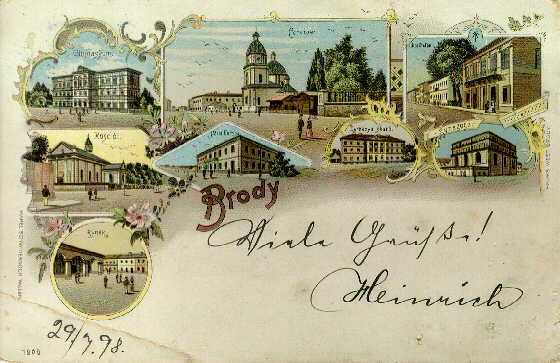
Броди (1898)
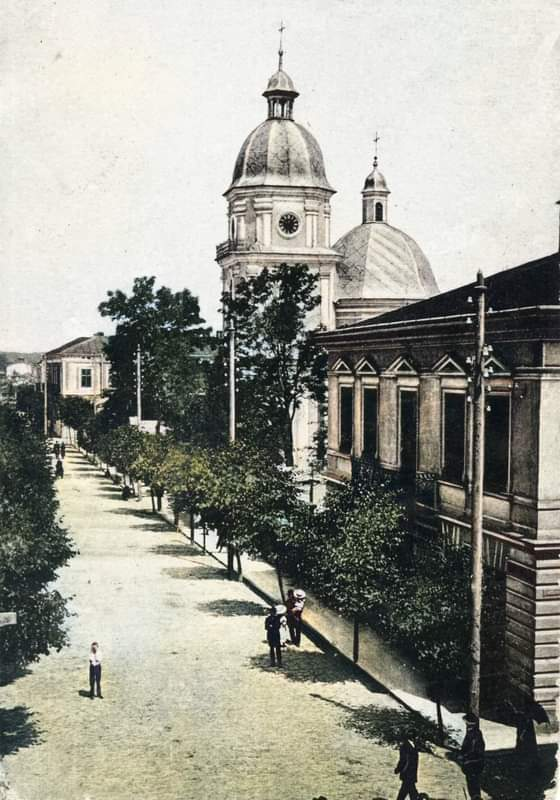
Сучасна вулиця І. Франка (початок XX століття)

### Перша світова війна
Напередодні першої світової війни у місті, на території Білих казарм базувалися штаб та 1-й дивізіон 9-го полку драгунів австро-угорської армії, що вирізнявся найбільшим відсотком українців серед решти драгунських полків.
З початком першої світової війни, Броди як прикордонний пункт, потрапили до епіцентру воєнних дій, протягом яких лінія фронту тричі переходила місто, внаслідок чого місто зазнало великих збитків: було зруйновано багато будівель, пошкоджено залізничну колію, знищено декілька промислових підприємств. Лінія фронту тричі проходила через Броди: на початку серпня 1914, у вересні 1915 та липні 1916 років. Виходячи з цього можна виділити чотири основні періоди, спричинені подіями першої світової війни:
- Початок серпня — друга половина серпня 1915 року. Увечері 8 серпня російські бойові частини зайняли Лешнів і підійшли до Бродів. Звістка про наближення російської армії викликала паніку серед мешканців міста, особливо у місцевих юдеїв, хапали усе, що мали та втікали на двірець. Поміж утікачів був також й міський староста, судові та поштові урядники. Російські війська практично без опору захопили Броди. У передмісті якийсь підрозділ австро-угорського війська намагався зав'язати бій, але був розпорошений серед кварталів міста. Це був лише короткочасний успіх росіян, оскільки, їх подальше просування було зупинене сильним артилерійським вогнем, а швидкий контрнаступ австро-угорської армії заскочив зненацька супротивника та змусив відійти далеко поза межі Бродів. У неділю 25 серпня російські війська вдруге захопили Броди. Опустіле місто виглядало досить не привітно. В романі «Тихий Дон» Михайло Шолохов писав: «По улице по четыре в ряд шли гусары, под заборами валялись неубранные трупы (вытесняя австрийцев, дрались на улицах предместья), чадный дымок сочился из-под развалин сожженной синагоги. Великое разрушение и мерзостную пустоту являл город в этот предвечерний пышно расшитый красками час…».
- Вересень 1915 — 28 липня 1916 року. Значно переважаючи у живій силі та озброєнні російська армія відкинула австро-угорські частини до Красного та Львова. Лише навесні 1915 року ситуація австрійського війська на фронті значно покращилася. Внаслідок вдало проведених наступальних операцій під Горлицями та Тарновим австро-угорські і німецькі частини прорвали російський фронт. Через ймовірність оточення, 9-та російська армія під командуванням генерала Платона Лечицького почала відступати. Головний осідок генерального штабу російських військ в Галичині перенесено до Бродів. Зі Львова до Бродів переїхав й генерал-губернатор Галичини і Буковини граф Георгій Бобринський разом з усією верхівкою російської окупаційної влади Галичини. 7 вересня 1915 року група австрійських армій під командуванням фельдмаршала Едуарда фон Бем-Ермолі після жорстоких боїв прорвали російський фронт на лінії Радивилів — Підкамінь — Залізці. Найпотужніші бої мали місце при штурмі монастиря у Підкамені, гори Макітра та сильно укріплених позицій поблизу Радивилова. Через тривалий обстріл була сильно пошкоджена будівля монастиря у Підкамені, а також виникла пожежа, під час якої згоріло близько 500 книг та рукописів монастирської бібліотеки.
- 28 липня — грудень 1916 року. На початку червня 1916 року російська армія прорвала австро-німецький фронт на Волині. Розпочалася наступальна операція росіян, відома в історії як Брусиловський прорив. 12 липня частини 11-ї російської армії під командуванням генерала Володимира Сахарова зайняли околиці Лешнева. У вечері цього ж дня росіяни під густим обстрілом противника переправились через річку Слонівку і під час бою в полон захопили близько 1000 австріяків, а також 4 гармати і 5 кулеметів та наблизилися до Бродів. 28 липня 1916 року передові російські частини вступили в передмістя Бродів. Австрійські війська, у свою чергу, утримували під контролем південні та західні околиці Бродів. Таким чином лінія зіткнення пролягала між центром міста та брідським двірцем. Затяжні бої на території Бродського повіту тривали до грудня 1916 року. Згідно з наказом російського штабу 45-го армійського корпусу мешканці сіл Королівка, Бовдури та Лешнів були повністю виселені. У грудні були додатково евакуйовані ще й мешканці сіл Білявці та Конюшків.
- Січень 1917 — лютий 1918 року. З кінця 1916 року військові дії на фронті майже припинилися. Після розвалу Російської імперії у лютому 1917 року поступово почав розпадатися весь російський фронт. З іншого боку військові ресурси австро-угорської імперії поступово вичерпувалися, а економіка, підірвана війною, перебувала у кризовому стані. Жовтневі події 1917 року в Петрограді остаточно деморалізували російську армію. Серед частин 101-ї піхотної дивізії російської армії, що дислокувалася в околицях Бродів, мало місце масове дезертирство. Поміж офіцерів та солдатів українського походження поширювалися проукраїнські настрої. За їхньої ініціативи у Бродах було організовано український військовий комітет, який заявив про свою підтримку Української Центральної Ради у Києві. У лютому 1918 року Броди знов були зайняті австрійською армією[53][54].

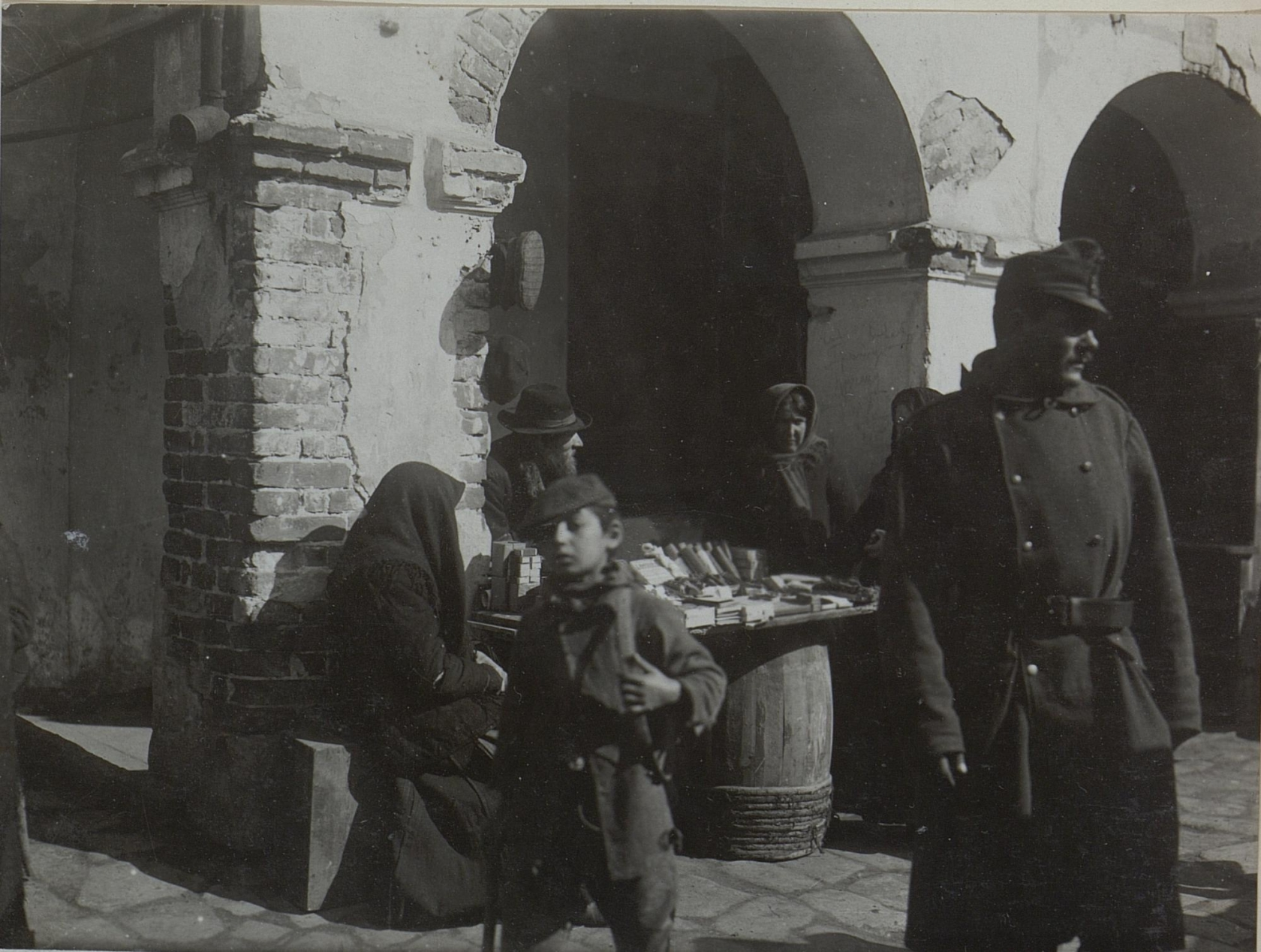
Вигляд на площу Ринок
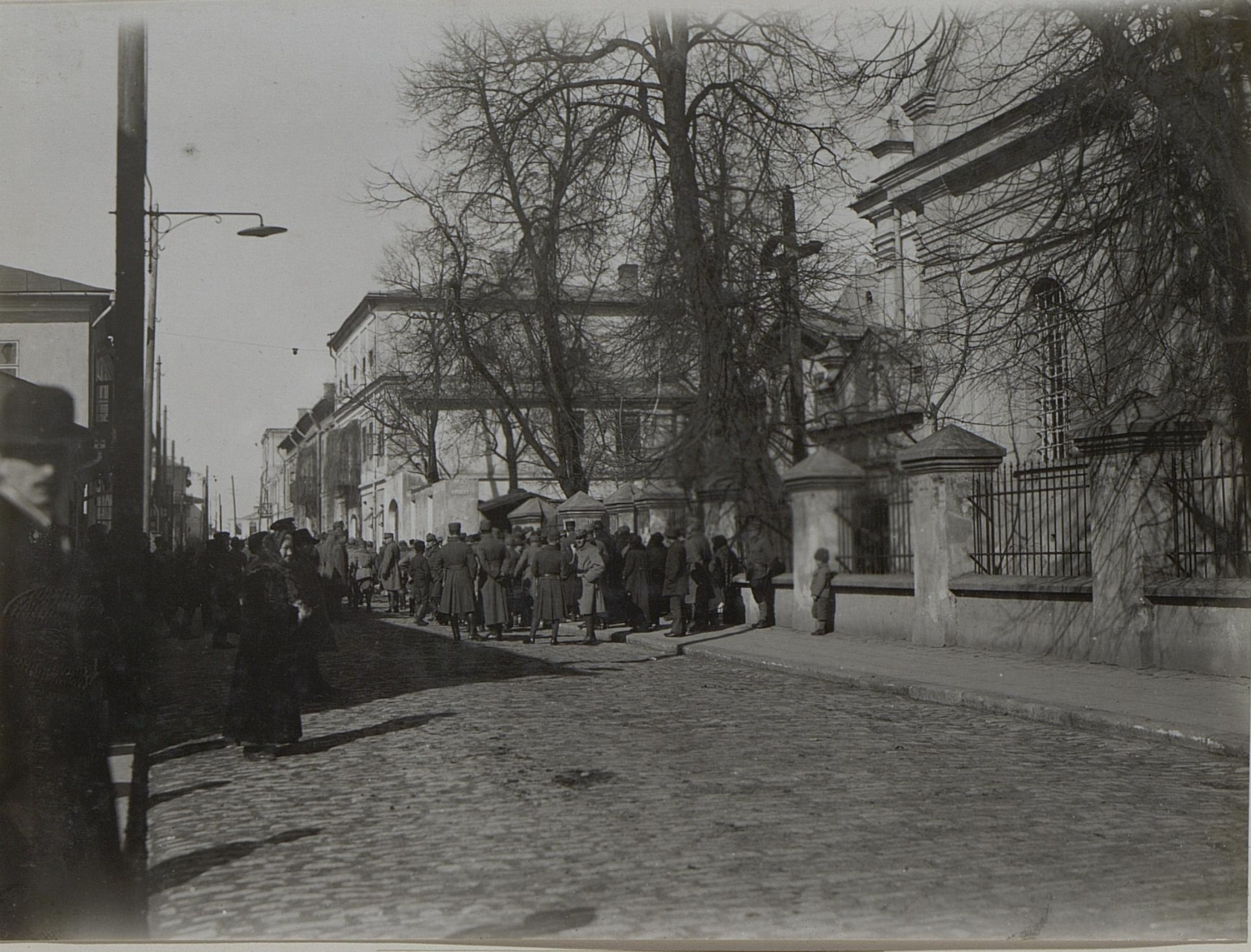
Костел Воздвиження Чесного Животворящого Хреста
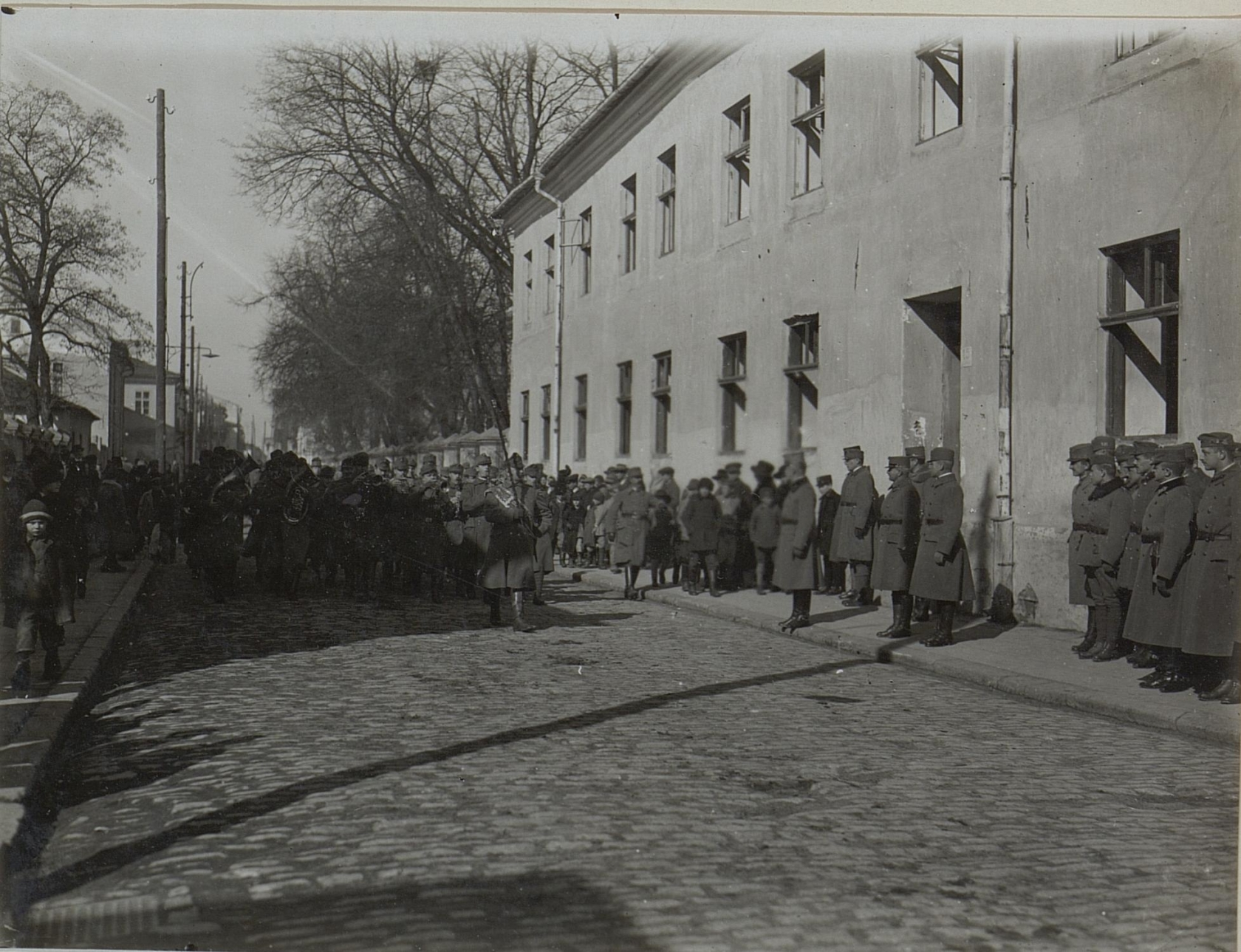
Сучасна вул. Стуса
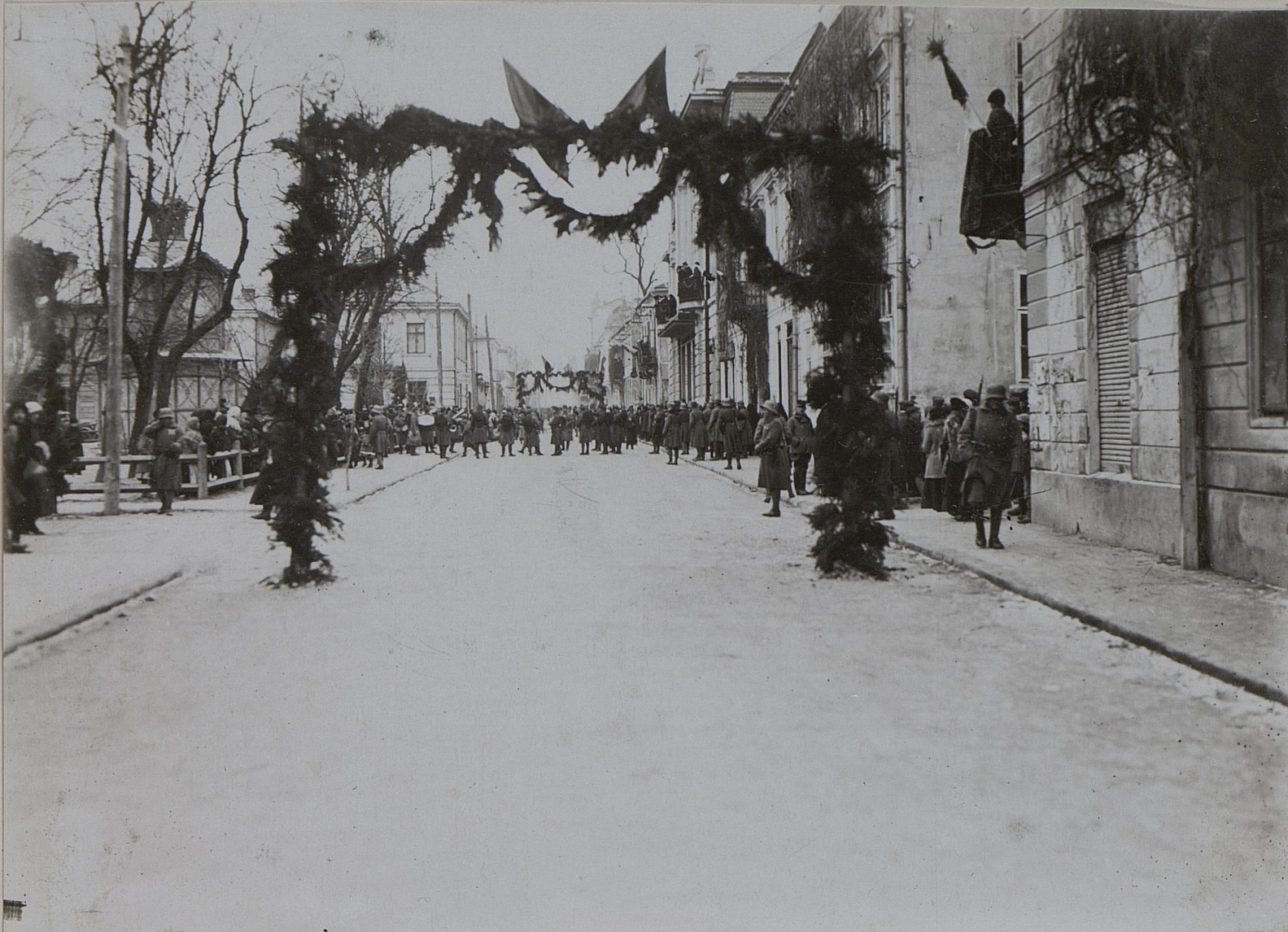
Вулиця Золота. Парк Райківка з годинниковою вежею

### Західноукраїнська Народна Республіка
1 листопада 1918 року, як наслідок боротьби українського народу за незалежність, після поразки Австро-Угорщини у першій світовій війні та розвалу багатонаціональної Габсбурзької монархії у Бродах було встановлено українську владу. При цьому загін під командуванням хорунжого УСС С. Орищина зумів нейтралізувати полк угорської артилерії на залізничній станції «Броди». Перебравши в свої руки основні державні установи, українці розпочали формування системи виконавчої влади на національній основі. Не створюючи принципово нових управлінських структур, вони відновили функціонування місцевих виконавчих органів, що існували при австрійському режимі. Керівниками повітової адміністрації стали новопризначені українські комісари. Посада повітового комісара замінювала начальника місцевої адміністрації — повітового старосту, який при колишній австрійській владі підпорядковувався галицькому наміснику.
Для управління Бродами та повітом був створений військовий комісаріат ЗУНР, першим повітовим комісаром якого було призначено поштового урядника Северина Левицького, згодом його змінив судовий радник Іван Герасимович, на чолі військової команди міста став надпоручник Ярослав Олексишин, а міським комісаром Бродів за часів ЗУНР обрано Ріттеля. Делегатом до Української Національної Ради в Станіславові обрано Степана Назаревича. Начальником Скарбового уряду став Степан Букса. Інспектором шкіл став гімназійний вчитель Мандичевський. У місті діяв переповнений сирітський притулок, який 28 березня 1919 року відвідав Головний отаман УНР Симон Петлюра та виділив для придбання корови та інших закупівель 10000 гривень.
10 квітня 1919 року у Бродах відбулися переговори між владою УНР, на чолі з Симоном Петлюрою та делегацією Антанти, яка була представлена дипломатичними місіями одразу декількох європейських держав та представників США, щодо можливості припинення польсько-української війни.

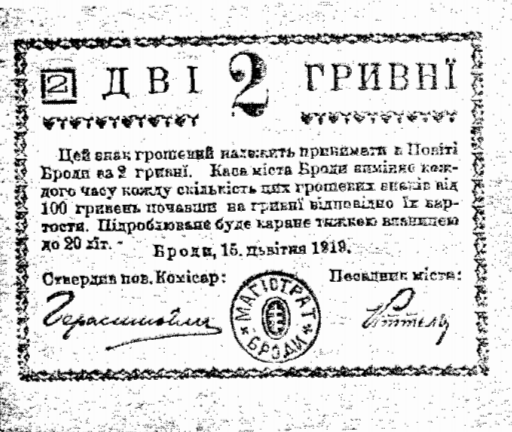
Банкнота видана українською владою у Бродах 15 квітня 1919 року

23 травня 1919 році, у результаті наступу польської армії, до Бродів увійшли передові частини армії генерала Юзефа Галлера. І хоча 23 червня того ж року в результаті Чортківської офензиви Броди знов було звільнено Українською Галицькою армією, але вже у перших числах липня місто знову було захоплено поляками.
Станом, на 1919 рік, у місті функціонували готелі «Брістоль» та «Европа», де можна було зняти номер за 3-6 австрійських корон, працювали цукерня та ресторан Маєроновського, а також магазини Маха, Народної торгівлі, Іваницького та Вайссмана, де можна було придбати сніданки. Від залізничного вокзалу до міста можна було дістатися кінним екіпажем за 80 галерів вдень та 1 корону — вночі. Населення Бродів було 18000 осіб, серед яких найбільшу чисельність мала єврейська громада міста — 12700 осіб, а також поляків — 3300 осіб та русинів (українців) — 2000 осіб.

### Радянсько-польська війна
26 липня 1920 року після трьох днів жорстоких боїв з поляками частини Червоної армії, зокрема 45-ї стрілецької дивізії під командуванням Йони Якіра, зайняли місто. Наступного дня після взяття у місті був створений ревком Бродського повіту, першим головою котрого обрано місцевого агронома, члена крайового комітету КПСГ І. Матвійківа, секретарем — мешканця села Кодлубиська Є. Іллящука. У роботі відділів ревкому брали участь О. Кожан, М. Олексюк, П. Гузюк, В. Крутяк та Перетятко.
Ревком та штаб Першої кінної армії перше містився в будинку на вул. Золотій, 11, наступним місцем перебування цих установ був будинок на колишній площі Радянської Армії (нині — майдан Свободи), 10. 29—30 серпня 1920 року, у колишньому будинку польського гімнастичного товариства «Сокіл» (нині — Бродівський районний Народний дім), відбувся перший з'їзд ревкомів Бродського повіту, у якому узяло участь близько 120 делегатів. На з'їзді підіймалися питання розподілу колишніх панських земель між селянами, збору врожаю, допомоги армії, розвитку культури, освіти та багато інших. Також на з'їзді було одностайно схвалено декларацію Галицького ревкому «До трудящих всього світу», де відзначалося, що вся влада у Східній Галичині здійснюється Галицьким ревкомом. Це було останнім, що «зробила» Радянська влада в Бродах під час свого півторамісячного перебування в місті.

### У складі II Речі Посполитої (1920—1939)
18 вересня 1920 року місто знову захопили поляки. Тут встановлюється польська влада з усіма ознаками окупаційного режиму[джерело?].
На той час Броди — одне з найбільших повітових міст Тернопільського воєводства з населенням у 11708 осіб, що знаходиться при залізничній лінії Львів — Рівне та віддалене від залізничного вокзалу на відстань 1 км. Від вокзалу до міста можна дістатися кінним екіпажем із відкидним верхом (дрожками) за 1—2 злотих. Для подорожуючих у місті функціонували готелі «Брістоль», «Ґранд», «Одеса», Шапіри та «Европа», де можна було зняти номер за 4 злотих, а також працювали ресторани Маєрановського, Клеппера, «Брістоль» та «Ґранд». Сніданок можна було придбати у крамницях: Маха, «Народної торгівлі», Іваницького та Вайссмана.
1 липня 1932 року стараннями гуртка «Рідна школа» у приміщенні бродівської повітової бурси був відкритий перший дитячий садок, до якого записалося 47 дітей. 21 листопада того ж року було офіційно зареєстроване брідське товариство українських студентів «Смолоскип», до складу якого увійшли діячі національно-визвольних змагань Брідщини — Степан Борщ, Микола Матвійчук, Олена Столяр, Богдана Левицька, Михайло Левенець та інші.
14 жовтня 1933 року розпорядженням міністра внутрішніх справ місто збільшене за рахунок підміських сіл Фільварки Великі, Фільварки Малі, Смільне і Старі Броди Бродського повіту та включення їх до міської гміни Броди.
У 1934 році в Бродах при гуртку «Рідна школа» відкрилися курси для провідниць дитячих садочків. На навчання зголосилося 30 конкурсанток, а викладала курс фахова вчителька зі Львова — Марія Нестеренко. По закінченню курсів випускниці роз'їхалися по навколишніх селах, де за сприяння брідської «Просвіти» очолили дитячі установи.
25-27 листопада 1937 року в будівлі Брідського магістрату проходив з'їзд повітових лікарів Тернопільського воєводства, під час якого обговорювалися питання стану медичної опіки та гігієни у воєводстві, фінансові справи, співпраця між медичними закладами і установами та інше.

### Початок другої світової війни. Перші Совіти (1939—1941)
23 серпня 1939 року був підписаний Пакт Молотова — Ріббентропа, за умовами якого гарантувався нейтралітет Радянського Союзу в конфлікті Третього Рейху з Польщею та країнами Заходу, та давав можливість повернення Радянським Союзом втрачених Російською імперією у першій світовій війні територій. Серед додатків до пакту був секретний протокол, за яким визначались радянські та німецькі «сфери впливу» у Північній та Східній Європі. Цей договір вирішив долю народів, які тривалий час мирно співіснували, а відтоді через війну вимушені полишати свої домівки.
Німеччина розпочала польську компанію і вже 1 вересня 1939 року напала на Польщу, таким чином розв'язавши другу світову війну. Військам Вермахту знадобилося менше місяця, щоби окупувати Польщу та вийти на умовну лінію Керзона. 14—17 вересня відбулися перші бомбардування німецькою авіацією Бродів та околиць, у результаті яких значних руйнувань зазнало місто, а особливо центральна його частина. Натомість Радянський Союз не квапився із вводом своїх військ на територію окупованої Польщі, а лише 17 вересня 1939 року передові та диверсійно-штурмові загони Червоної Армії перетнули радянсько-польський кордон на річці Збруч.
17 вересня у Бродах був організований ревком Бродського повіту, до складу якого увійшли М. Олексюк, Ю. Шаєр, С. Бойчук, Г. Газдун, П. Чобіт та інші. 18 вересня ревком провів своє перше засідання, на якому обговорювалися питання роззброєння повітової поліції та організацію тимчасового міського і повітового управління. В ніч на 19 вересня 1939 року у Бродах та в багатьох селах повіту роззброєно поліцію, заарештовано начальника бродівської поліції та деяких представників місцевої влади. 19 вересня 1939 року на східній околиці міста відбувся мітинг, напередодні якого там була встановлена арка прикрашена червоними прапорами та лозунгами, якими місцеві комуністи вітали прихід «визволителів». Так місто було окуповане радянськими військами. Згодом створено тимчасове міське управління та народну міліцію. Головою тимчасового міського управління призначено М. Олексюка, а його помічниками стали С. Бойчук, Г. Газдун, П. Чобіт, І. Іллящук.
Вже 20 вересня на покинутих промислових підприємствах, міській електростанції, млинах та пекарнях відновилася робота, а також відкрилося декілька громадських їдалень. На початку жовтня 1939 року почала виходити газета «Червоні Броди», де однією з перших публікацій було звернення Львівського тимчасового управління про скликання Народних зборів. 22 жовтня пройшли вибори до так званих Народних Зборів Західної України, за результатами яких посланцями від Бродівського повіту було обрано М. Олексюка, Ю. Шаєра, С. Яворвер, М. Павлова, І. Гогошу та П. Богдана, а Олексюк увійшов до складу делегації, обраної Народними зборами, що передала урядам СРСР та УРСР рішення цих зборів.
Згодом у місті пройшла хвиля експропріації без відшкодування вартості її колишнім власникам або ж звичайна конфіскація новою владою майна та промислових підприємств в цілому, зокрема, парових млинів, тартаку та багатьох інших. В місті почали працювати райпромкомбінат та плодоконсервний завод, деякі цехи якого наприкінці 1939 року випустили першу продукцію.
У 1939—1940 роках окупаційною владою у замку був влаштований концентраційний табір для польських військовополонених.
27 листопада 1939 року утворено Львівську область у складі УРСР. 17 січня 1940 року, у результаті проведеного районування новоствореної області, замість Бродівського повіту було утворено Бродівський район з центром у Бродах.
В місті та районі запроваджено безкоштовну медицину, освіту, а також створений та почав діяти відділ соціального забезпечення, діяльність якого була спрямована, у першу чергу, на малозабезпечених мешканців міста. Серед перших розпоряджень нової влади були заборона викладати релігійні науки у Державній гімназії імені Ю. Коженьовського, а також була знищена гімназійна бібліотека та згодом остаточно закрито цей навчальний заклад. Натомість у приміщенні вже колишньої гімназії було створено середню школу № 5 з українською мовою навчання, яка проіснувала до червня 1941 року. Проводилася активна робота з ліквідації неписемності серед місцевого населення, так, протягом 1939—1941 років понад 1200 осіб старшого та середнього віку навчилися грамоти.
Станом на 1940-й рік у місті працювали електростанція, дві водонапірних станції, райпромкомбінат; плодоконсервний, лісопильний та цегельний заводи, авторемонтна база, залізнична станція, а також дві середніх, три восьмикласних та три початкових школи з українською мовою навчання. Відкрито два кінотеатри, міський Будинок культури, шість клубів та хат-читалень, районну бібліотеку, районну лікарню на 95 ліжок, яку обслуговувало 17 лікарів та фельдшерів. Розвиток міста перервав початок другої світової війни.

### Під німецькою окупацією (1941—1944)
У ніч з 21 на 22 червня 1941 року стратегічні об'єкти Бродів зазнали бомбардувань німецькою авіацією, у результаті чого зруйновано багато будинків, зокрема, житлових в центральній частині міста, будівля залізничного вокзалу, а також виведено з ладу залізницю. Вже за кілька днів після нападу Німеччини на Радянський Союз, а саме 26-29 червня 1941 року поблизу Бродів відбулася найбільша танкова битва початкового етапу німецько-радянської та одна з найбільших танкових битв другої світової війни, між 1-ю танковою групою групи армій «Південь» Вермахту і радянськими механізованими корпусами Південно-Західного фронту, під час якої обидві сторони понесли важкі втрати.
26 червня 1941 року радянські танки востаннє увійшли до міста, а 29 червня були витіснені з Бродів та його околиць німецькими частинами, що перейшли у наступ. Так Броди опинилися під німецькою окупацією.
З відходом більшовиків зародилась надія на відновлення самостійної української держави. Зі Львова прийшла звістка про проголошення Акту відновлення української держави. Тоді ж у Бродах було створено Повітове управління, головою якого став колишній старшина УГА Степан Орищин. На Брідщині відбувалися багатолюдні маніфестації. На жаль, скоро прийшло розчарування у новій окупаційній владі, що була не кращою за попередню. Лояльне ставлення німців до проголошення української державності на його початках було не тривалим. І вже на початку липня 1941 року були заарештовані впливові члени бродівського осередку ОУН (б), а багатьох членів організації страчено. 1 серпня того року Галичину включили до складу Генеральної губернії як окремий дистрикт, а усі ключові посади на окупованій території зайняли німці. Репресивні міри були прийняті окупаційною владою не лише проти національносвідомих українців, але й також до місцевих юдеїв.
Восени 1941 року, окупаційною владою було утворене Бродівське гетто, де утримувалося близько 12000 євреїв з Бродів та навколишніх сіл (Лопатина, Соколівки, Олеська та Радехова), яким керували гауптштурмфюрер Франц Варзок та його помічник Воґель. Хоча до грудня 1942 року закритого гетто не існувало, проте євреям було заборонено ходити головною вулицею, робити закупи понад годину, а вся їхня власність була конфіскована німцями. З 19 вересня по 2 листопада 1942 року відбулося два етапи масової депортації єврейського населення міста, під час яких до концтабору Белжець було вивезено близько 7500 осіб, до якої також входили члени Юденрату та єврейської поліції. Багато євреїв було вбито під час арештів у їхніх власних домівках або ж безпосередньо на вулицях. 1 грудня 1942 року гетто по усьому периметру було обгороджене колючим дротом. Будь-які контакти місцевих мешканців з євреями у гетто були категорично заборонені. Внаслідок голоду, епідемії тифу та інших хвороб протягом лише зими 1942—1943 років у гетто померло близько 1500 осіб.
На початку 1943 року колишнім офіцером Війська Польського Самуелем Вайлером, разом з кількома своїми друзями, включаючи Шломо Хальберштадта, колишнього члена руху «Хашомер Хатзаір», Яакова Ліндера, члена «Комуністичного Молодіжного руху» та вчителя Адольфа Клара, у ґетто створено єврейську бойову організацію під назвою ZOB (пол. Źydowska Bojowa Organizacja), що стала ядром місцевого партизанського руху, а очолив її Самуель Вайлер. Бродівські підпільники звернулися через зв'язкового польської Армії Крайової Тадея Жака до польського підпілля у Львові та просили про допомогу; проте поляки відмовилися прийняти їх до своїх лав та забезпечувати будь-якою зброєю. Таким чином, організація була ізольована від зовнішнього світу, тоді її керівники вирішили самостійно шукати канали фінансового забезпечення організації для придбання зброї або ж силове її захоплення. Серед тих, хто зголосився допомогти організації був комуністичний активіст, єврей за походженням Яшко Бурачек, але він раптово помер. Так організація отримала від нього першого пістолета. Організація продовжувала свою діяльність шляхом проведення диверсій. Поблизу села Соколівка її члени підірвали смольну фабрику. Дьоготь був необхідною сировиною для виробництва боєприпасів. Трудовий табір на Сасівському кар'єрі теж було атаковано, з метою отримання динаміту, щоби надалі з нього виробляти міни. Інженер Фаурштейн віднайшов тунель, що був розташований на відстані близько 40 кілометрів від Бродів між станціями Красне та Куткір. Цей тунель пізніше було використано для підриву залізничних колій, у результаті якого з рейок зійшов локомотив поїзда та два вагони завантажених зброєю та боєприпасами, а також призвів до загибелі десятків німецьких солдатів.
Навесні 1943 року були встановлені контакти з організацією львівської «Жеготи» й підпіллям львівського гетто. Для єврейських втікачів з гетто — молодих, боєздатних чоловіків у Бродах, Львові готували тимчасові бази, схованки в лісах під Бродами. Але вирватися пощастило лише небагатьом, які провели у квітні-травні 1943 року ряд вдалих акцій проти окупаційної влади. Коли фінансування організації припинилося, то було вирішено наскочити на філію національного банку у Бродах. 13 травня 1943 року група з дванадцяти молодиків вирушила на виконання цього завдання. Приблизно о 12:00 відбувся бій між цією групою та німецькими солдатами. Під час короткочасного бою, двоє учасників наскоку — Буня та Ізю Рейнхольда було поранено, а група відступила до лісу. Під час переслідування двох бійців було захоплено німцями у полон та згодом передано міській жандармерії. Під час обшуку їм вдалося вбити поліціянта та втекти до гетто, де вони переховувалися в одному з будинків. Цей будинок був оточений поліцією, а люди, що там мешкали були виведені та розстріляні. Коли бійці відчули, що жодних варіантів для втечі не існує, покінчили життя самогубством. Представники Армії Крайової не забезпечили потрібної організації, а активісти «Жеґоти» не мали можливості зібрати значні суми грошей для купівлі зброї та переправляння її до Бродівського гетто.
У разі ліквідації гетто німцями, планувалася організація повстання. Напередодні цих подій близько 80 євреям вдалося втекти до лісу. Для того, щоб вижити, невеличкі групи нападали на ферми багатих «фольксдойчів» та конфісковували м'ясо й борошно. Вони залишали записки штамповані логотипом організації у кожному місці, у якому вони напали, підтвердивши тим конфіскацію виробу. У той час поблизу Станіславчика втікачами зі львівського гетто було створено партизанський загін, який очолив Е. Горович і до якого пізніше приєдналися втікачі з Бродівського гетто. Загін існував недовго. 17 травня 1943 року бойова група організації вчинила збройний напад на будівлю військової комендатури, поліційного відділку та жандармерію. Бій тривав майже весь день. Під час бою загинуло 30 членів групи, а ті, хто вижив, повернулися до міста та сховалися на горищі знищеної Бродівської синагоги. Згодом поліція виявила цей сховок й усіх було заарештовано. Після цього інциденту глава Юденрату зажадав, щоб Самуель Вайлер підписав декларацію про те, що він не підбурить єврейську молодь до боротьби проти німців. Вайлер відмовився. Тоді Юденрат вимагав, щоб мати Вайлера підписала замість нього, але й вона відмовилася.
В ніч з 20 на 21 травня 1943 року гетто було оточене підрозділами СС, що прибули зі Львова на чолі з генерал-майором Кацманом за підтримки підрозділів поліції та жандармерії розпочали акцію з остаточної його ліквідації. Тоді членами єврейської підпільної боївки був здійснений обстріл приміщення охорони гетто, внаслідок чого загинуло декілька осіб з числа поліцаїв та німців. У відповідь німецька охорона розпочала масовий обстріл всього гетто. Багатьох євреїв було спалено живцем або ж були розстріляні на вулиці чи у лісі поблизу містечка. Під час цього хаосу багатьом євреям вдалося втекти з гетто та згодом приєднатися до партизанського загону, очолюваного С. Вайлером. Ті, кому не вдалося втекти, а це майже 3 000 осіб, були завантажені на вантажні автомобілі та відвезені на залізничну станцію Броди, звідки у велелюдних та запечатаних вагонах депортовано до «таборів смерті» у Майданеку та Собіборі. З 10 000 єврейського населення довоєнних Бродів лише 88 пережили окупацію міста.
Під час другої світової війни Броди були сильно зруйновані, оскільки через місто, як на початку бойових дій у 1941 році, так і під час радянського наступу у 1944 році неодноразово проходила лінія фронту. Найбільших руйнувань місту спричинили події під час битви під Бродами, що відбувалася 13-22 липня 1944 року між 13-м корпусом 4-ї танкової армії Вермахту, до складу якого входила 14-та гренадерська дивізія зброї СС «Галичина», та радянськими військами 1-го Українського фронту. Тоді більша частина дивізійників «Галичини» загинула, а ті хто залишився живим, то поповнили лави УПА, яка вела бойові дії на два фронти — проти німецьких та проти радянських військ.
17 липня 1944 року, під час Львівсько-Сандомирської операції, у зруйноване війною місто увійшли радянські частини 172-ї Павлоградської стрілецької дивізії під командуванням генерал-майора А. А. Краснова та частини 117-ї гвардійської Бердичівської стрілецької дивізії, під командуванням полковника Т. І. Волковича. У місті найбільш поруйнованою була центральна частина міста, а назагал було повністю зруйновано понад 2000 осель.

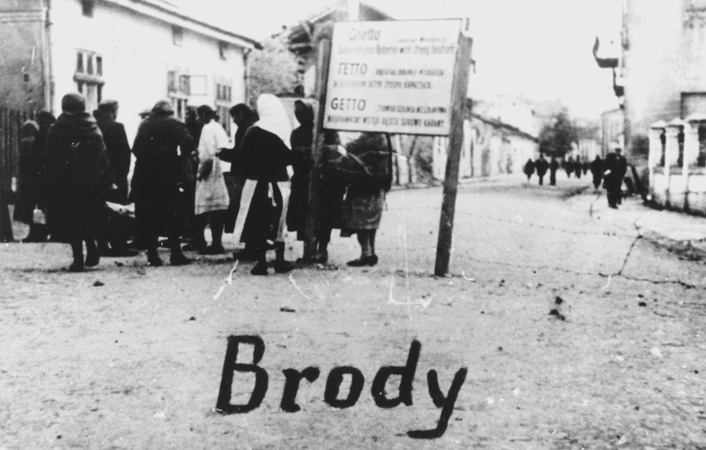
Вхід до колишнього Бродівського гетто
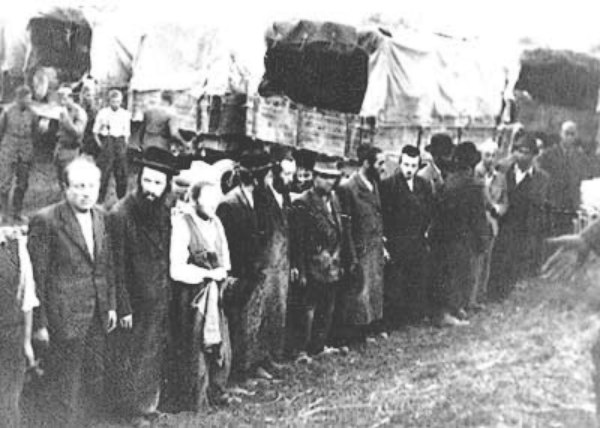
Затримання та депортація євреїв міста Броди (близько 1943 року)
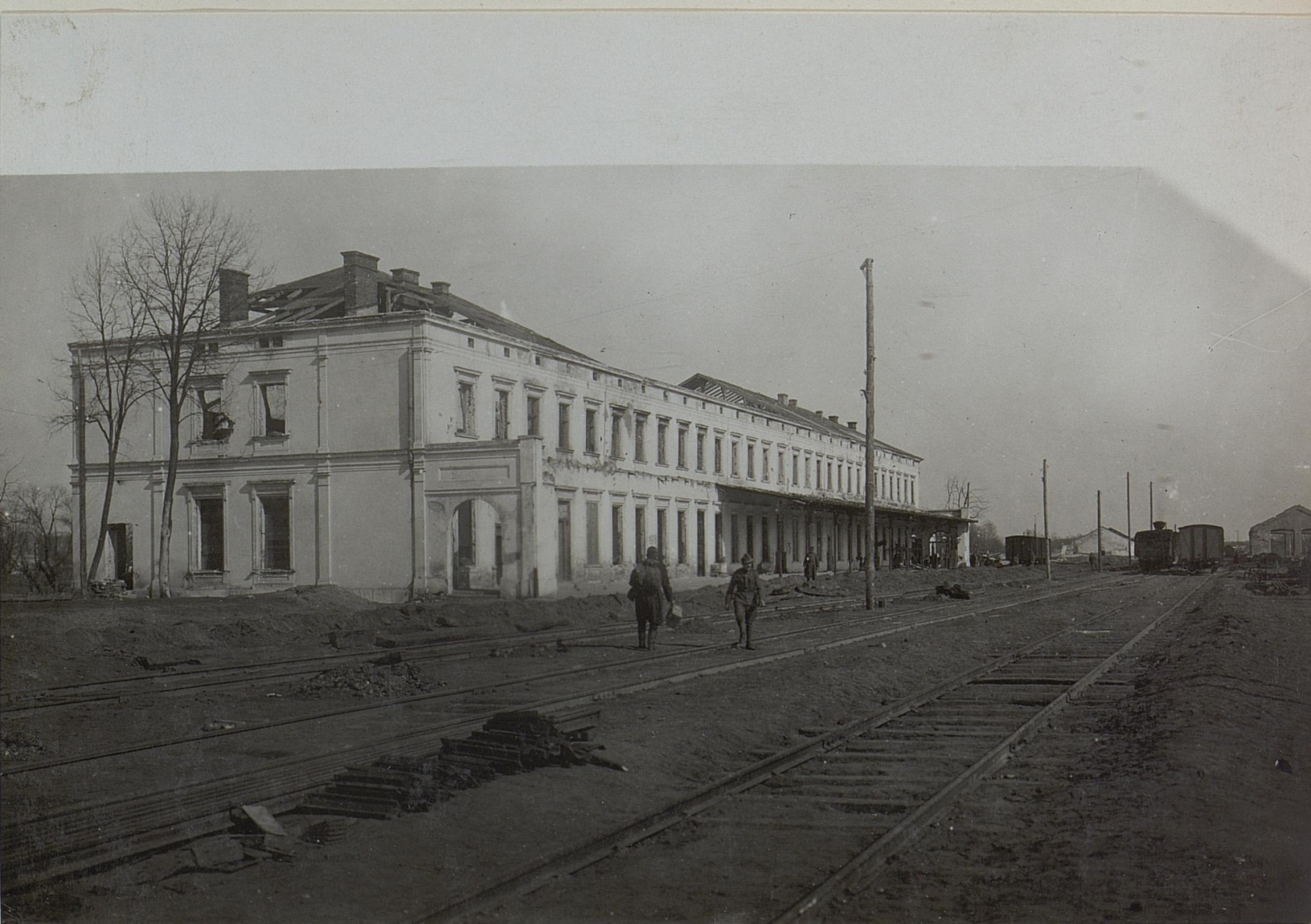
Залізничний вокзал після німецьких бомбардувань
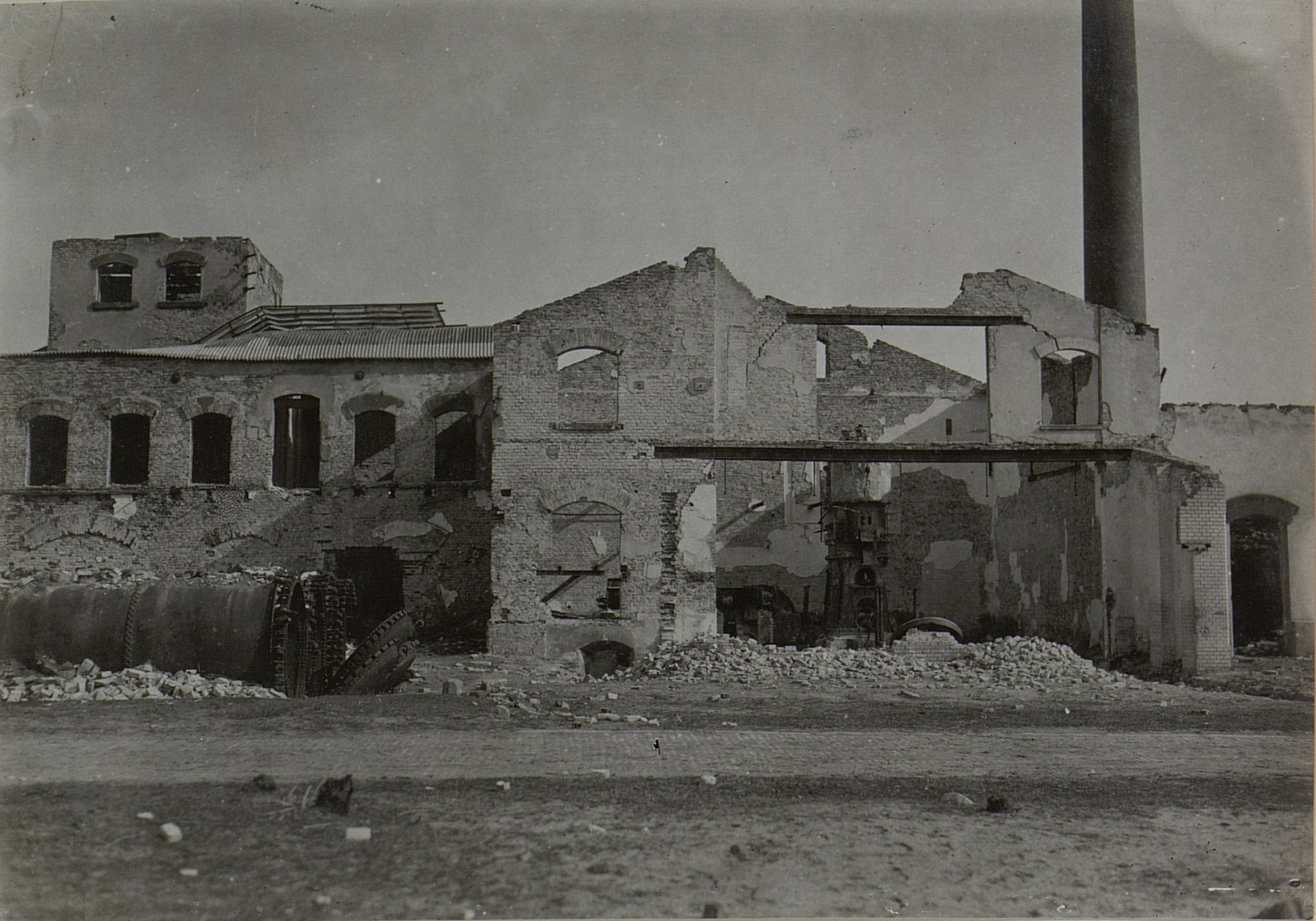
Фабрика в Бродах після бомбардувань
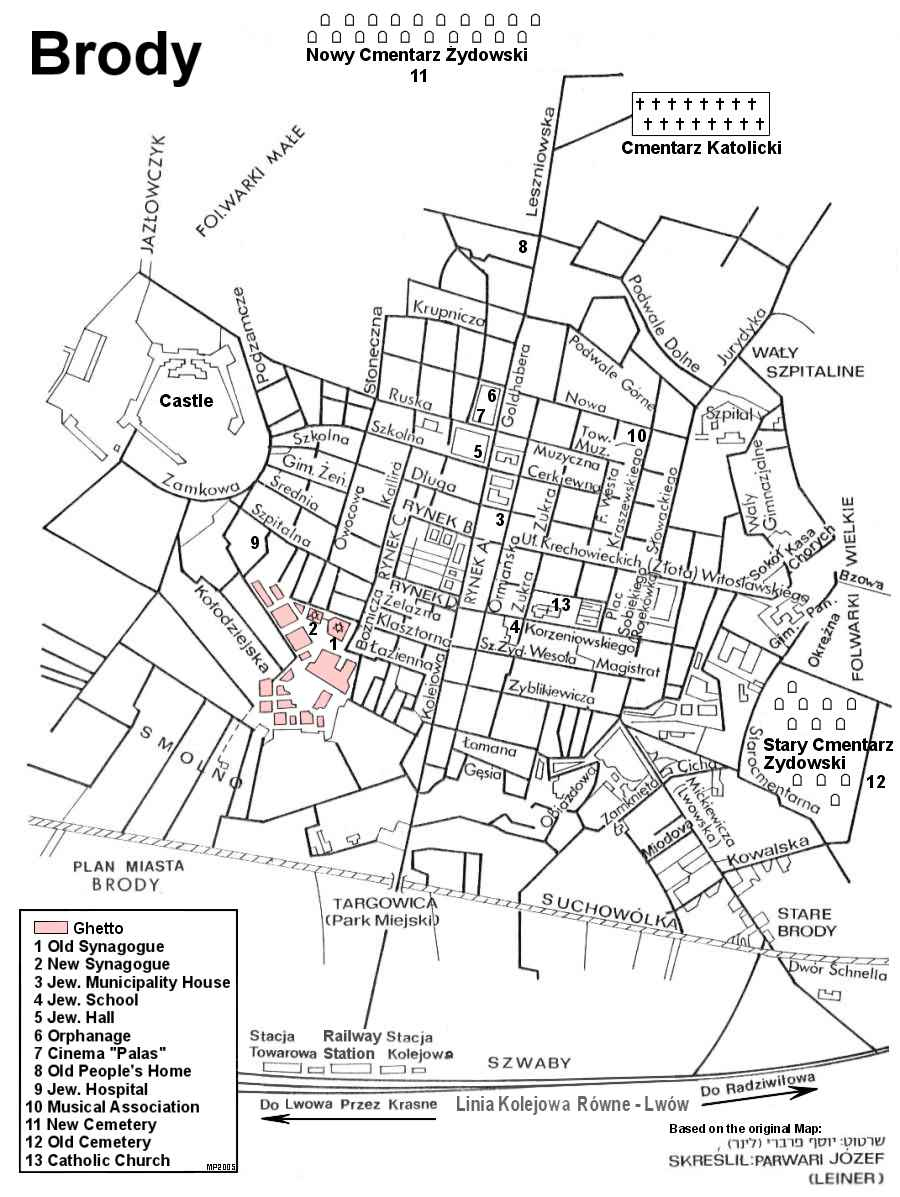
Гетто в Бродах

### Українська РСР (1944—1991)
По закінченню війни розпочалася відбудова міста. На початку 1945 року відновили роботу основні об'єкти життєзабезпечення міста, зокрема, електростанція, швейна фабрика, масло- та плодоконсервний заводи, школи та медичні заклади. Електростанція працювала на трофейних танкових двигунах потужністю 60 кВт, а вже у грудні 1949 року була здана в експлуатацію паротурбінна електростанція потужністю 500 кВт. На повну потужність запрацювала швейна фабрика та масло- і плодоконсервний заводи, продукцію яких наприкінці 1940-х років відправляли у різні регіони Радянського Союзу та країни соцтабору. Завдяки цим показникам Броди стали містом з розвинутими легкою та харчовою промисловістю.
Протягом 1945—1950 років здано в експлуатацію декілька житлових новобудов громадського та приватного призначення. У другому півріччі 1950 року було створено бродівський автопарк, що у 1951 році налічував 20 вантажівок. У 1951 році засноване Бродівське навчально-виробниче підприємство глухонімих, що протягом свого існування займається виробництвом продукції з дерева, зокрема й меблі. До 1950 року зросла чисельність міського населення з 700 до 8014 осіб, що сталося завдяки трудовій міграції населення з інших регіонів СРСР. Першим головою Бродівської міськради був М. Й. Джумига.
Щодо культурного розвитку Бродів, то була відновлена мережа початкових та середніх шкіл (переважно з російською мовою навчання), будинків культури та клубів. Постановою виконкому Львівської обласної ради народних депутатів № 1027 від 13 серпня 1945 року в приміщенні колишнього повітового суду було відкрито Бродівське педагогічне училище, що на той час готувало вчителів початкових шкіл У перший навчальний рік у закладі освіти навчалося 90 учнів. Того ж року відкрився дитячий садок на 25 місць, а згодом й дитячий ясла-садок, де виховувалося 150 дітей. У 1950 році на тодішній вул. Сталіна (нині — вул. Стуса) відкрився кінотеатр імені М. Горького з двома великими залами, розрахованими на 400 глядачів.
У 1961 році введена в дію насосно-перегінна станція «Броди» міжнародного нафтопроводу «Дружба», що подавала нафту до Чехословаччини та Угорщини, а 26 грудня того ж року вона прийняла перший залізничний потяг із нафтою. Наприкінці 1960-х років введено в дію другу чергу насосно-перегінної станції, завдяки якій потужність підприємства збільшилася у 1,5 рази. У 1961 році реконструйовано існуючу електромережу Бродів, додатково отримано струм зі Львівської енергосистеми, а також збудовано 20 нових трансформаторних підстанцій загальною потужністю 3,5 МВт. Відтоді Бродівська дільниця електромереж постачала електроенергію не лише підприємствам та населенню Бродів та району, але й до Червоноармійська та Кременця. Від 1962 року Бродівська швейна фабрика стала філією львівської фірми «Маяк» (нині — ТДВ «Львівський Маяк»), а на плодоконсервному заводі у 1966 році введено в дію ще одну механізовану лінію з виробництва консервів. Наприкінці 1965 року Бродівський автопарк налічував 68 вантажівок та 16 автобусів.
Високого розвитку досягла також народна освіта. В місті, станом на 1960 рік, діяли дві середніх і дві восьмирічних школи, вечірня школа робітничої молоді, у місті працювало загалом 16 бібліотек, 2 Будинки культури, районний радіовузол. Створено сім народних університетів: культури, батьківський, здоров'я і побуту та інші, що працювали на громадських засадах. При районному Будинку культури працювало 11 гуртків художньої самодіяльності, одному з яких — драматичному гуртку постановою колегії Міністерства культури УРСР від 23 липня 1961 році присвоєне почесне звання «Самодіяльний народний театр».
Значною культурною подією для брідщан стало відкриття Бродівського історико-краєзнавчого музею восени 1961 року. Музей налічує близько 800 експонатів, які висвітлюють минуле і сучасне Бродів. Рішенням виконкому Бродівської районної ради депутатів трудящих від 8 липня 1959 року № 317 «Про створення краєзнавчого музею при районному будинку культури та музейних кімнат в селах» було створено ініціативний комітет, який і розпочав справу заснування історико-краєзнавчого музею у Бродах. Офіційного відкриття музею тоді так і не відбулося, але восени 1960 року новостворений музей приймав відвідувачів, а основний фонд музею налічував 800 експонатів, що висвітлювали історію Бродів та району. Першим керівником закладу на громадських засадах став почесний громадянин міста, колишній секретар Бродівського ревкому Іллящук Є. А.
Відбулися також великі перетворення у сфері охорони здоров'я. У 1960-х роках в місті працювали лікарня на 225 ліжок, поліклініка, дитяча та жіноча консультації, медпункти на підприємствах, аптеки, санітарно-бактеріологічна та санітарно-епідеміологічна станції. У 1963 році при Бродівській районній лікарні відкрився відділ охорони материнства та дитинства на 80 ліжок, а також облаштовано санаторну палату на 10 ліжок для оздоровлення хворих дітей.
У 1969 році до Бродів приєднано два підміських села — Підгороднє та Малосілку.
Броди стали важливим військовим центром. Тут розташовувалось ряд військових об'єктів: військовий аеродром, сховище авіаційних боєприпасів, ракетна база та інше.
Так від 1961 року в Бродах дислокувався 351-й ракетний полк 37-ї ракетної дивізії РВСП СРСР (в/ч 42683), прикріпленої до 43-ї ракетної армії або ж більш відомий як «об'єкт № 580». Тут базувалися балістичні ракети середньої дальності Р-14 (за класифікацією МО США та НАТО — SS-5 «Skean»), що заправлялися рідким паливом та радіусом дії до 5000 км. Після перепідготовки, 24 грудня 1984 року, полк заступив на бойове чергування з 9-ма пусковими установками твердопаливних балістичних ракет середньої дальності РСД-10 Піонер-УТТХ (за класифікацією МО США та НАТО — SS-20 mod.1 Saber) на позиціях колишнього 3-го (шахтного) дивізіону, що розташовувався в ангарах на машинах МАЗ-547. Полк знятий з бойового чергування восени 1990 року, а 31 грудня 1991 року розформований. В частині служило близько 1000 осіб. Сам об'єкт розбитий на дві частини: «житлову» з казармами, гаражами, господарськими будівлями та розташоване трохи північніше поле з дотами, шахтами, та багатоповерховими підземними комунікаціями. Від 1994 року на «житловій» території частини розмістився притулок-комуна для сиріт та одиноких громадян, котрі повернулися з місць позбавлення волі.
Від радянських часів в місцевості Шваби, у декількох промислових та господарських будівлях колишнього палацу Вільґельма Шмідта містилися склади авіаційних боєприпасів військової частини А—3522, розформованої у жовтні 2005 року.
На території Червоних казарм у 1981 році був сформований 119-й окремий бойовий вертолітний полк. Нині на території казарм розташована 16-та окрема бригада армійської авіації, підпорядкована безпосередньо командуванню Сухопутних військ ЗС України (в/ч А-2595). На території Білих казарм розміщувалася 147-а окрема радіотехнічна бригада особливого призначення, яку 2004 року було переформовано у Регіональний центр радіоелектронної розвідки «Захід» (в/ч А-0508).

### В Незалежній Україні
25 липня 1993 року на площі Ринок було відкрито пам'ятник  Тарасові Шевченку, у листопаді того ж року під час урочистих заходів до 85-ої річниці Листопадового Чину у парку «Райківка» відкритий пам'ятник Жертвам більшовицьких репресій.
У травні 2005 року на подвір'ї Бродівського педагогічного коледжу імені Маркіяна Шашкевича встановлене погруддя  Маркіянові Шашкевичу.
24 лютого 2014 року у Бродах демонтували пам'ятник полководцю Російської імперії Михайлу Кутузову, розташований у сквері навпроти Бродівського педагогічного коледжу імені Маркіяна Шашкевича. На його місці у листопаді 2015 року встановлено монумент Героям Майдану, який урочисто відкрито після благоустрою скверу Героїв Майдану 29 травня 2016 року.
18 серпня 2016 року Президент Петро Порошенко під час робочого візиту на Львівщину у заклав капсулу на місці будівництва Бродівського виробничого підрозділу ТзОВ «Електроконтакт Україна». 30 серпня 2017 року відбулося урочисте відкриття першої черги нового заводу
У квітні 2018 року, на території мікрорайону Великі Фільварки, розпочато будівництво сучасного спеціалізовано-обладнаного футбольного поля.
2019 року данська компанія «Ейендомссельскабет» (Компанія ТзОВ «Об'єднана мода України»), відкрила підприємство з виробництва дизайнерських меблів
У рамках реалізації проєкту «Буковинсько-Галицький літературний маршрут», 31 липня 2019 року на окрайці сходів з правого боку від входу до бродівської гімназії ім. Івана Труша встановлено бронзове погруддя австрійському письменнику та публіцисту Йозефу Роту.

#### Російсько-українська війна
Бродівська 16-а окрема бригада армійської авіації «Броди» брала участь у бойових діях під час російсько-української війни. 2 травня 2014 року 2 вертольоти Мі-24 бригади були збиті під Слов'янськом. 24 червня під Слов'янськом був збитий Мі-8 бригади, у катастрофі загинуло 9 чоловік, серед них — майор Руслан Мазунов. Ще один Мі-8 був збитий 7 серпня під с. Березове Донецької області. 11 січня 2016 року загинув військовослужбовець бригади Козодій Роман Богданович.
Близько 7:30 ранку 24 лютого 2022 року Броди з початку російського вторгнення в Україну зазнали ракетного удару. Три ракети влучили в Регіональний центр РЕР «Захід» та Авіабазу 16-тої окремої бригади армійської авіації «Броди». Постраждалих не було.
Вночі 26 лютого над Бродами літали ворожі безпілотні літальні апарати, які проводили розвідку. Українська авіація прикривала небо над Бродами, принаймні один безпілотник збито. За даними Бродівської міської ради.
28 лютого 2022 року в районі населеного пункту  Макарів Бучанського району Київської області ворожою ракетою був збитий вертоліт Мі-8. Бродівські військовослужбовці виконували польотне бойове завдання з відбиття збройної агресії російської федерації. Загинув екіпаж вертольоту Мі-8 полковник Григор'єв Олександр Олександрович, капітан Нестерук Дмитро Миколайович, старший лейтенант Гнатюк Василь Андрійович.
8 березня 2022 року, при виконанні польотного бойового завдання з відбиття збройної агресії рф поблизу н.п. Кулажинці, Броварського району, загинув екіпаж вертольоту Мі-24 16-тої окремої бригади армійської авіації «Броди». Загинули підполковник Олександр Мариняк, капітан Іван Беззуб.

## Населення

### Загальна характеристика
За даними всеукраїнського перепису населення 2001 року в місті мешкало 23206 осіб.
Графік зростання та зменшення чисельності населення Бродів, протягом 1778—2017 років:
1921 рік — спад чисельності населення Бродів після подій першої світової, польсько-української та польсько-радянської воєн.
1934 рік — зростання чисельності населення Бродів за рахунок приєднаних приміських сіл.
Липень 1944 року — суттєвий спад чисельності населення Бродів, фактично повоєнне спустошення міста внаслідок подій другої світової війни та повного винищення всього єврейського населення міста.

### Національний склад
Розподіл населення за національністю за даними перепису 2001 року:
| Національність  | Відсоток |
| --------------- | -------- |
| українці        | 95,33%   |
| росіяни         | 3,78%    |
| білоруси        | 0,25%    |
| поляки          | 0,22%    |
| інші/не вказали | 0,42%    |

Вірмени
Історія вірменської громади у Бродах бере свій початок від 1638 року. Тоді власник міста Станіслав Конєцпольський надав грамоту вірменським купцям Марку Сергійовичу, Миколі й Захару Марковичам та доручив їм завербувати до міста купців та ремісників. Іншою грамотою він підтвердив вірменам Бродів права та свободи, якими ті користувались у язловецькій метрополії. Вірмени оселилися в кварталі, де вже мешкали польські міщани, поблизу костелу Воздвиження Чесного Животворящого Хреста. До кінця XVII століття бродівські вірмени — окрема громада, що мала свого війта, лавників, священика, ходили до власної церкви, поховання проводили на власному цвинтарі. Під час ярмарку на святого Юрія (6 травня 1742 року) у місті трапилася велика пожежа, під час якої згоріло все їх майно і вірмени остаточно покинули місто. З цього часу обривається їхня історія у Бродах, згадка залишилась у міській топоніміці. До сьогодні збереглась вулиця Вірменська, яка колись було значно довшою за сучасну, оскільки у радянські часи був замурований арковий прохід у будинку кагалу при вул. Золотій, 1, що був продовженням вулиці. Пішли з міста вірмени, то їх місце у торгівлі зайняли євреї.
Юдеї
Перша згадка про існування в Бродах юдейської громади датується кінцем XVI століття. У 1648 році у місті мешкало близько 400 юдейських сімей. У 1696 році через пожежу вигоріла значна частина міста, у тому числі й єврейський квартал. 4 червня 1699 року королевич Якуб Собєський видав грамоту, якою надавалися певні привілеї місцевим євреям, зокрема дозволив євреям селитися в усіх частинах міста, займатися будь-якими промислами, а торгівля стала основною сферою діяльності бродівських євреїв. Великою популярністю користувалися вироби єврейських ремісників, що мали попит й далеко поза межами Бродів.
Протягом XVIII—XIX століть євреї посідали домінуючу роль в економічному житті міста та становили 75 % від загальної чисельності його населення. Броди стали осередком ортодоксального юдаїзму, а також тут сформувався відомий осередок єврейського просвітництва — Гаскали.
| 1869 | 18 700 | 15 138 | 80,9 |
| 1880 | 20 000 | 15 316 | 76,3 |
| 1900 | 16 400 | 11 854 | 72,1 |
| 1910 | 18 000 | 12 150 | 67,5 |

Під час німецької окупації 1941—1944 роках у Бродівському гетто було знищено майже усе єврейське населення міста. З 10 000 єврейського населення довоєнних Бродів лише 88 осіб пережили Голокост.
Русини
Вже у першій половині XVII століття русини мали свої осідки довкола церкви Різдва Пресвятої Богородиці, вздовж вулиці що тягнеться попри неї, перед та поза старою мурованою Луцькою брамою, а також на території від Великої церкви до церкви святого Юра, при вулицях Луцькій (сучасна вул. Франка та Вірменській між якими знаходиться церква.
За своєю чисельністю русинська громада Бродів не поступалася польській, але вже у другій половині XVII століття руські міщани починають продавати свою власність, в основному місцевим євреям. Протягом декількох десятків років відбувався перехід руського майна єврейській громаді. І вже наприкінці XVII століття в руках руських та польських міщан власності практично не залишилося. Згадка про русинів збереглася у міській топоніміці й донині існує у місті вулиця Руська та обидва православних храми Бродів.
Німці
Після прокладення залізниці та будівництва вокзалу 1900 року бродівський маєток придбав підприємець Вільгельм Шмідт. На Швабах сформувалась промислова зона, де працювало ряд підприємств, а також було збудовано чимало будинків для робітників. Серед фахівців, які працювали на підприємствах і на залізниці було чимало приїжджих австрійців та німців.
Шотландці, греки
У 1629—1648 роках за сприянням С. Конєцпольського у Бродах оселилися шотландці та греки.

### Мовний склад
Розподіл населення за рідною мовою за даними перепису 2001 року був наступним:
| Мова            | Чисельність, осіб | Доля   |
| --------------- | ----------------- | ------ |
| Українська      | 22 306            | 96,12% |
| Російська       | 842               | 3,63%  |
| Білоруська      | 21                | 0,09%  |
| Польська        | 7                 | 0,03%  |
| Румунська       | 4                 | 0,02%  |
| Вірменська      | 3                 | 0,01%  |
| Інші/Не вказали | 23                | 0,10%  |
| Разом           | 23 206            | 100%   |

## Економіка

### Промисловість
- Лінійно-виробнича диспетчерська станція «Броди» філії магістральних нафтопроводів «Дружба» ПАТ «Укртранснафта».
- ТзОВ «Електроконтакт Україна».
- ПАТ «Бродівський завод сухого знежиреного молока» (припинив виробничу діяльність у 2021 році).
- Бродівське меблеве підприємство «Явір» УТОГ (припинило виробничу діяльність у 2015 році).
- Данська компанія «Ейендомссельскабет» (Компанія ТзОВ «Об'єднана мода України»), що спеціалізується на виробництві дизайнерських меблів планує збудувати виробничий корпус[100] на вул. Шептицького, 1В, 1Д, 1Е, 1Є у Бродах.
- Спільне українсько-польське підприємство «Укрополь-ТЕН» — виробництво трубчастих електронагрівачів.
- Спільне українсько-польське підприємство «Ромтех» — виготовлення та комплексне обслуговування стендів для реклами будівельних матеріалів та оздоблювальних матеріалів.
- ТзДВ «Галант» — пошиття одягу.
- Елеваторний комплекс ПП «Західний Буг», відкритий 16 серпня 2018 року та складається з восьми силосів місткістю по 500 тонн кожен. Загальна виробнича потужність елеватора зі зберігання насіння та насіннєвого матеріалу становить 15 000 тонн[101].
- Державне підприємство «Бродівське лісове господарство». Майже 60 % доходу від реалізації деревини лісгоспу дає Бродівський лісозавод. Майже 70 % продукції експортується до вісімнадцяти європейських країн, зокрема, до Туреччини, Польщі, Німеччини, Бельгії, Словаччини, Румунії, країн Балтії тощо[102].

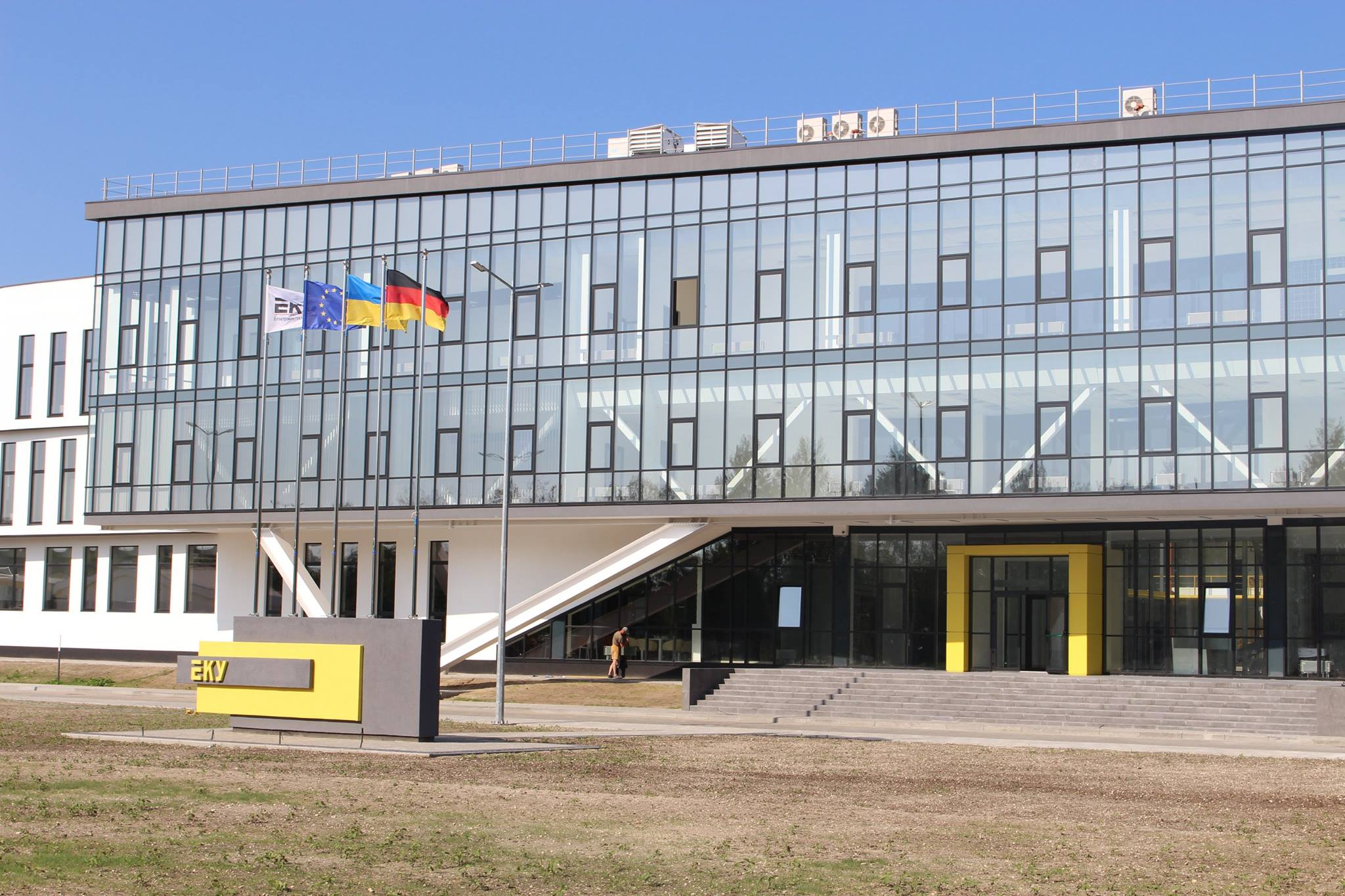
Бродівський виробничий підрозділ ТзОВ «Електроконтакт Україна»

## Інфраструктура

### Транспортне сполучення

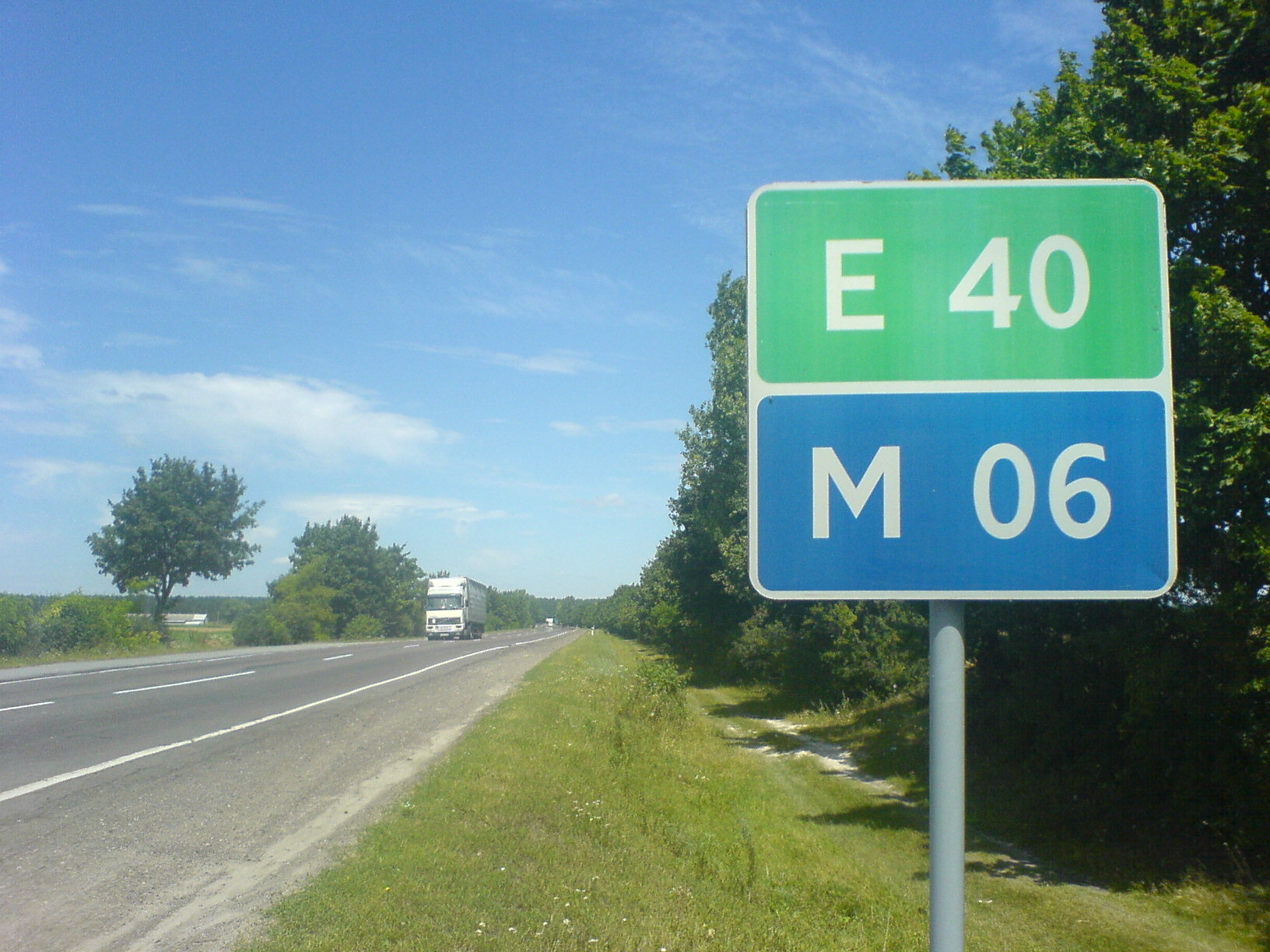
Дорожній знак на автошляху E40 під Бродами

Через Броди пролягають автошляхи М06 (E40) Київ — Чоп та Т 1410 Червоноград — Броди до Тернополя (Р39).

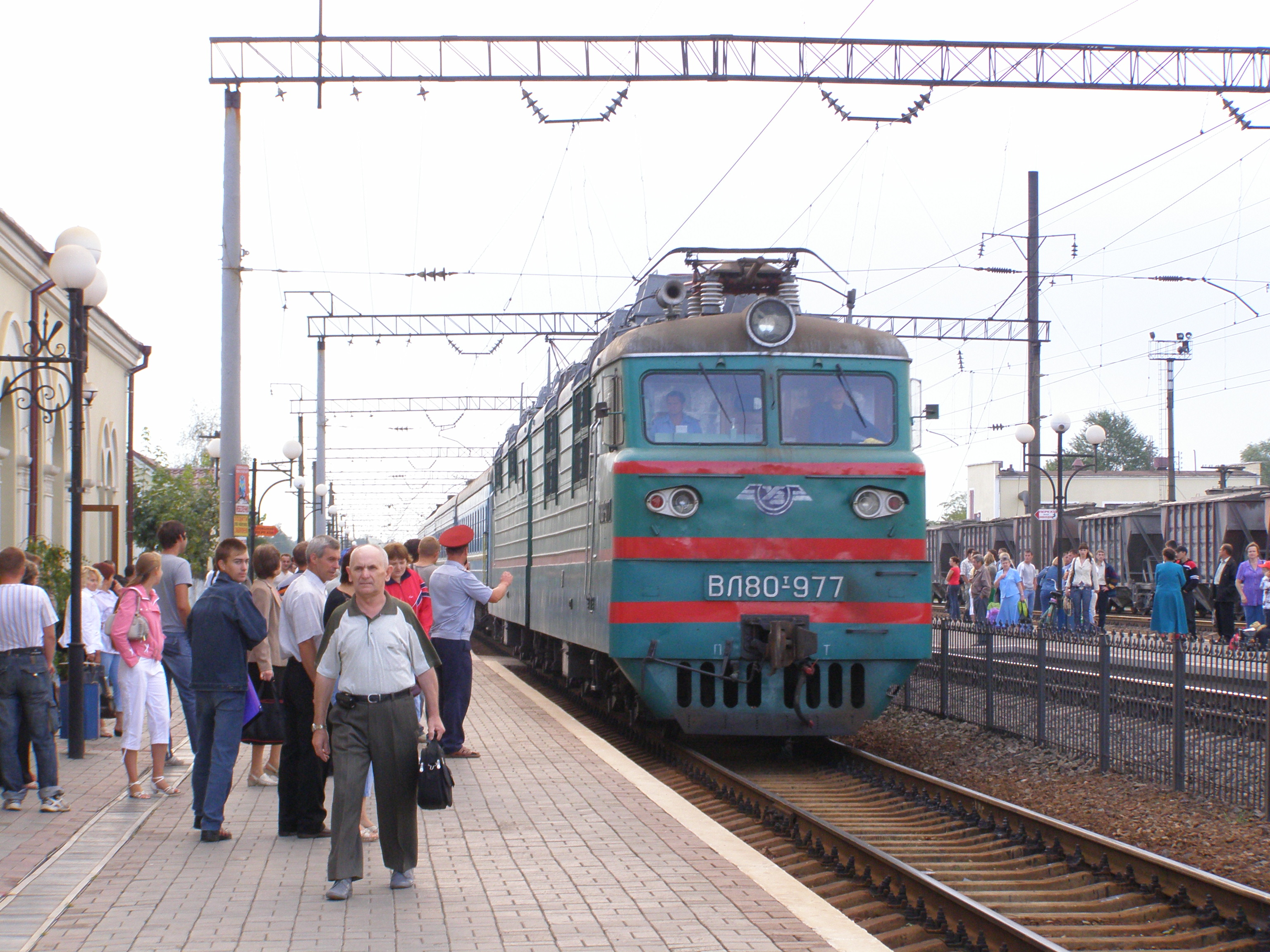
Броди. Залізничний вокзал

Через залізничну станцію Броди Львівської залізниці проходять маршрути: «Київ — Львів — Мукачево — Ужгород», «Москва — Київ — Львів — Чернівці — Софія», «Київ — Львів — Івано-Франківськ».
Тут перетинаються важливі енергопотоки: м. Броди — місце стику нафтопроводів «Дружба» і «Одеса-Броди» (останній планують продовжити до нафтопереробного комбінату у польському місті Плоцьк.
Відстані до найближчих обласних центрів:
- Тернопіль — 80 км
- Рівне — 110 км
- Львів — 100 км
- Луцьк — 110 км

### Міський транспорт
У Бродах працює декілька підприємств, що надають послуги пасажирського та вантажного перевезень.
У березні 2008 року введено в експлуатацію три маршрути міського автобуса.

## Культура

### Музеї
Створення сучасного музею приурочене до святкувань 900-річчя міста Броди, що відбулися у 1984 році. До цієї події долучилися Українське товариство охорони пам'яток історії та культури та представники місцевих підприємств, радгоспів та колгоспів. До 1 квітня 1991 року музей діяв як народний, після чого став відділом Львівського історичного музею. 29 березня 2001 року рішенням Бродівської районної ради на базі Бродівського історико-краєзнавчого відділу Львівського історичного музею створено Бродівський історико-краєзнавчий музей.
У Бродівській гімназії, що знаходиться на вул. Коцюбинського, 2 діє музей історії цього навчального закладу.

### Художні колективи
Комунальна установа «Музичне товариство „Боян“» — метою утворення бродівського осередку товариства «Боян» є діяльність направлена на розвиток музичного мистецтва в місті, підвищенню патріотизму та любові до рідного краю, створення відповідних умов для відпочинку населення та гостей міста, пропаганди та популяризації кращих музичних творів вітчизняної та світової культури.

### Фестивалі
«Народні умільці» 
24 липня 2016 року у Бродівському замку відбувся І обласний фестиваль народних ремесел «Народні умільці», на якому було представлено роботи майстрів народних промислів Львівщини, виступи учасників художньої самодіяльності Брідщини та гостей свята. Всі учасники були нагородженні пам'ятними сувенірами.
30 липня 2017 року, у Бродівському замку, відбувся ІІ обласний фестиваль народних ремесел «Народні умільці». В програмі фестивалю були презентації народних ремесел, майстер-класи, екскурсії історичними місцями Бродів, кінні прогулянки, дитячі атракціони, а також виступи художніх колективів Львівщини різних мистецьких жанрів. На фестинах, під час бліц-інтерв'ю та майстер-класів, майстрині ділилися досвідом з випікання короваїв, створення оригінальних вишиванок, виготовлення дитячих іграшок, демонстрували плетіння пшеничного перевесла та багато інших цікавинок.
«Sweet Fest» 
22 квітня 2018 року на пл. Ринок у Бродах відбувся І-ий фестиваль тортів «Sweet Fest». У програмі заходу пройшла виставка тортів та випічки; відбувся благодійний ярмарок, метою якого був збір коштів на реабілітацію гравця БК «Лучеськ-Університет» Олександра Нікішина; концертна програма за участю колективів «Love-studio», Бродівської школи естетичного виховання, Підкамінської школи мистецтв; боді-арт та багато іншого.
«Коляди і пампуха» 
9 січня 2018 року, у Бродівському районному Народного дому «Просвіта» відбувся черговий регіональний фестиваль «Коляди і пампуха». У дійстві брали участь кращі колективи Бродівського, Перемишлянського та Радехівського районів Львівщини, а також народний артист України Мар'ян Шуневич та лауреат міжнародних конкурсів Анастасія Чубінська. Свято розпочалося святковою ходою вулицями міста від Народного дому до головної міської ялинки, що була встановлена площі Ринок, де й пройшла спільна коляда. Основна частина свята після відкриття фестивалю продовжилася у районному Народному домі, де прозвучали колядки у виконанні художніх колективів, окремих виконавців та частування запашними пампухами, а також відбувся конкурс пампуха «Цікавенькі пампухи для Степанів».
«ЗамокFest» 
 5 серпня 2018 року, у рамках проекту національної співпраці «Чим живуть замки», що реалізується ГО «Край» (м. Броди) та ГО «Старокостянтинів небайдужий» (м. Старокостянтинів) в межах програми Британської ради «Culture Bridges» за фінансування ЄС у Бродах пройшов культурно-мистецький фестиваль «ЗамокFest». У програмі фестивалю, у розділі «Замковий вернісаж», відвідувачам фестин пропонувалися музичні номери аматорських художніх колективів, огляд робіт народних умільців, презентації туристичних маршрутів Бродівщини тощо. Окрім того, у виставковій залі Бродівського історико-краєзнавчого музею відбулось відкриття виставки картин учасників нещодавнього художнього пленеру. У музейному казематі відбувся перегляд кінофільмів і відеороликів про Бродівську фортецю та нагородження переможців й відзначення учасників конкурсу «Наш замок». Вражаючою для відвідувачів фестин стала зустріч із виконавцем головної ролі у кінострічці «Червоний» — актором Миколою Березою та переглядом кінострічки з його участю, що стало завершальним етапом фестивалю «ЗамокFest».
«LvivMozArt» 
 Наступний міжнародний фестиваль класичної музики «LvivMozArt» відбудеться 2-14 серпня 2019 року у Львові, новинкою якого буде розширення географії проведення заходів дійства. Так, 4 серпня 2019 року, у межах заходів з відзначення 125-ліття від дня народження відомого австрійського письменника та журналіста Йозефа Рота, що народився та навчався у Бродах, один з концертів фестивалю відбудеться біля Бродівської синагоги.

### Свята
- 18 квітня — Міжнародний день пам'яток історії та культури. До цього дня приурочені щорічні краєзнавчі конференції «Брідщина — край на межі Галичини й Волині».
- Свято героїв (найближча неділя до 23 травня) — вшанування полеглих у боротьбі за волю України.
- 19 серпня 2018 року у день пасічника на центральній площі міста відбулося традиційне свято меду, яке організувала та провела Спілка пасічників у Бродівському районі. Офіційна частина свята розпочалася виконанням гімну пасічників Бродівського району. Далі парох церкви Різдва Пресвятої Богородиці о. Василь Шира та голова комісії у справах мирян Сокальсько-Жовківської єпархії УГКЦ о. Ярослав Царик освятили хоруґву спілки пасічників, а також поблагословили та окропили святою водою продукцію бджолярів. Свято завершилося ярмаркою, учасники якої пропонували всім охочим мед різних сортів та вироби з нього.[114]
- День міста (третя неділя вересня) — святкування чергової річниці від дня заснування Бродів.
- 21 вересня і 27 вересня — храмові свята двох основних церков міста — Різдва Пресвятої Богородиці та Воздвиження Чесного Животворящого Хреста.
- 14 жовтня — свято Покрова Пресвятої Богородиці, святкуються день створення Української Повстанської Армії, день Українського козацтва та день захисника України.

## Історичні пам'ятки

### Сакральні споруди
Втрачені
- Церква Воздвиження Чесного Хреста.
- Мала синагога була збудована 1766 року і вважалася найстарішою у місті. Наріжний камінь заклав рабин Еліезер Роках. Після великої пожежі 1801 року, близько 1804 року божницю було реставровано і після чого вона отримала назву «Нової» синагоги. Відразу ж по завершенню другої світової війни будівля синагоги була розібрана. Із синагогою пов'язані згадки про родоначальника хасидизму Ізраеля бен Еліезьєра (Бааль Шем Това, 1700—1760). У божниці був пюпітр, за яким хасидський праведник промовляв молитви[116]. Ділянка, на якій стояла мала синагога знаходиться між будинками № 10 та № 14 на вул. Гончарській, споруджених наприкінці 1960-х років[117].
- Синагога на розі вулиць Щурата та Єврейської. До наших днів дійшла у зміненому вигляді, оскільки 2006 року була реконструйована під магазин електротоварів, через що втратила свою колишню велич[118].
- Синагога, споруджена у 1930-х роках на Старих Бродах (в межах сучасної вул. Тернопільської)[119]. Під час другої світової війни божниця зазнала значних руйнувань і по війні будівля була розібрана[120].
- дерев'яна церква Собору Пресвятої Богородиці і Святої Теклі, що у 1743—1944 роках розташовувалася на старому цвинтарі колишнього підміського села Старі Броди (нині — вул. Старобрідська).
- дерев'яний Костел святого Станіслава знаходився на місці пізніше змурованого костелу Воздвиження Чесного Животворящого Хреста, що на вул. Стуса, 9.
- замкова каплиця (тричі згадується в описі Брідського замку, датованих 1676 та 3 жовтня 1689 років.
- Вірменська церква. Вірмени прибули з Язлівця до Бродів у 1676 році, мали свого священика та декількох служниць.
- Червоний кляштор — спочатку монастир піярів, пізніше домініканський монастир з костелом святого Станіслава, створений 1678 року на місці колишньої кам'яниці шотландського купця Найлянда. Кляштор та костел зазнали значних ушкоджень під час пожеж 1715 та 1742 років, а 1784 року кляштор було ліквідовано остаточно, а його будівлі спочатку передано монахиням–хариткам, але після чергової пожежі його частково відновлено і у відновлених приміщеннях місцеві юдеї влаштували магазини. Остаточно монастирські будівлі були знищені під час другої світової війни. На його місці за радянських часів споруджена будівля бродівського «Універмагу» (вул. Залізнична, 6).
- Жіночий монастир Хариток (сестер милосердя або сестер жалібниць), що діяв при парафіяльному костелі, а само приміщення кляштору знаходилося в будинку при сучасному Майдані Свободи, 5. Про присутність хариток у цьому приміщенні ще й нині нагадують ніші у стінах під фігури святих, розташовані у внутрішньому подвір'ї будинку. Під час великої пожежі 1801 року монастир Хариток згорів, а сестри жалібниці, виїхали до Залізців.
- Жіночий монастир Служебниць з каплицею, що у першій половині XX століття знаходилися в одному з будинків у передмісті Старі Броди. Нині у цьому приміщенні, при сучасній вул. Низькій, 17, міститься Бродівський ДНЗ № 6 «Теремок».

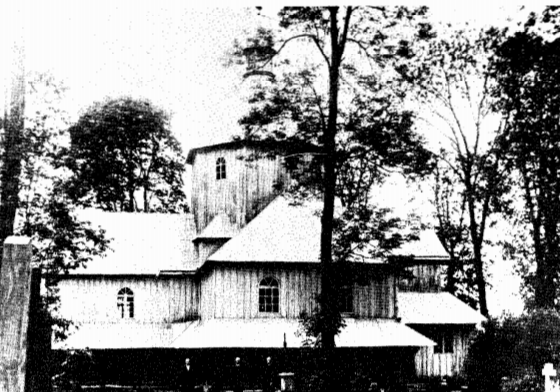
Дерев'яна церква Собору Пресвятої Богородиці і Святої Теклі
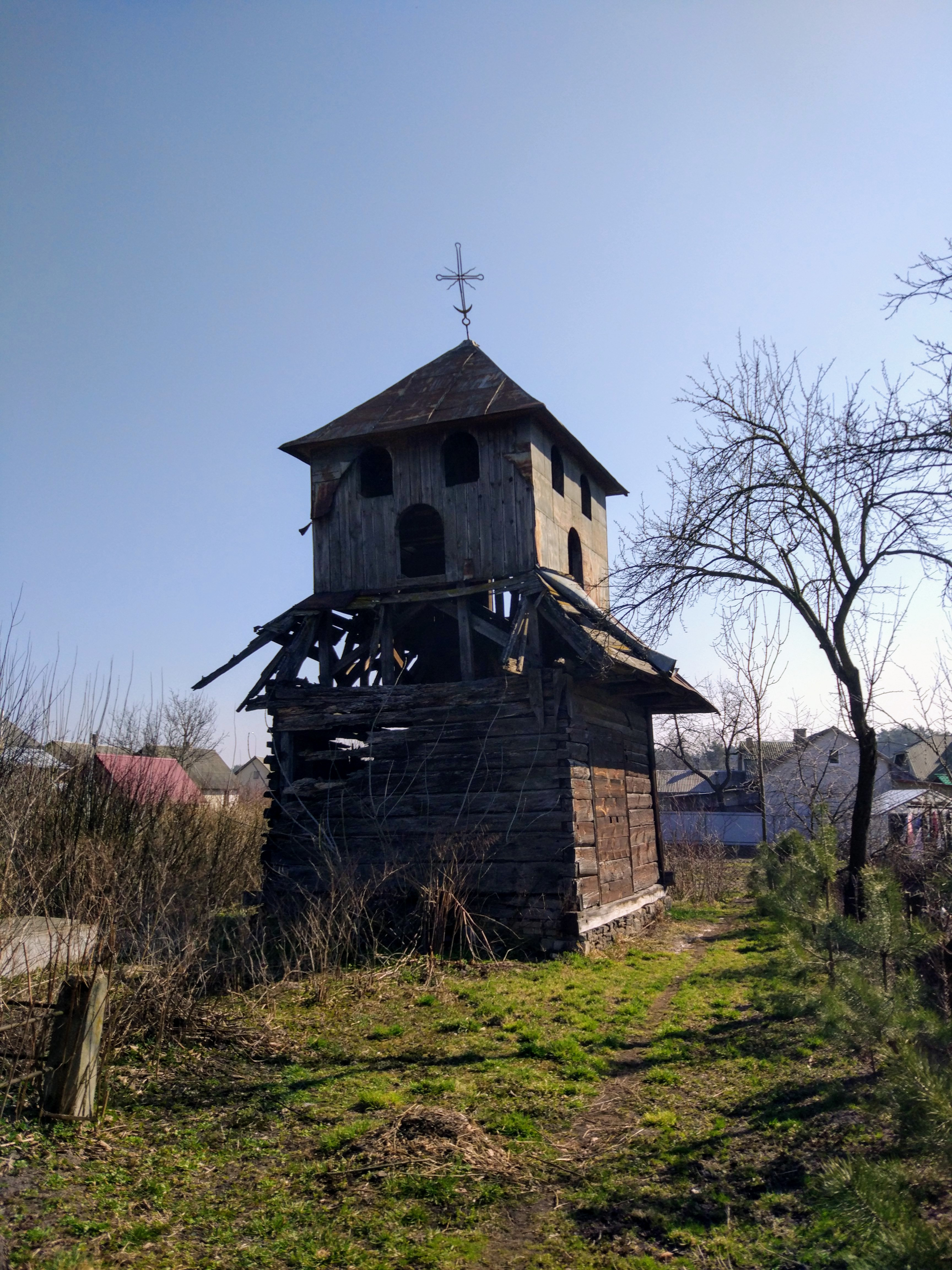
Дзвіниця церкви Собору Пресвятої Богородиці і Святої Теклі.(сучасний стан)
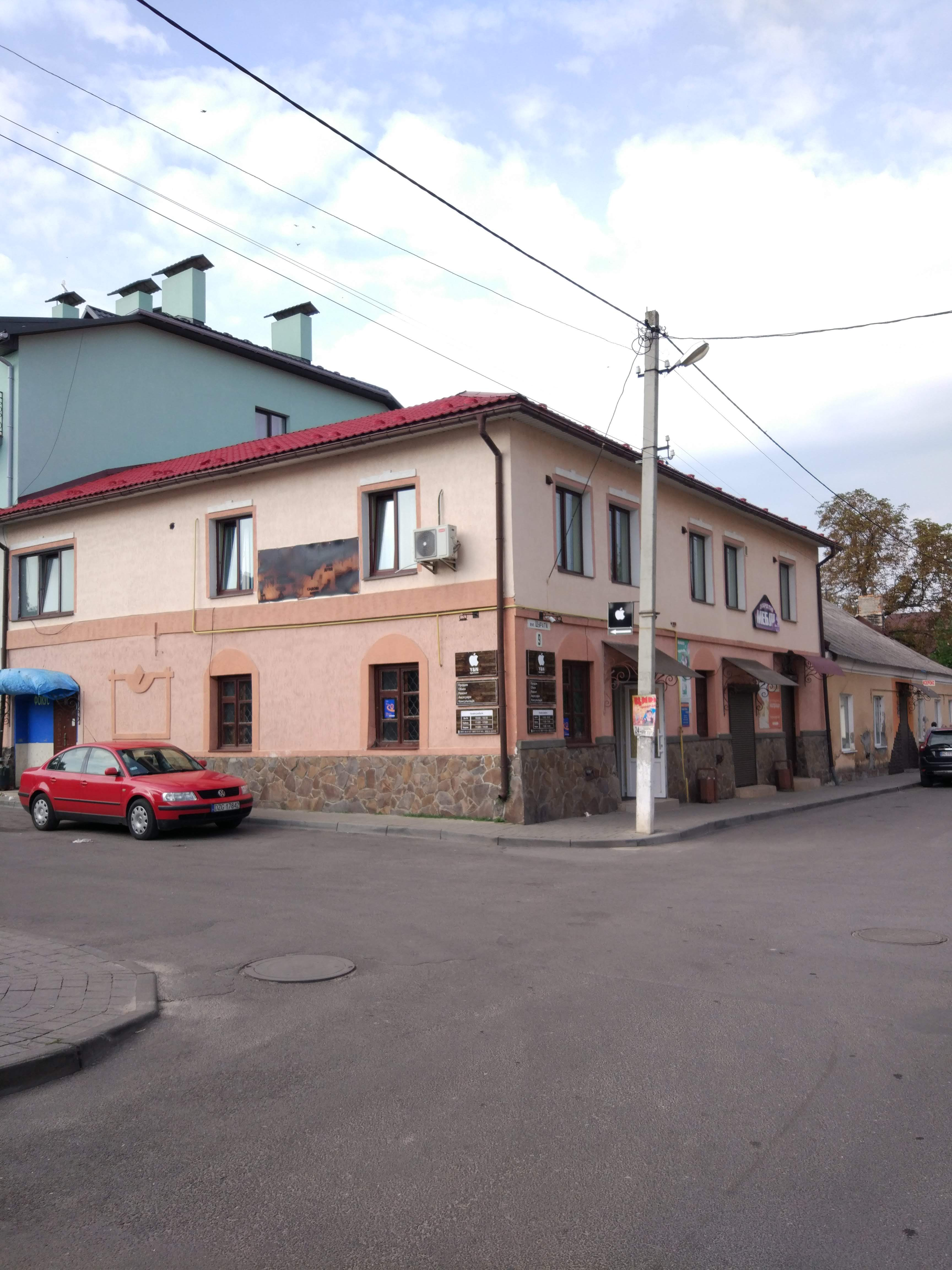
Колишня синагога на розі вулиць Щурата та Єврейської.
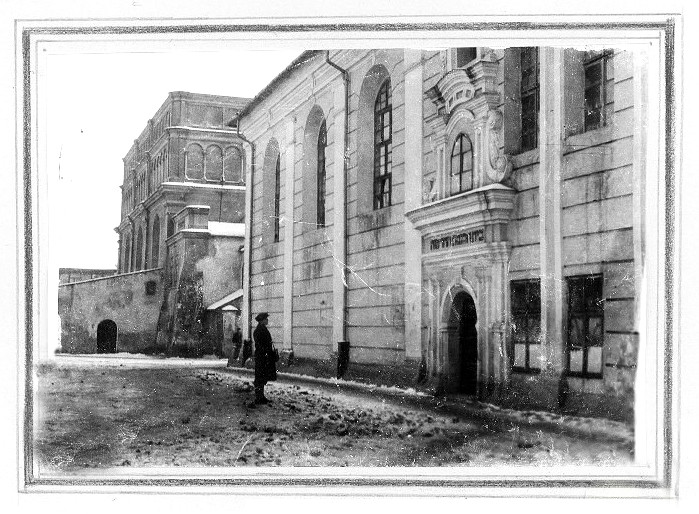
Велика та Мала синагоги

Збережені
- Оборонна церква Різдва Пресвятої Богородиці 1600 року — XVIII століття Старий польський путівник згадує, що її пізньобарокові додатки роблять споруду схожою на храм святого Миколая у Львові.
- Церква Пресвятої Трійці (1744)[121].
- Церква святого Юра XVI—XVII століття з високохудожнім іконостасом у стилі рококо.
- Церква Воздвиження Чесного Животворящого Хреста (1596) в стилі ренесанс.
- Колишня Велика синагога (1742).

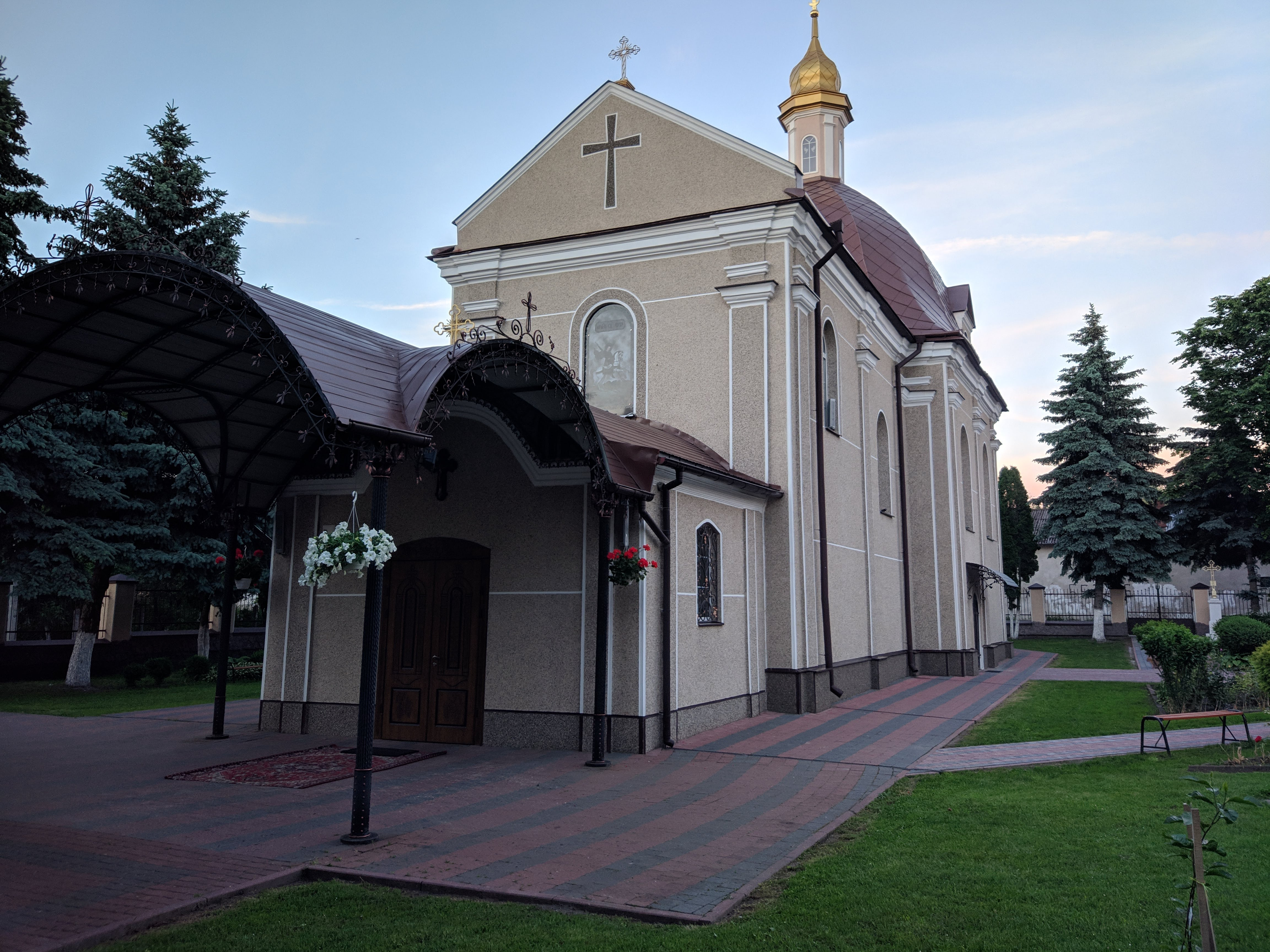
Церква Святого Юра
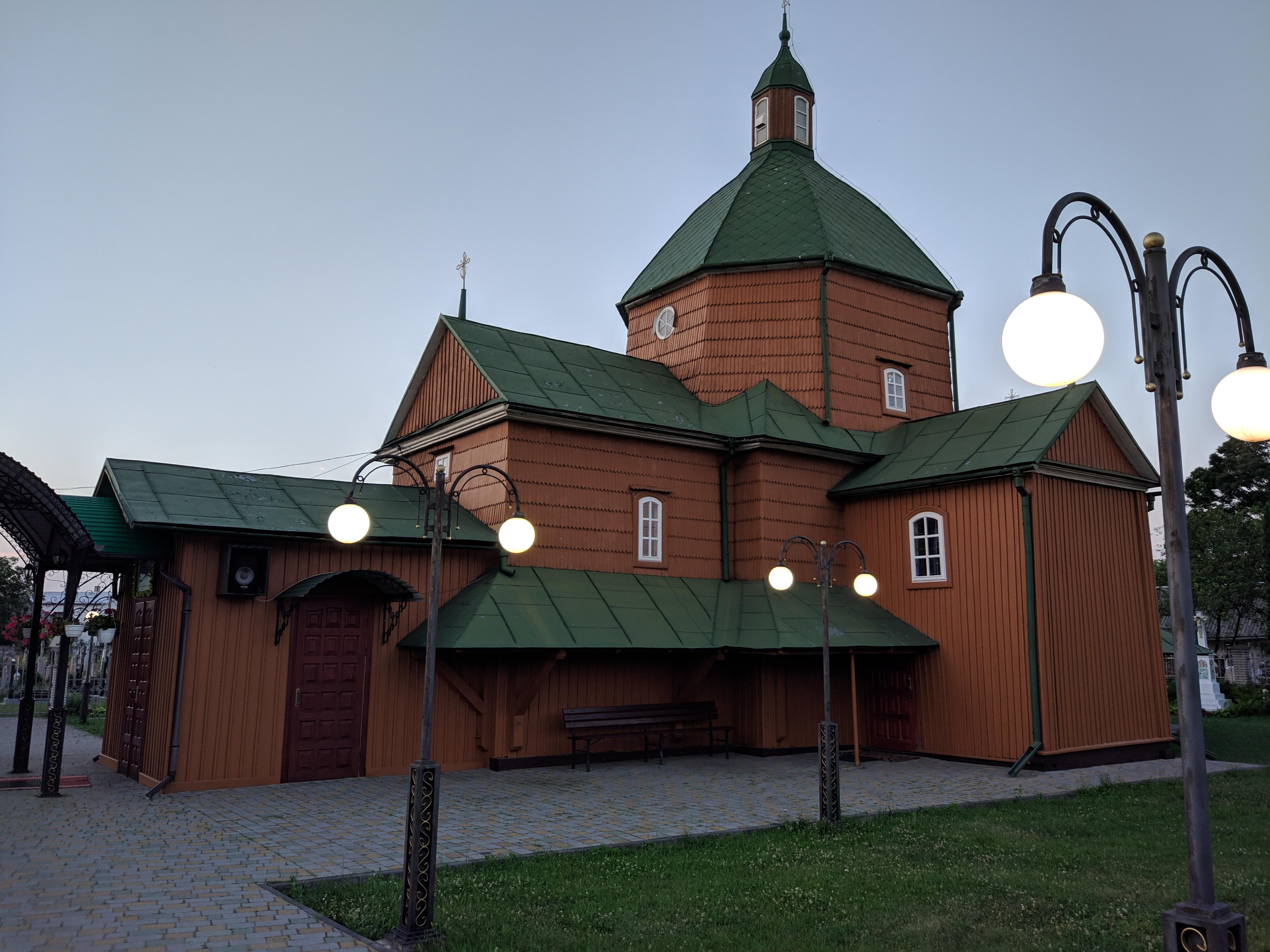
Церква Святої Трійці
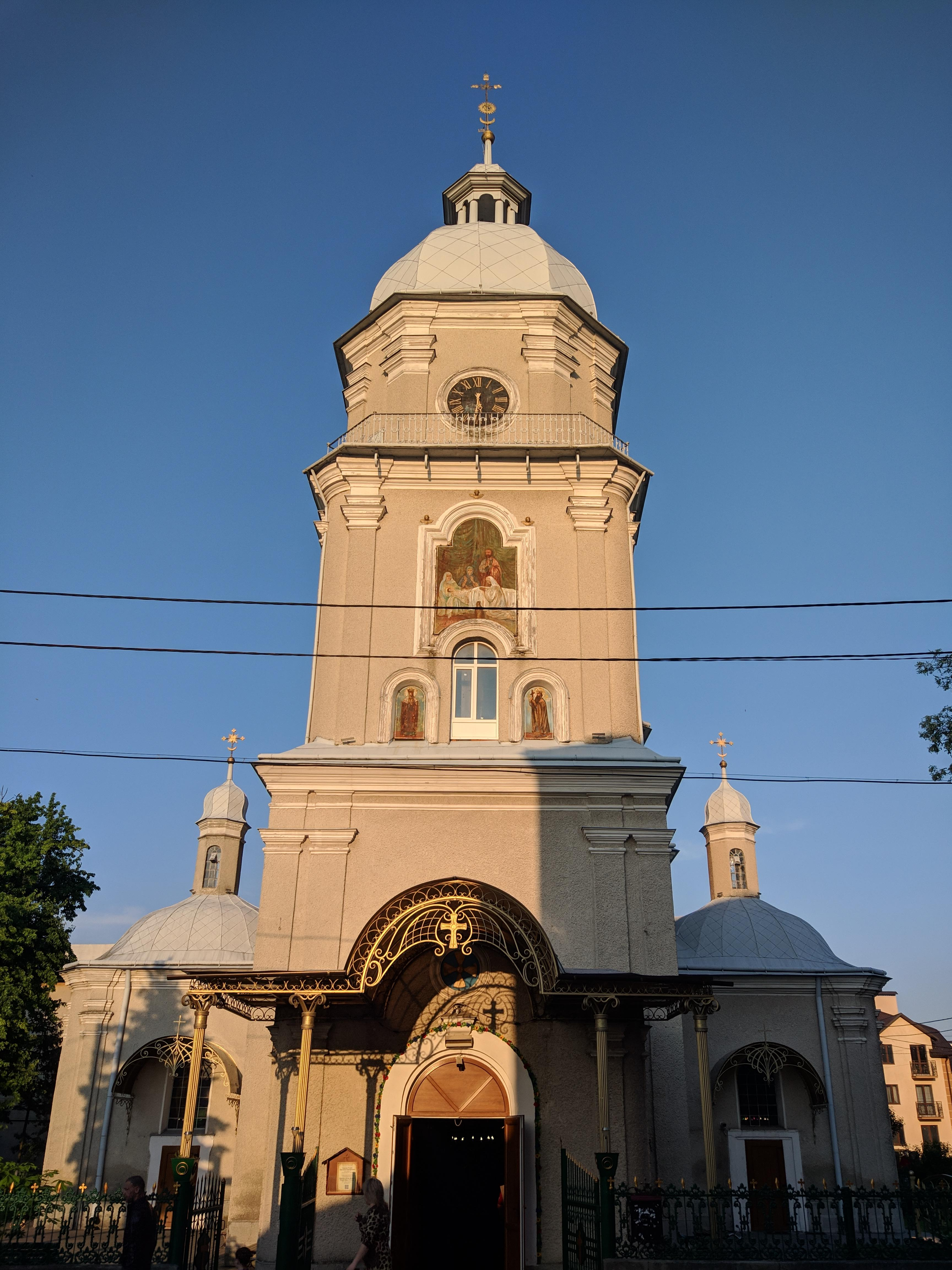
Церква Різдва Пресвятої Богородиці
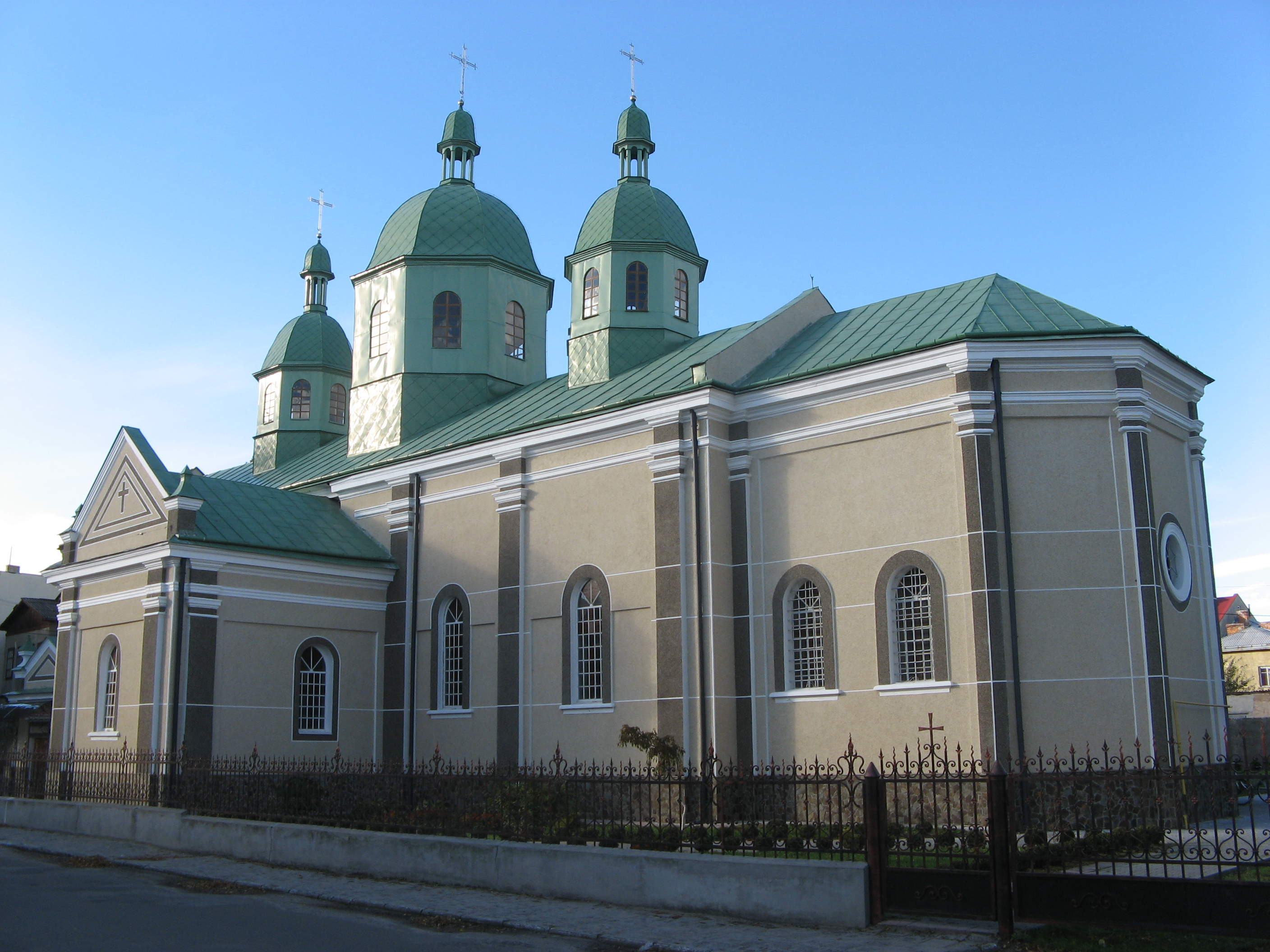
Церква Воздвиження Чесного і Животворящого Хреста Господнього
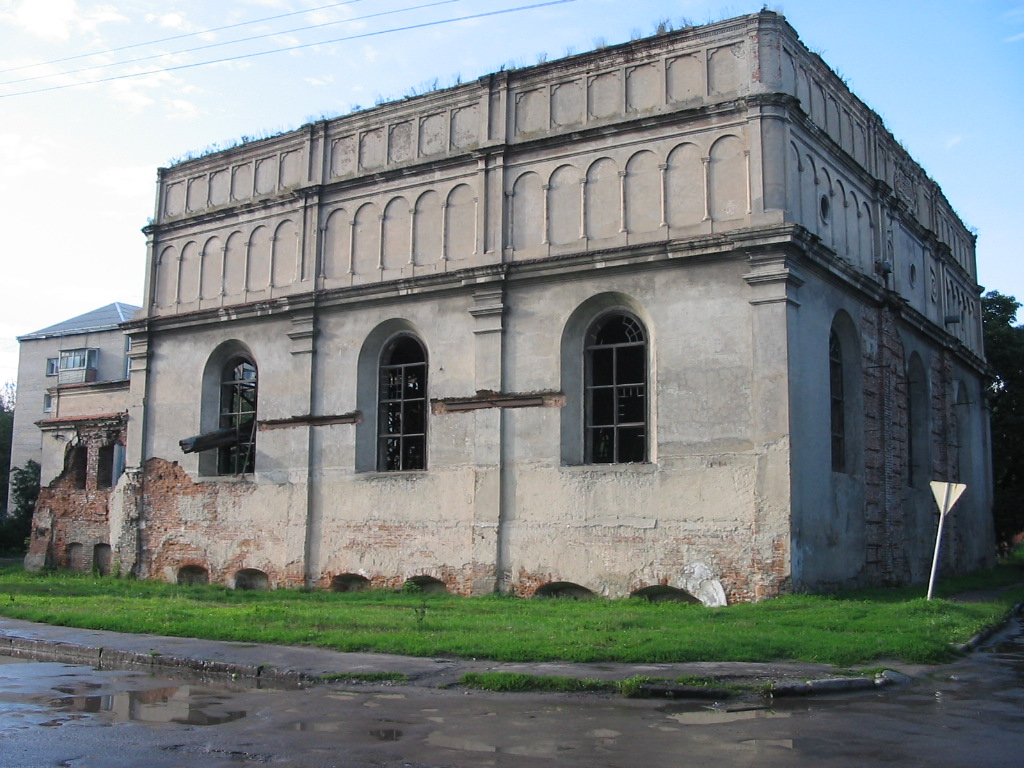
Бродівська Велика синагога
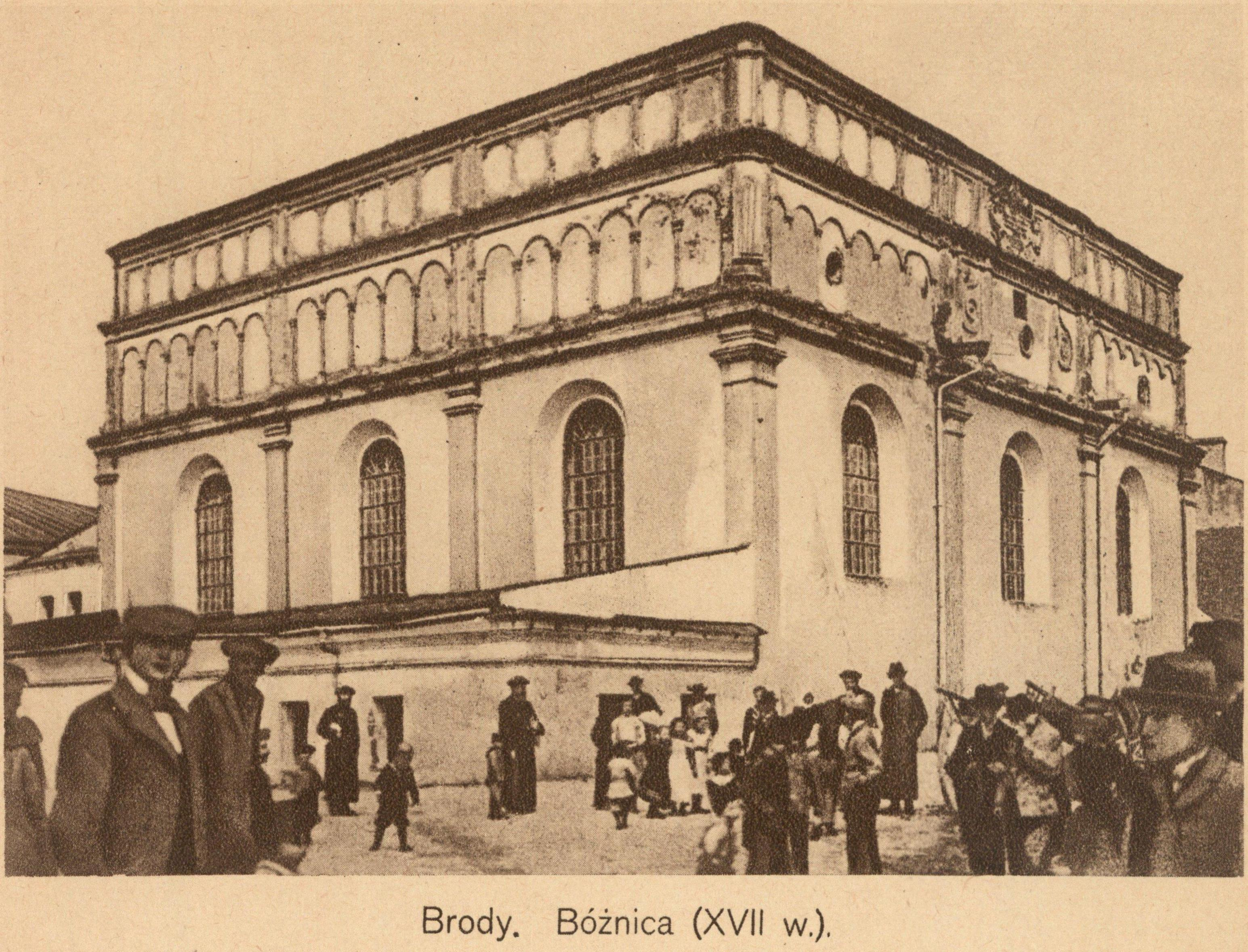
Бродівська Велика синагога (світлина початку XX століття)
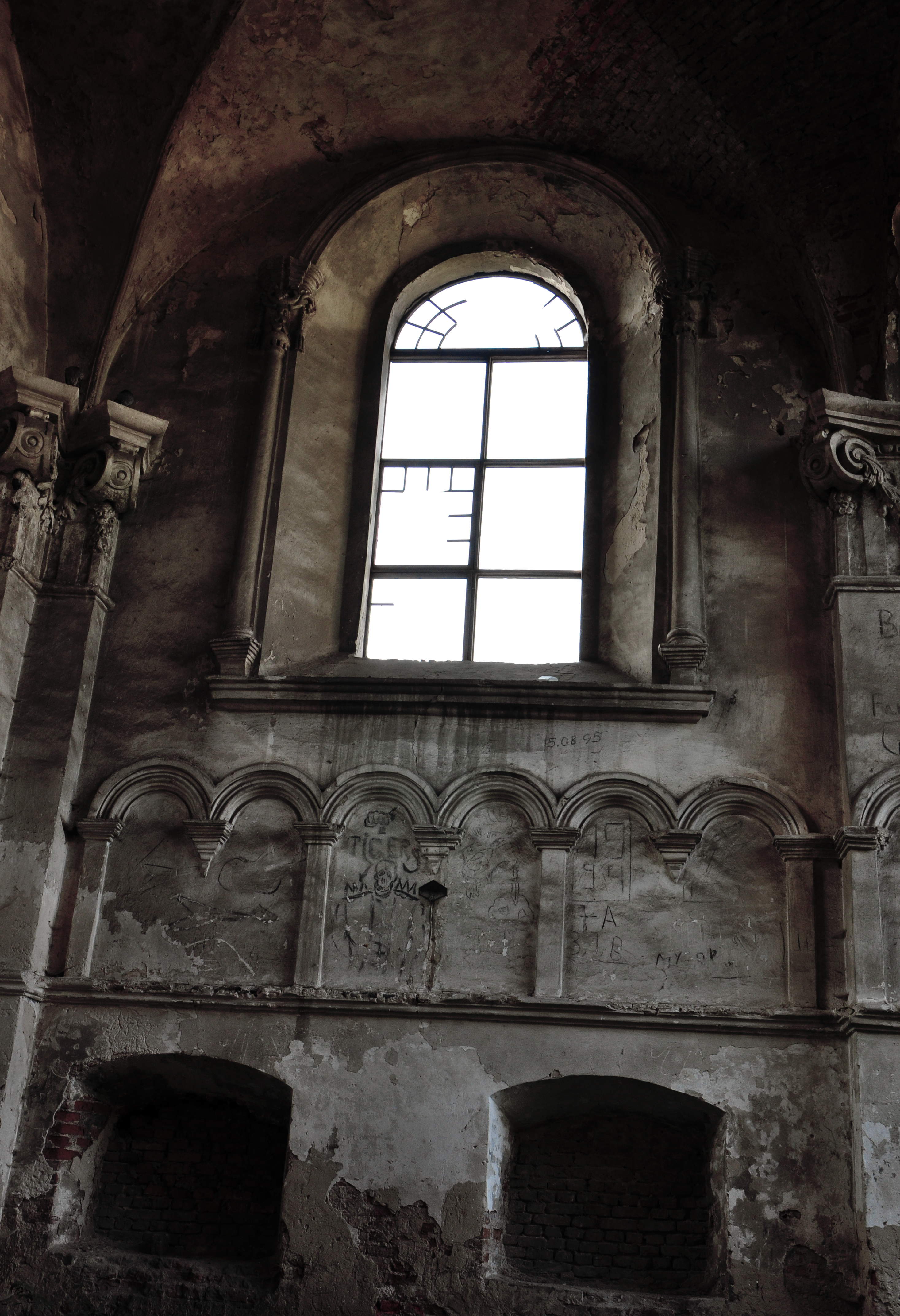
Інтер'єр Великої синагоги в Бродах

Новозбудовані
- Храм Собору Пресвятої Богородиці (УГКЦ, 1995), вул. Тернопільська, 29А[122].
- Храм священновеликомученика Володимира, Митрополита Київського та Галицького (УПЦ МП), вул. Франка, 67.
- Церква-каплиця Пресвятої Богородиці Владичиці України (УГКЦ, 2006), вул. Храпая, 4В[123].
- Церква Покрова Пресвятої Богородиці (УГКЦ, 2008), вул. Й. Рота.
- Церква-каплиця Успіння Пресвятої Богородиці (УАПЦ, 2010), вул. Коновальця.
- Костел Воздвиження Чесного Животворящого Хреста (РКЦ, 1990—2010), вул. Залізнична, 46[123].
- Церква-каплиця первоверховних апостолів Петра та Павла (УПЦ КП, 2010), вул. Львівська, 34[123].
- Каплиця Різдва (УПГКЦ), вул. Котляревського[124].
- Церква Всеукраїнського Союзу Церков Євангельських Християн-Баптистів (вул. 22 Січня, 72[125].
- Церква Міжнародного Союзу Церков Євангельських Християн-Баптистів (МСЦ ЄХБ), вул. Шевченка, 20.
- Церква Християн Віри Євангельської вул. Гончарська, 30.
- Церква Адвентистів Сьомого Дня, вул. 22 Січня, 55.
- Зал Царства Свідків Єгови, вул. Й. Рота, 13.
- Капличка Митрополита Андрея Шептицького (УГКЦ, 2012—2020), на розі вулиць Андрея Шептицького та Конюшківської[126].

### Пам'ятки архітектури
- Ансамбль Бродівського середмістя — вулиця Золота (частина кам'яниць — XVII—XVIII століть, решта — XIX-початку XX століть), Майдан Свободи (кінець XVIII—XX століть); вулиці Вірменська, Руська, Щурата, Стуса, Коцюбинського та інші. Колись надзвичайно цікавою була площа Ринок із старовинними будинками та дуже своєрідним середринковим кварталом. Останній був здебільшого знищений під час другої світової війни, а більшість вцілілих ринкових кам'яниць перебудовані за радянських часів і втратили будь-який вигляд.
- Урочище «Заставки» — місце давньоруського літописного міста, що існувало тут у 1084—1241 роках та було зруйноване татарами. Саме в урочищі «Заставки» починалася історія поселення Броди. 2016 року під час проведення археологічних розкопок на території урочища виявлено залишки житлово-господарського комплексу вельбарської культури[127].
- Земляний оборонний вал XVII століття.
- Залишки двох п'ятикутних бастіонів.
- Бродівський замок. У 1939—1940 роках радянською владою в замку був влаштований концентраційний табір для польських військовополонених. Після другої світової війни тут містилася військова частина, офіційно — використовувався як завод для ремонту автонавантажувачів. В другій половині 1990-х років військова частина була розформована. Але тривалий час перебування території замку у користуванні військових вкрай негативно позначилося на стані пам'ятки[68]. Нині все стоїть запущене — як старовинні каземати, так і сучасні цементні гаражі на території, вщерть зарослій деревами. Невелика частина казематів належить Бродівському краєзнавчому музеєві та реставрується.
- Палац Потоцьких, розташований у центрі замкового подвір'я та є досить скромною в архітектурному плані двоповерховою спорудою з бічними ризалітами. Споруджений з цегли, оздоблення виконані з пісковику. Нині в приміщені палацу містяться 5—7 класи ЗОШ № 3, а також районний архів та виставкові зали Бродівського історико-краєзнавчого музею.

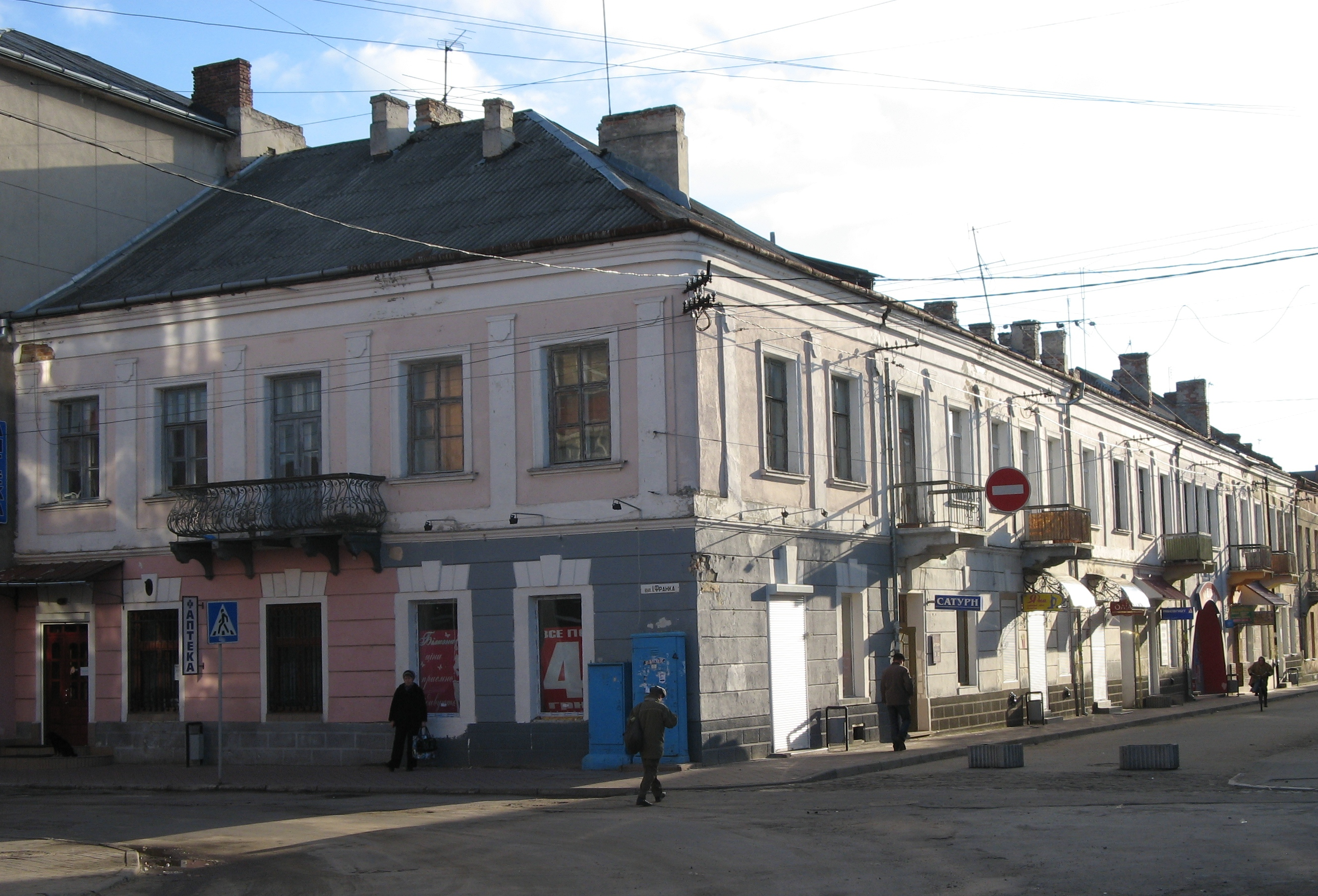
Колишній будинок Кагалу (вул. Золота, 1)
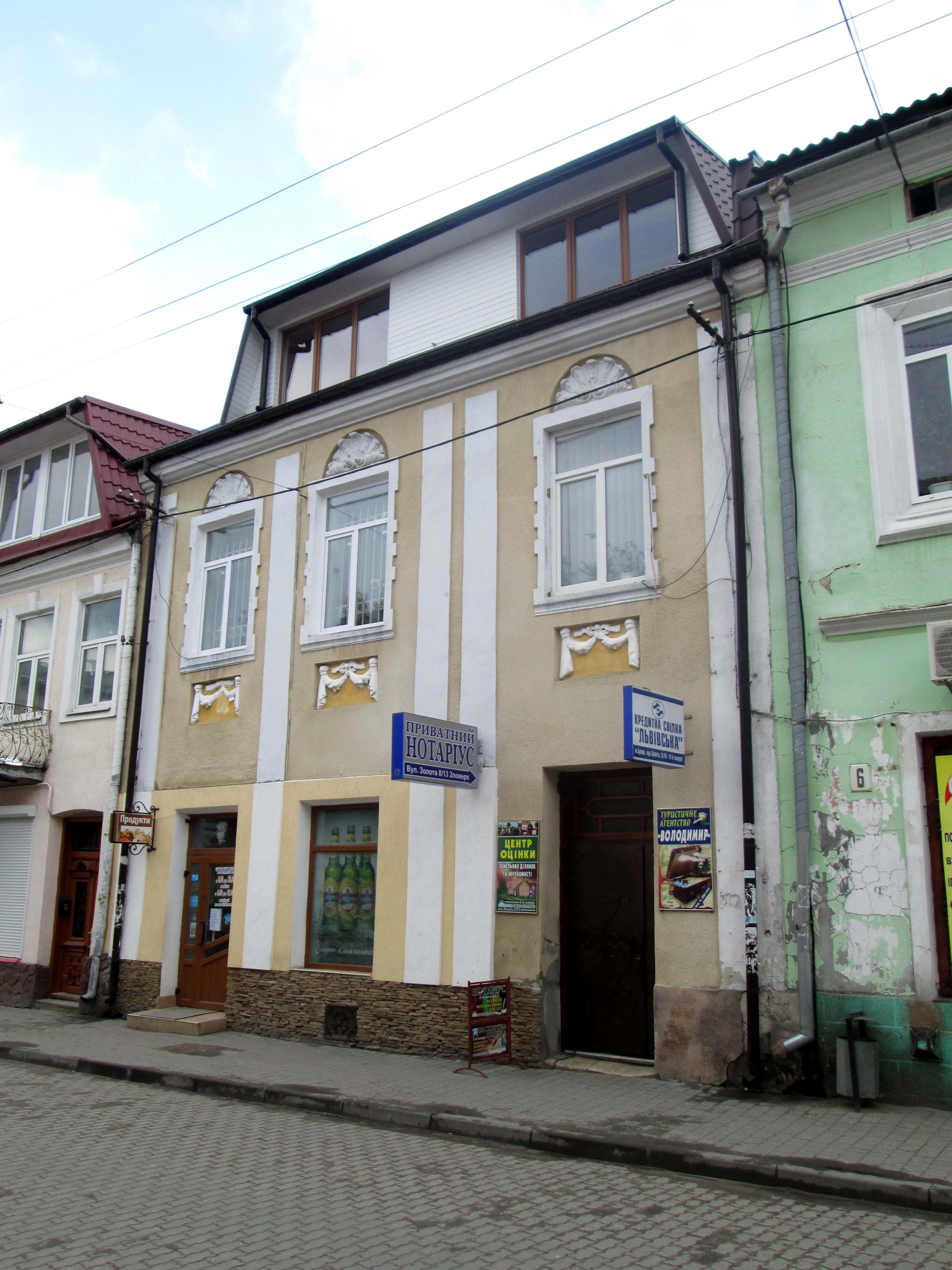
Кам'яниця початку XVII століття (вул. Золота, 8)
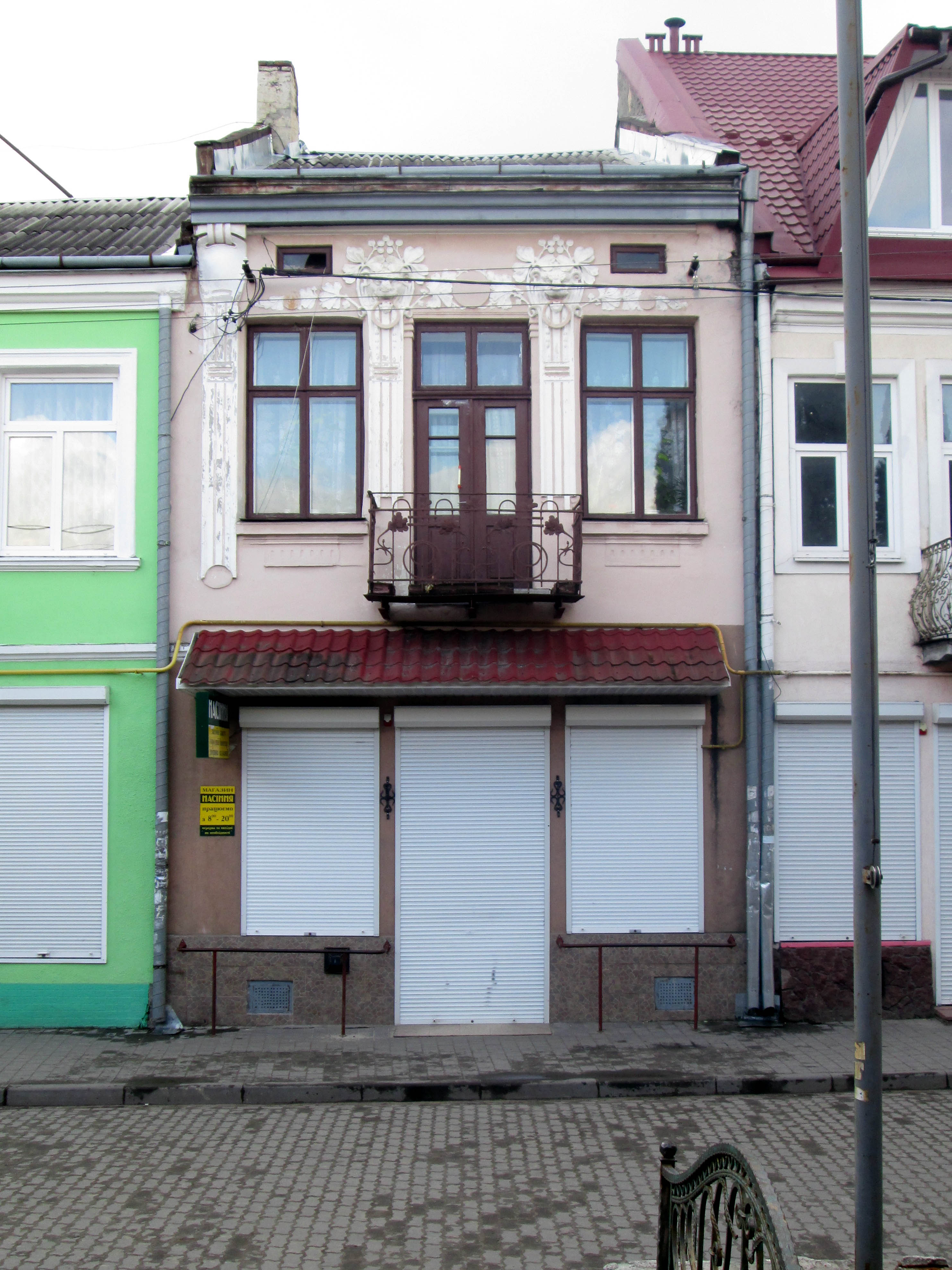
Кам'яниця (вул. Золота, 10)
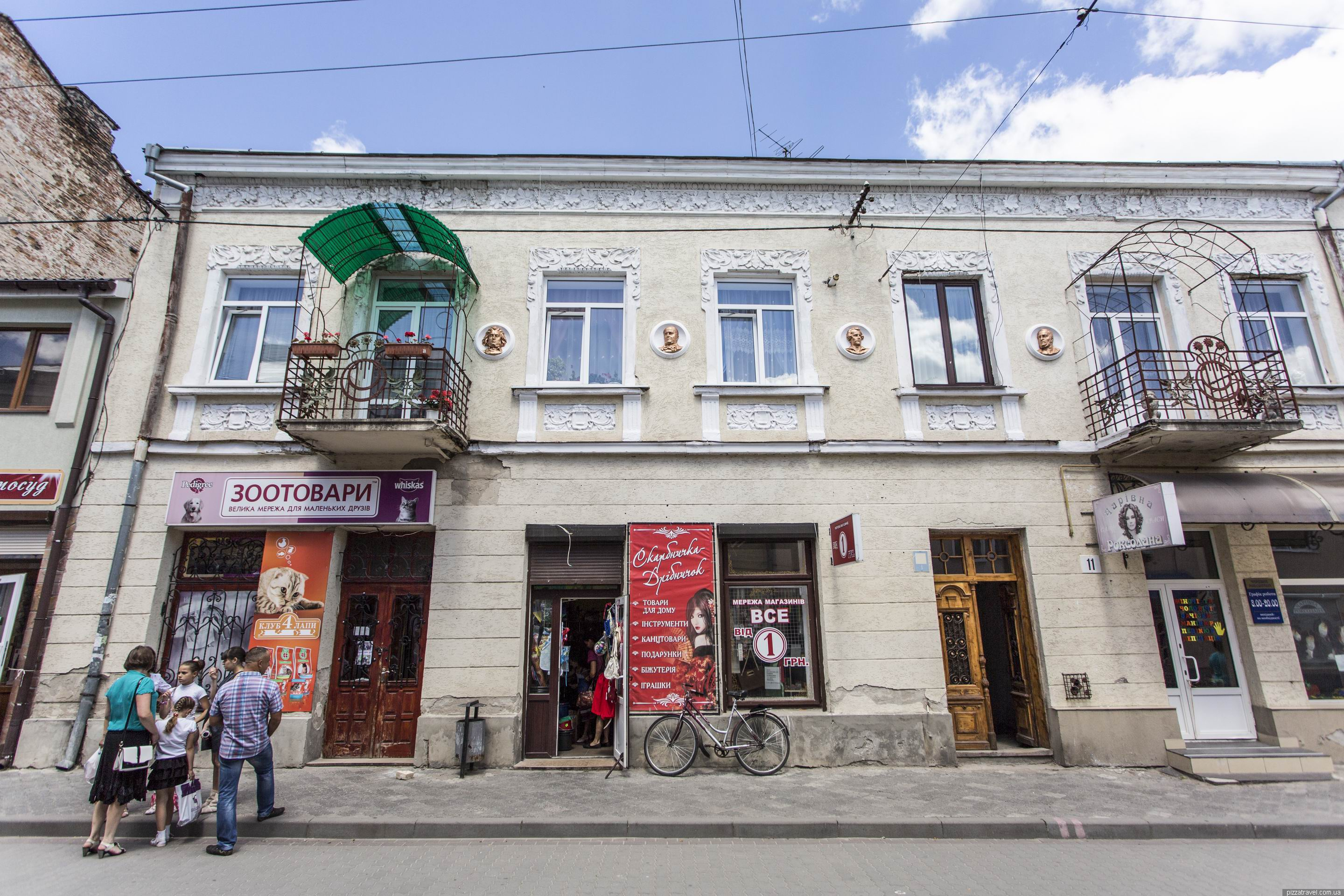
Колишня книгарня Фелікса Веста (вул. Золота, 11)
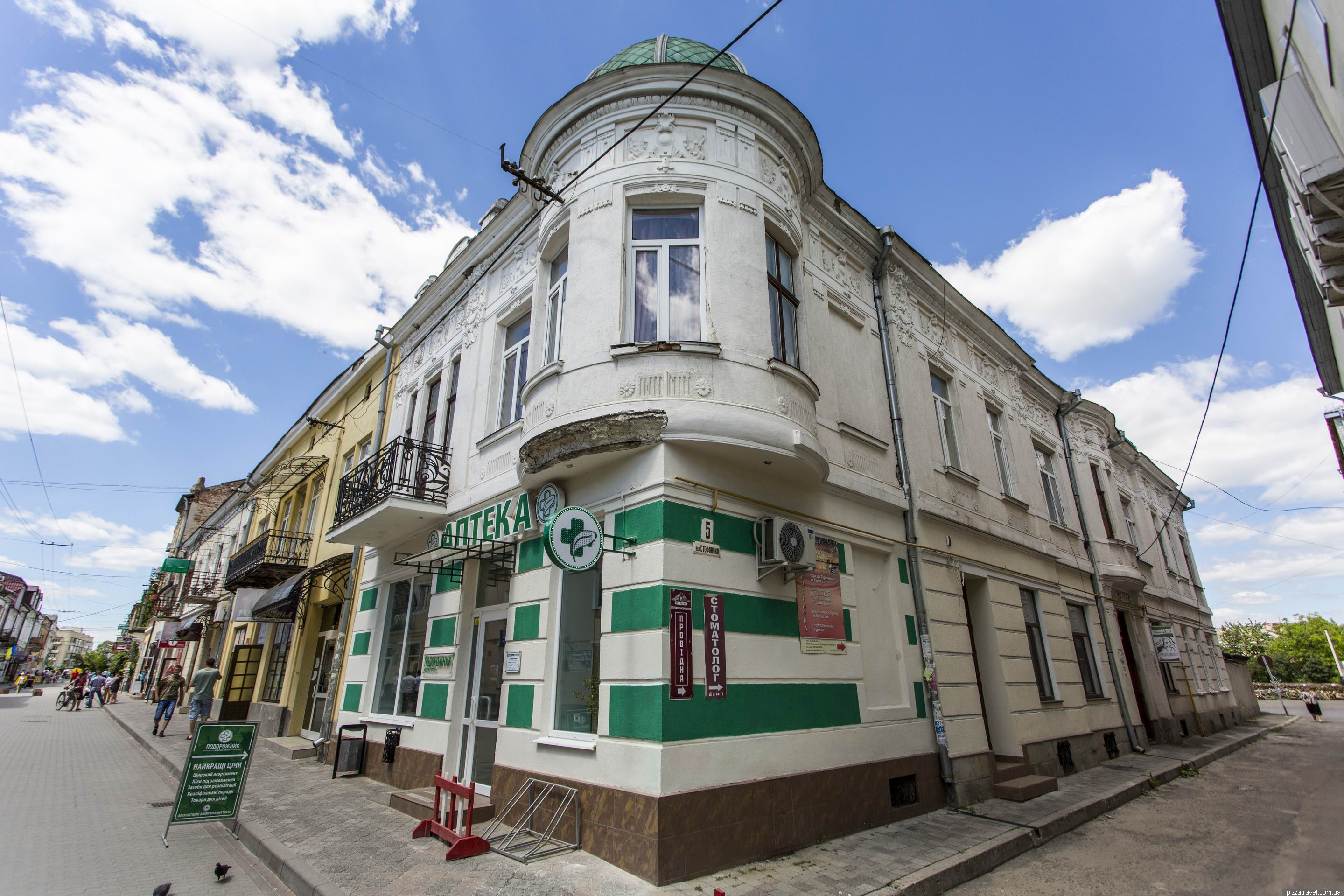
Кам'яниця (вул. Стефаника, 5)
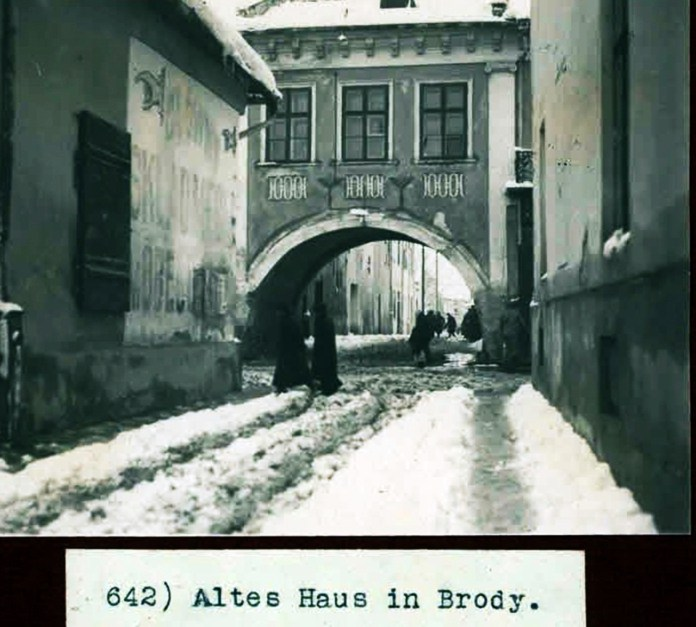
Вигляд на арочний прохід під будинком кагалу (вул. Золота, 1) з боку вул. Вірменської (початок XX ст.)
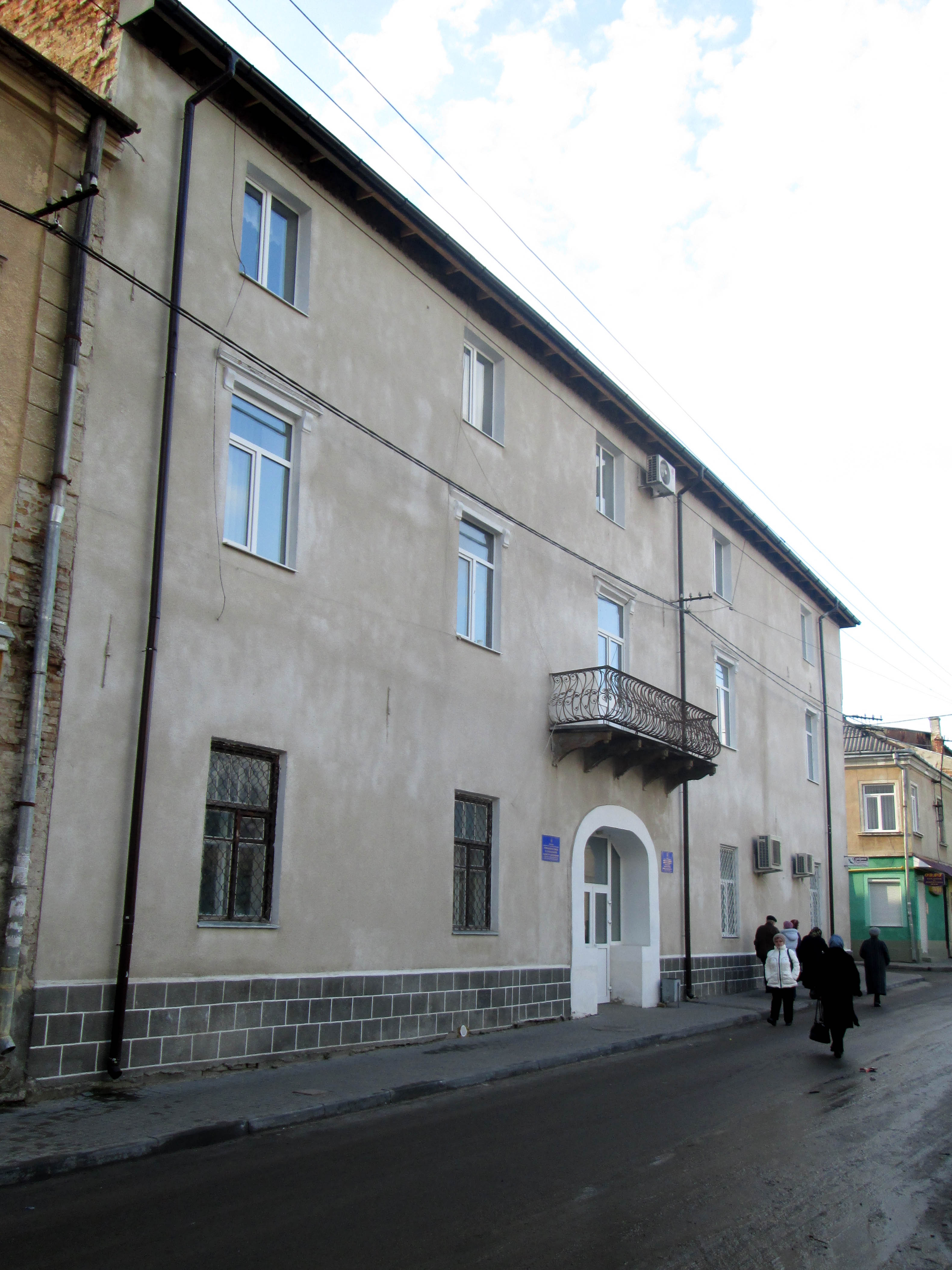
Кам'яниця Рейгера XVII ст. (вул. Щурата)
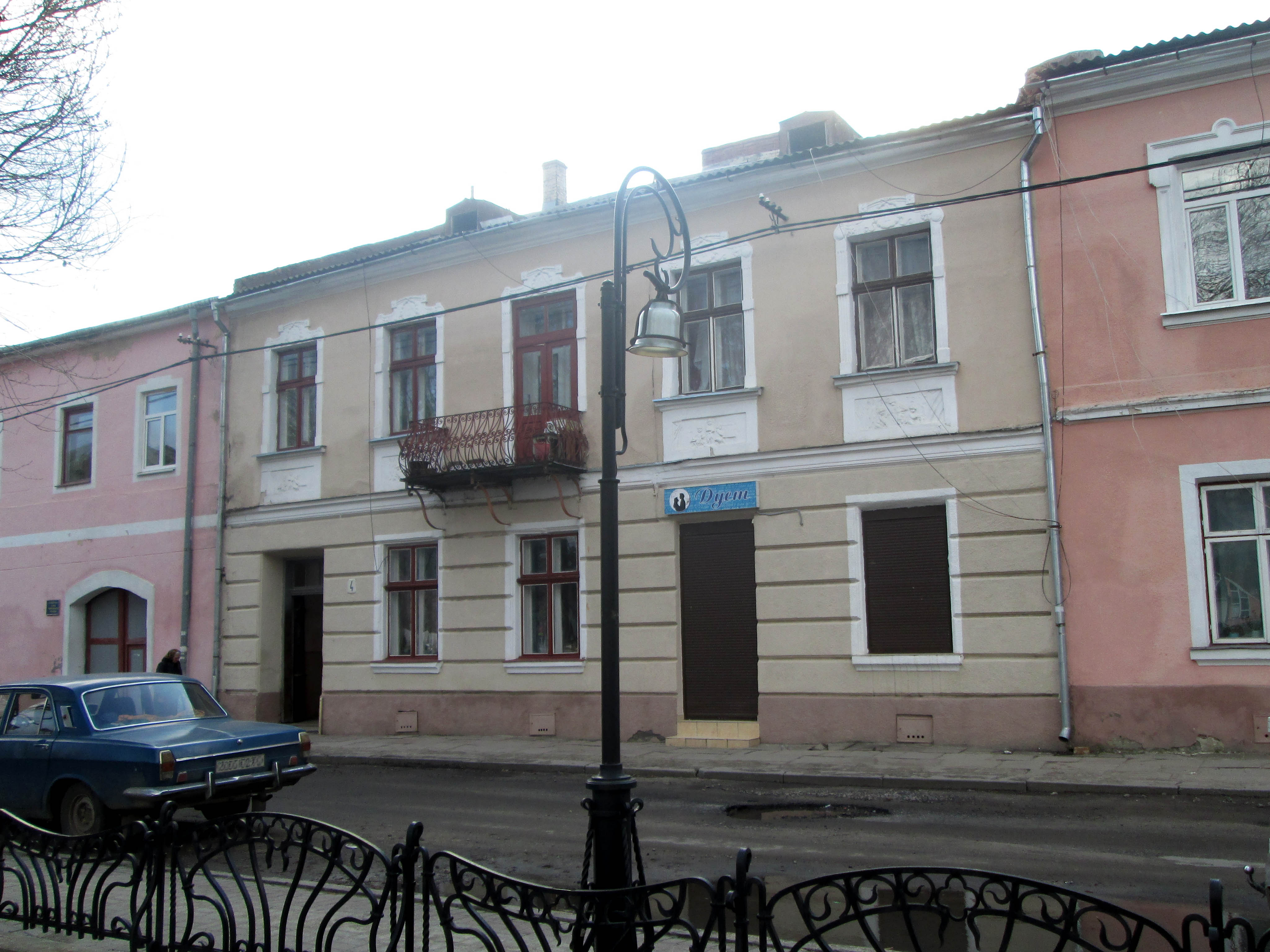
Кам'яниця XVII ст. (Майдан Свободи)
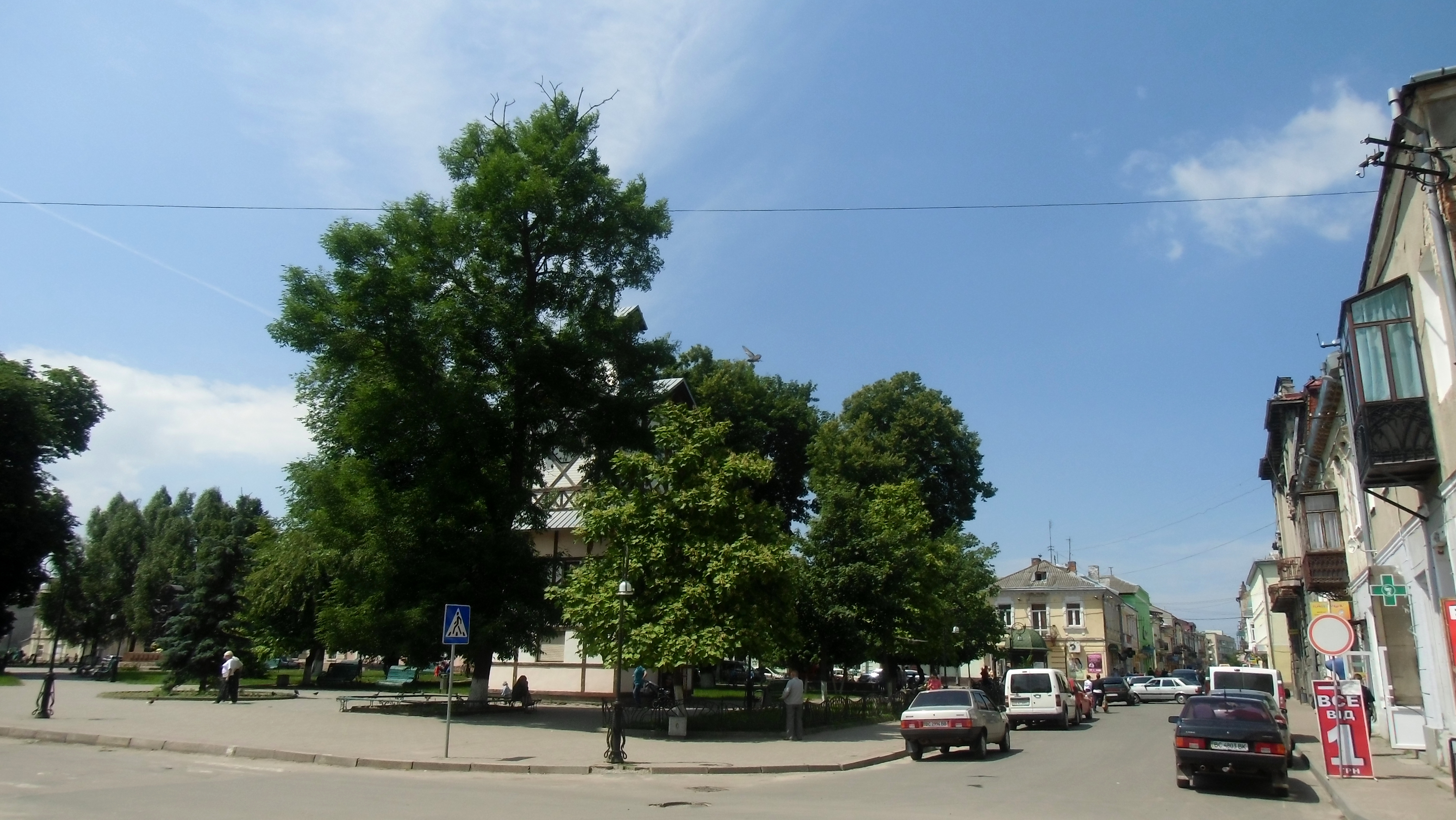
Парк Райківка
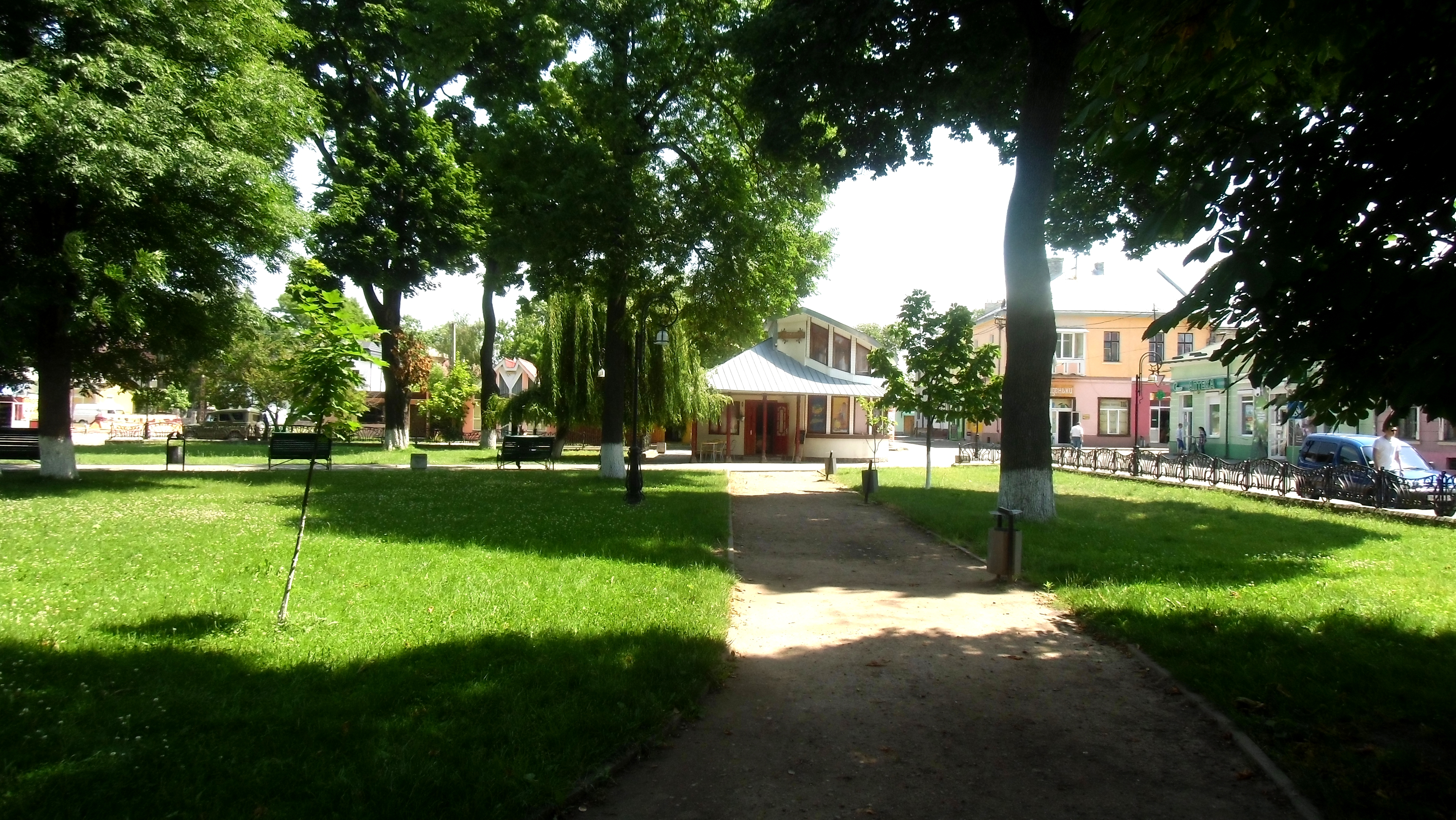
Парк Райківка
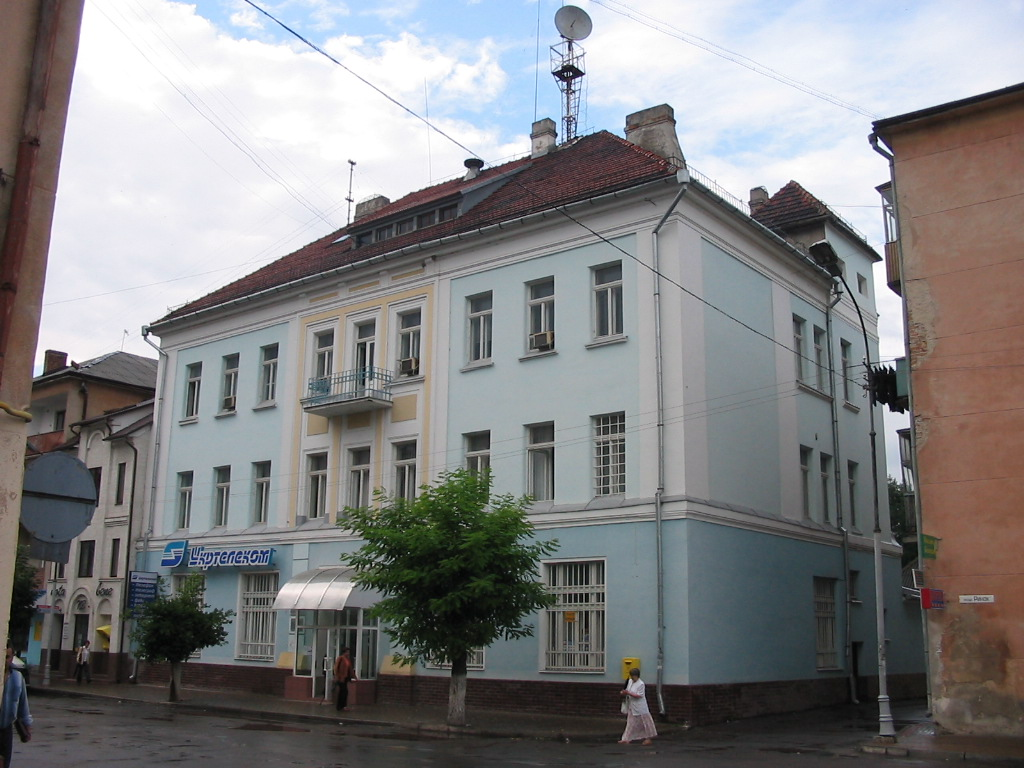
Будівля міської пошти (пл. Ринок)
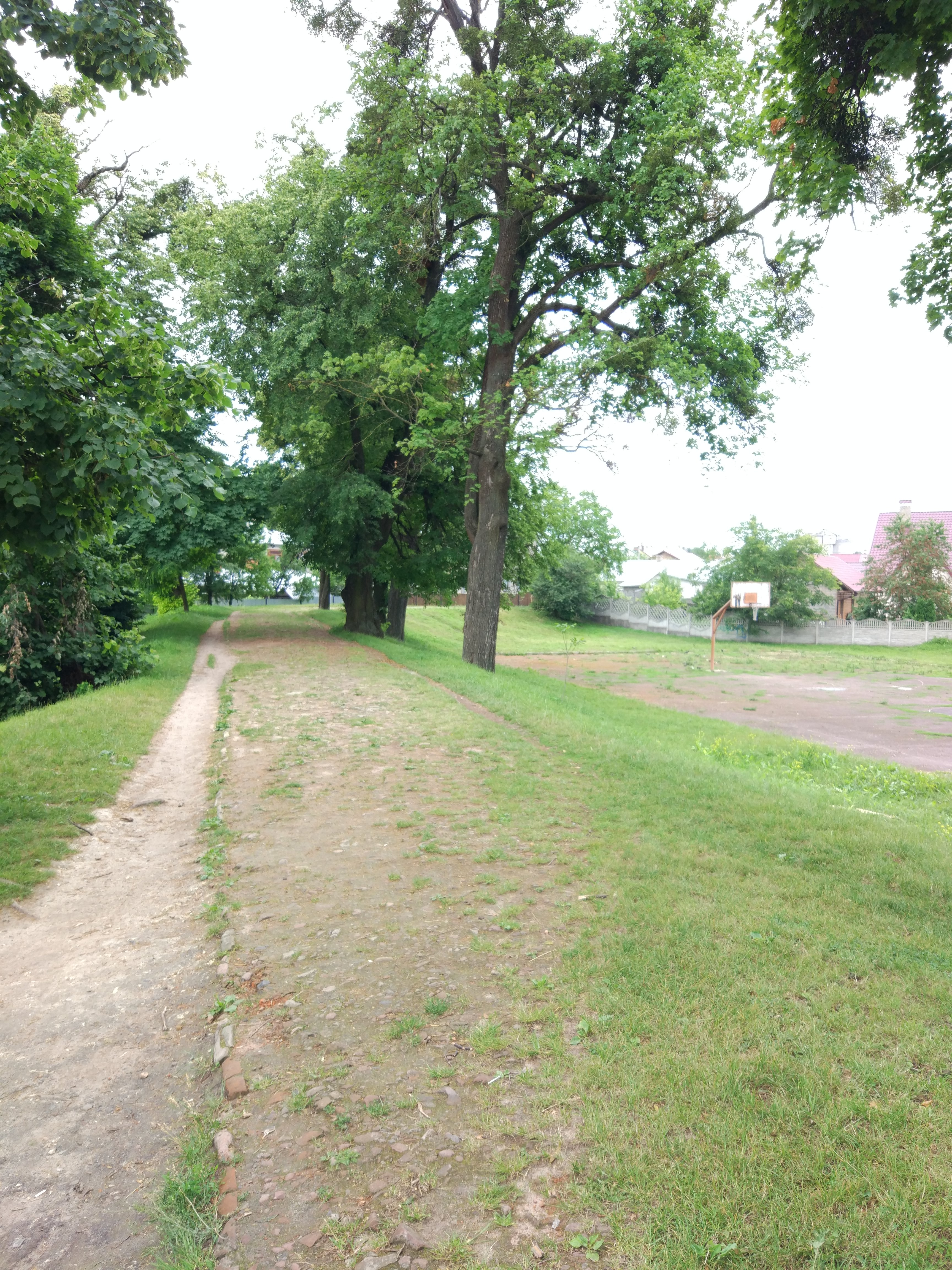
Земляний оборонний вал XVII ст.
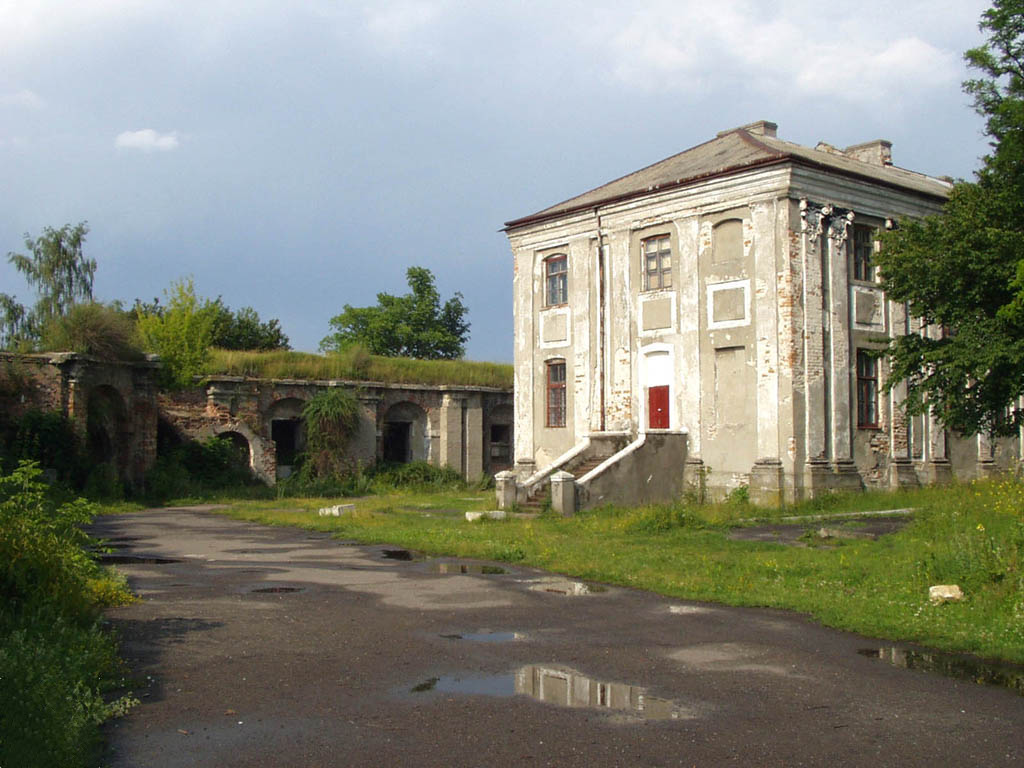
Палац Потоцьких у Бродівському замку
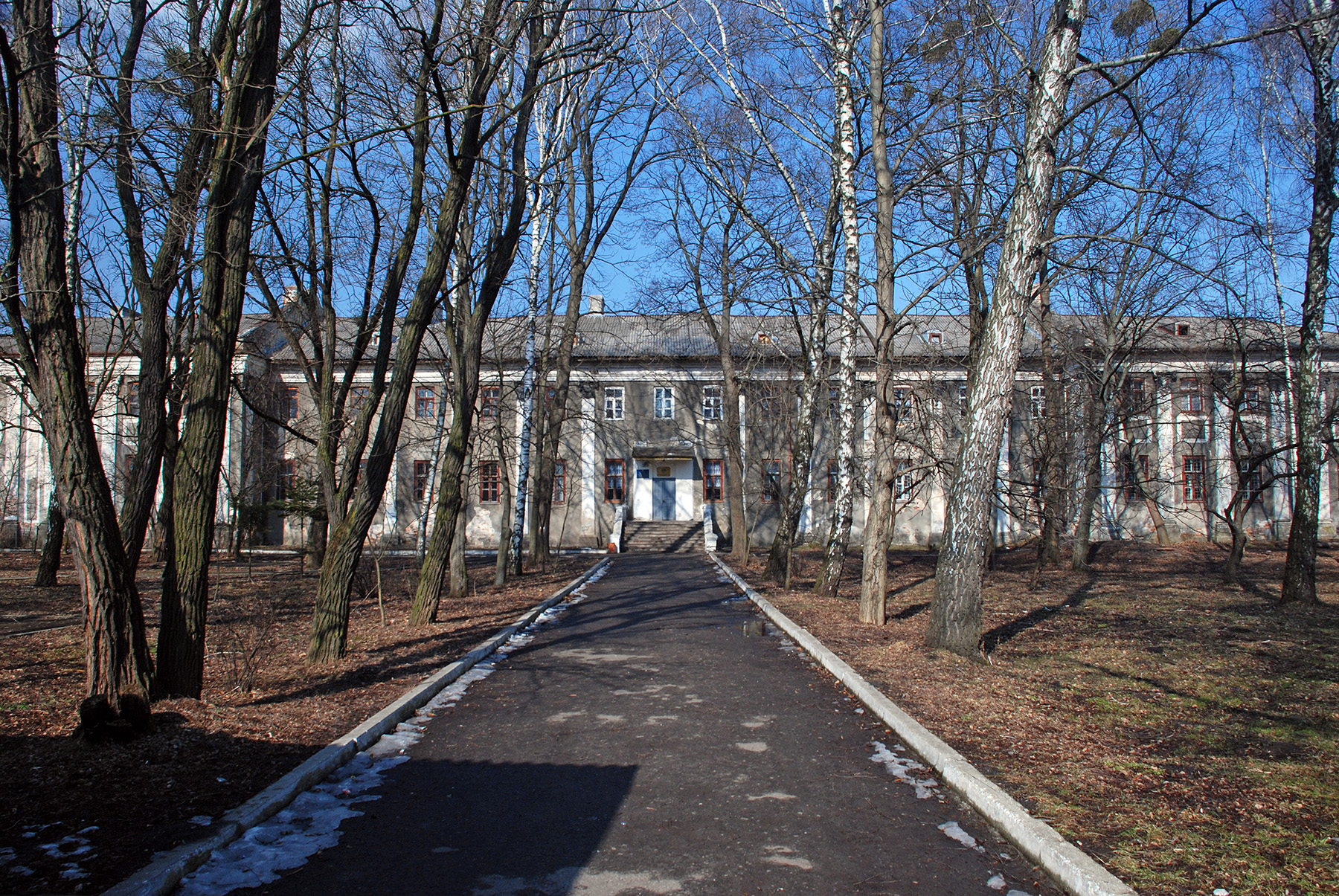
Палац Потоцьких (вул. Замкова 1)
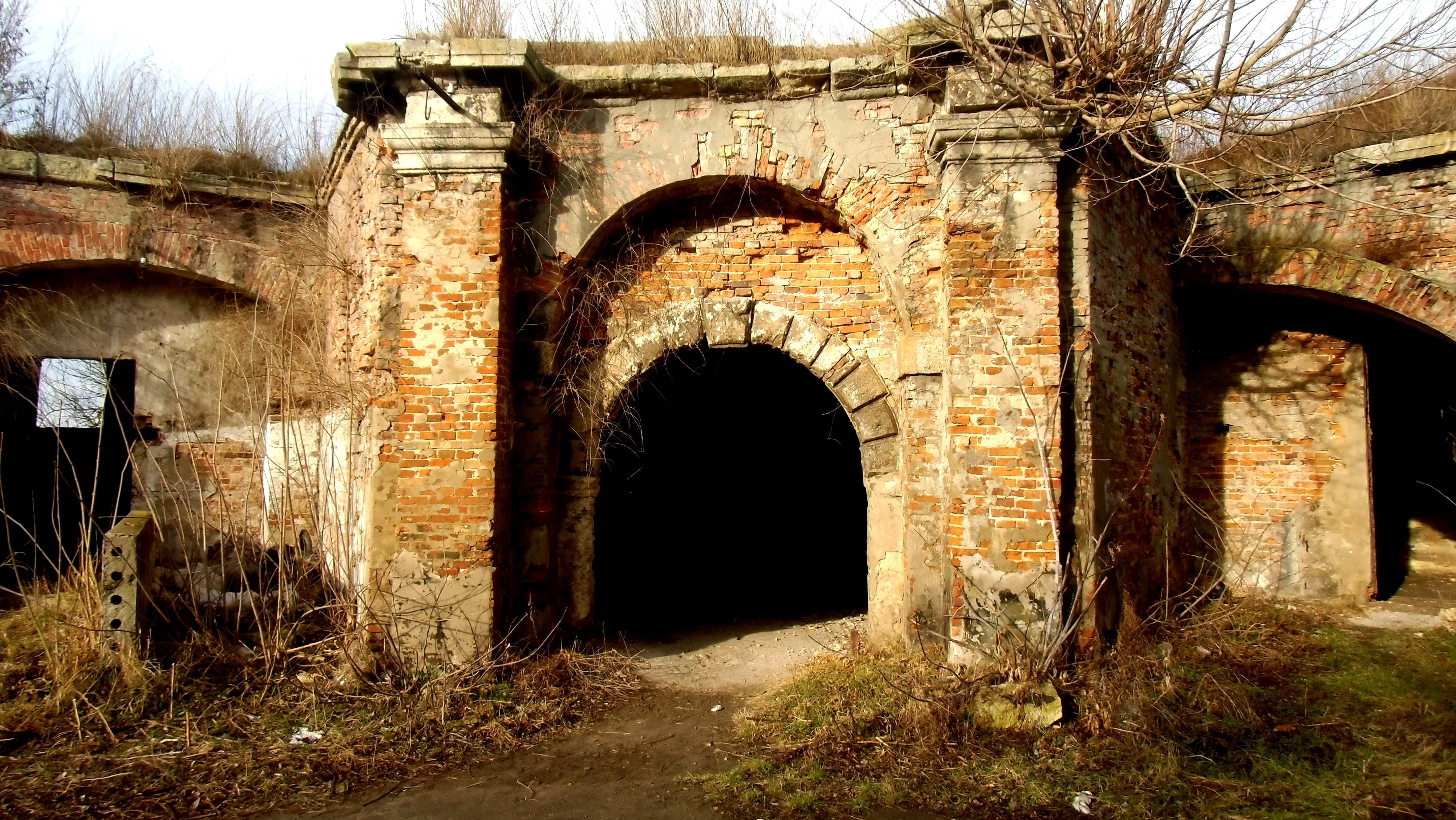
Бастіонний каземат Бродівського замку

- Будівля Бродівської гімназії ім. І. Труша.
- Колишній будинок польського гімнастичного товариства «Сокіл» (нині — Бродівський районний Народний дім)[128].
- Торгово-промислова палата (XIX століття).
- Будівля колишнього Празького банку (1911).
- Колишні готелі «Бристоль», «Європа» та «Гранд».
- Будівля цісарсько-королівського повітового староства (кінець XVIII — початок XX ст.), де нині міститься Бродівський історико-краєзнавчий музей.
- Бродівська ратуша з годинником.
- Палаци графів Тишкевичів та В. Шмідта.
- Будинок австрійського повітового суду (нині — Бродівський педагогічний коледж імені Маркіяна Шашкевича).

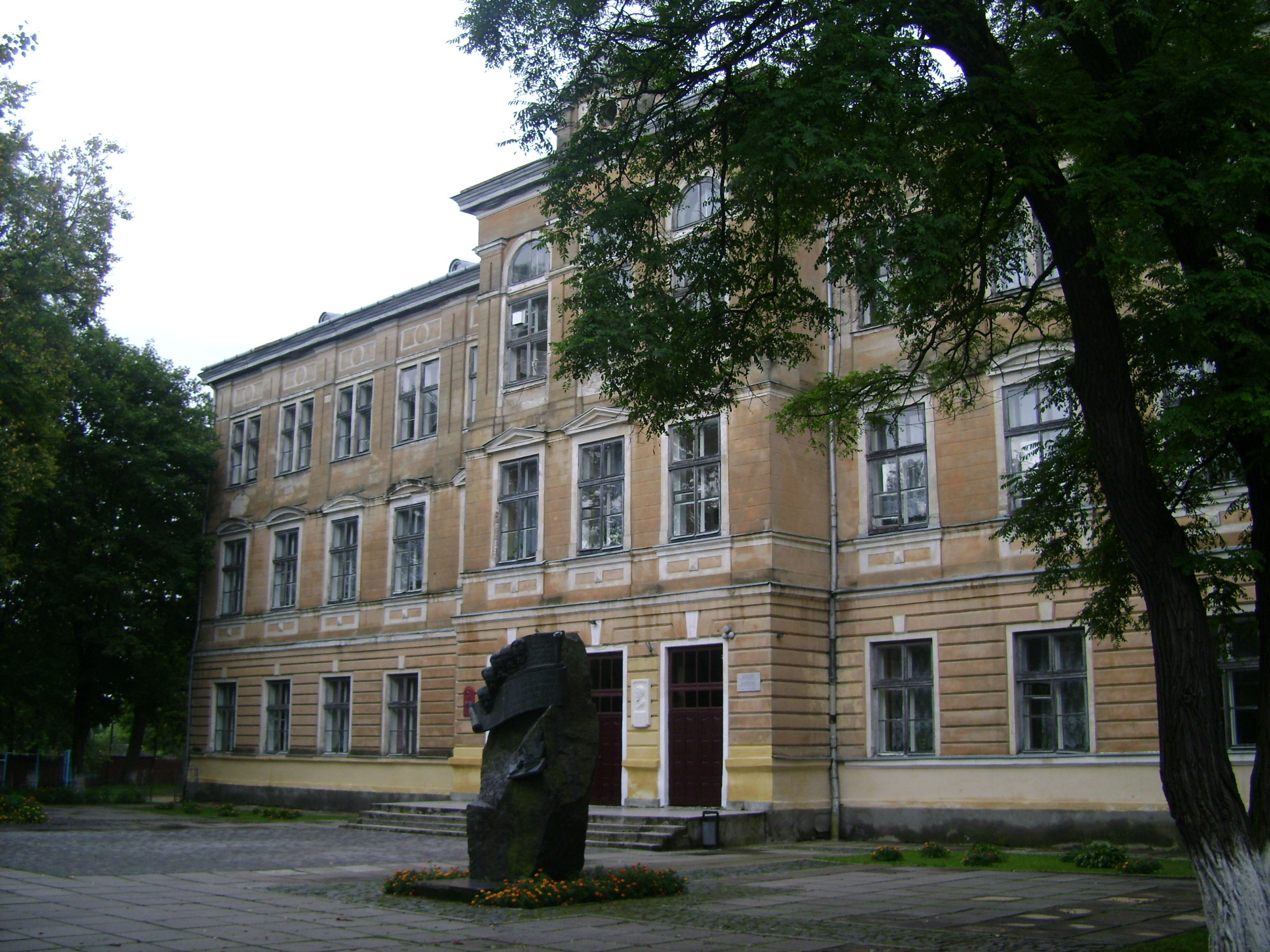
Будівля Бродівської гімназії ім. І. Труша
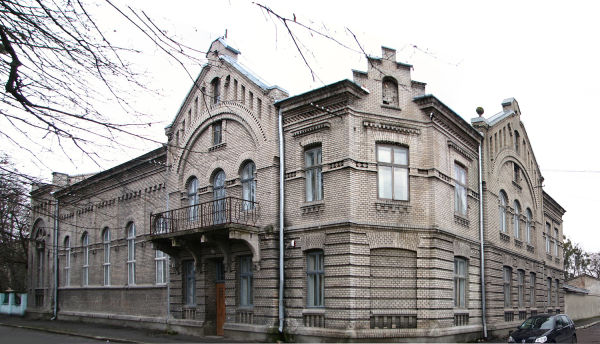
Будівля колишнього польського гімнастичного товариства «Сокіл»
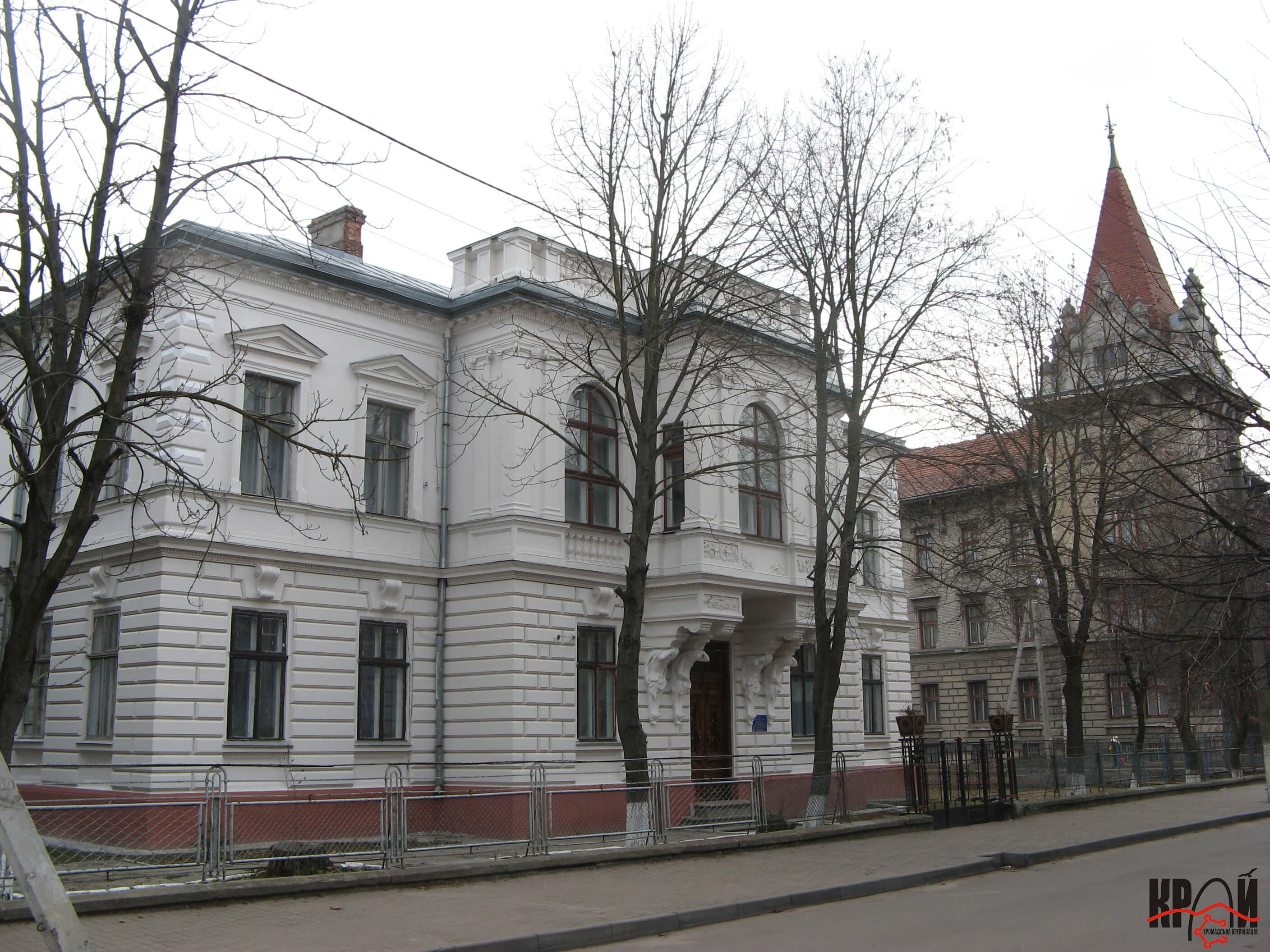
Торгово-промислова палата
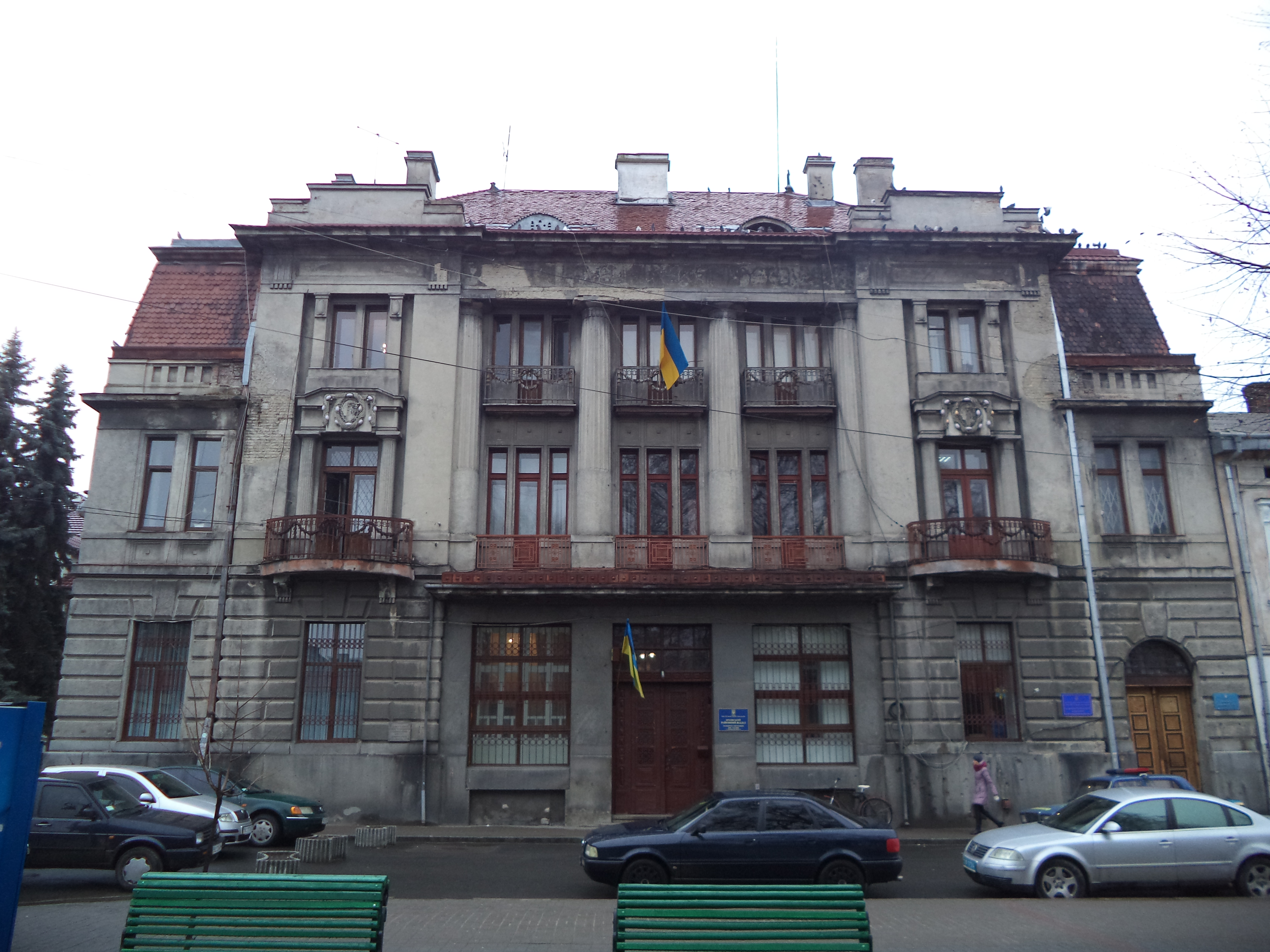
Будівля колишнього Празького банку
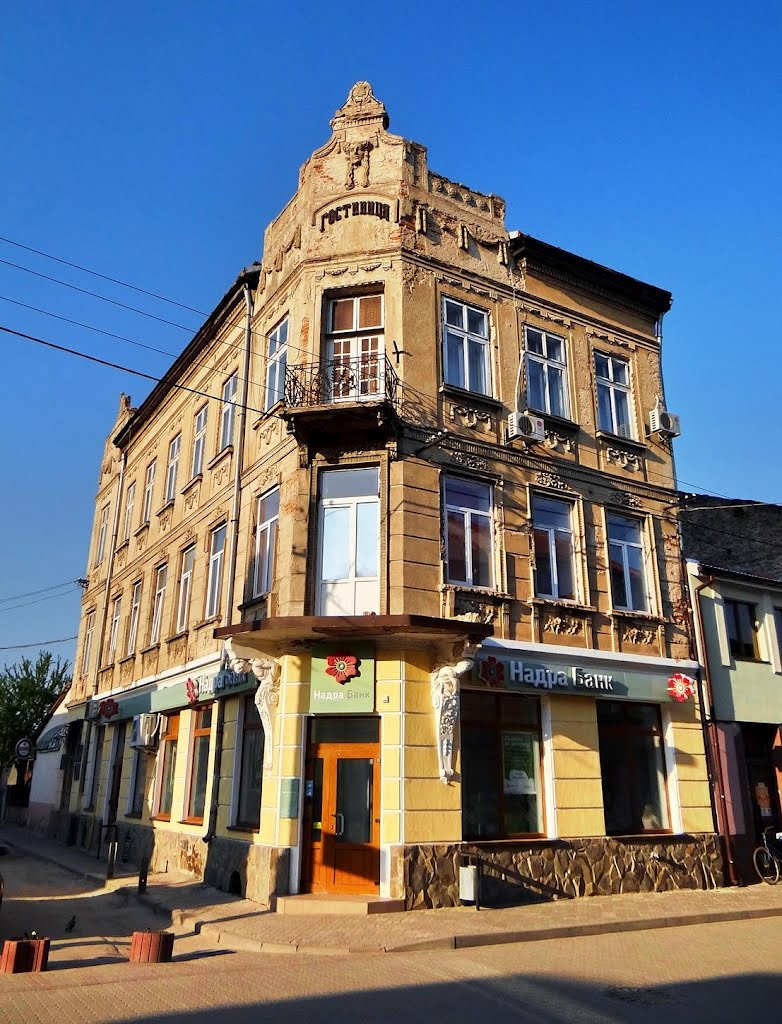
Будівля колишнього готелю «Бристоль»
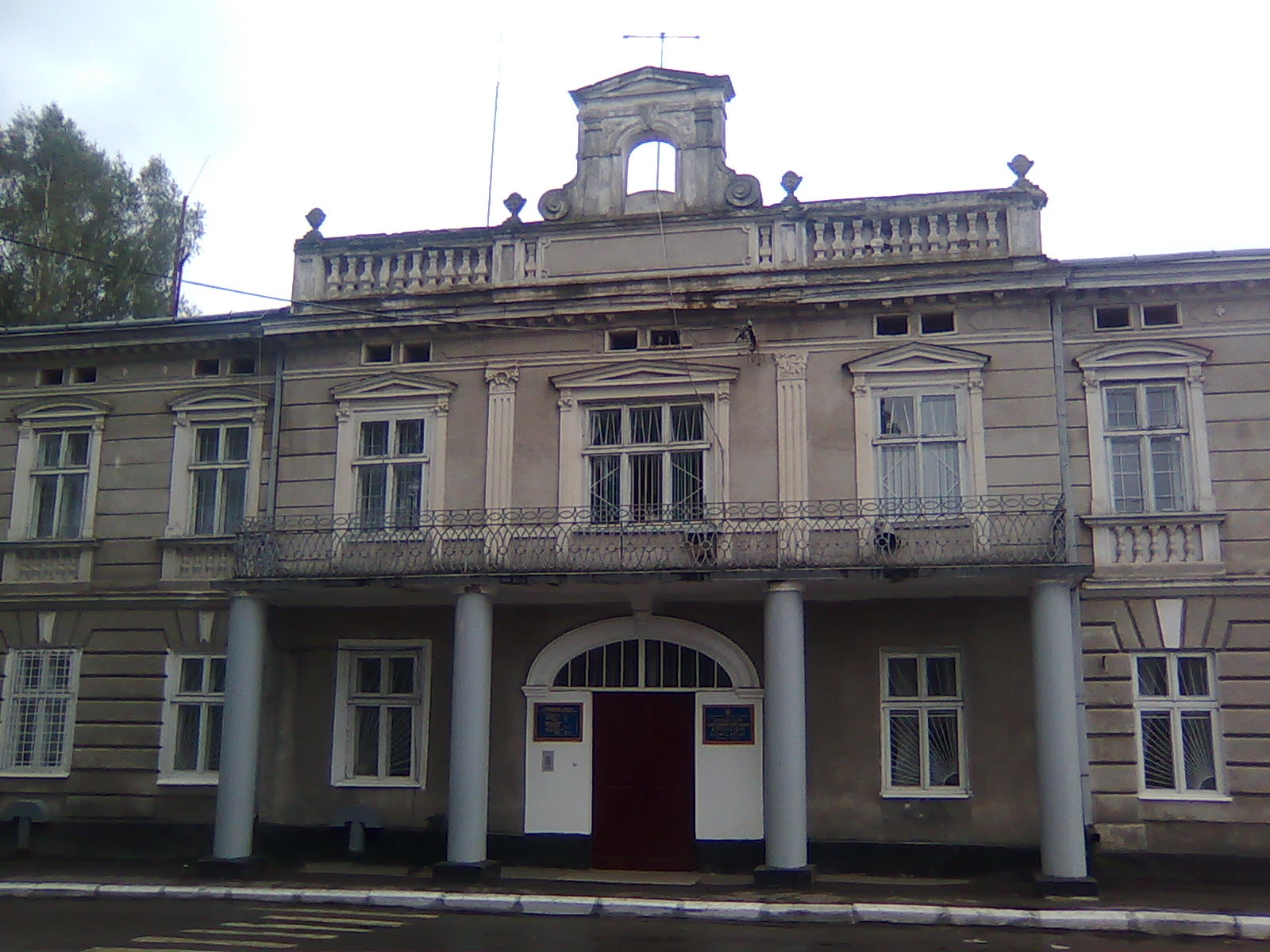
Будівля колишнього готелю «Європа»
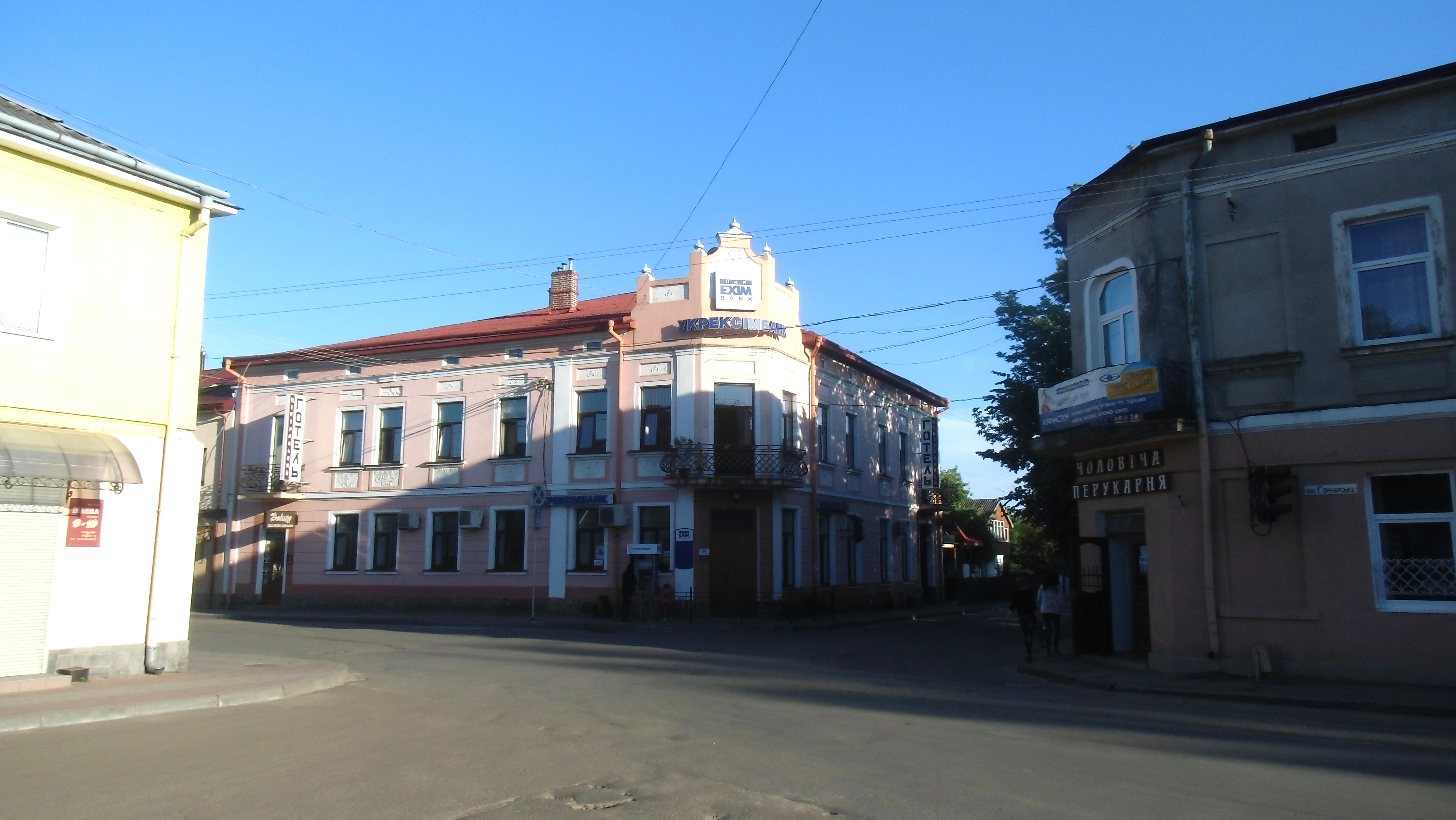
Будівля колишнього готелю «Гранд» (початок XX ст.)
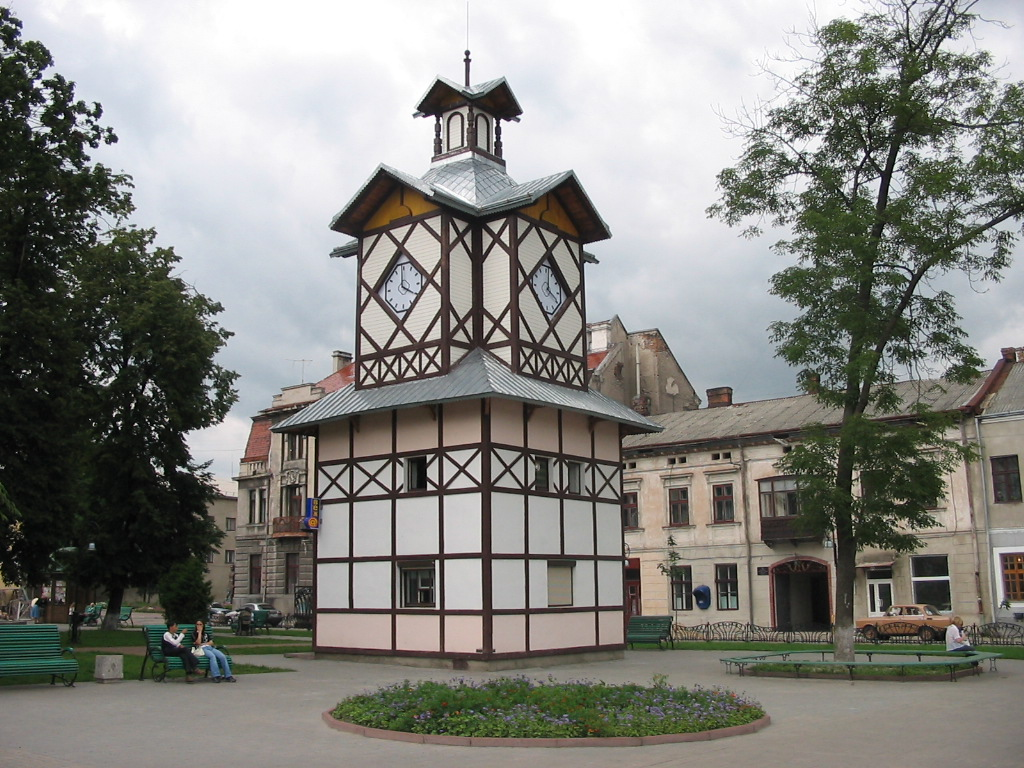
Бродівська ратуша
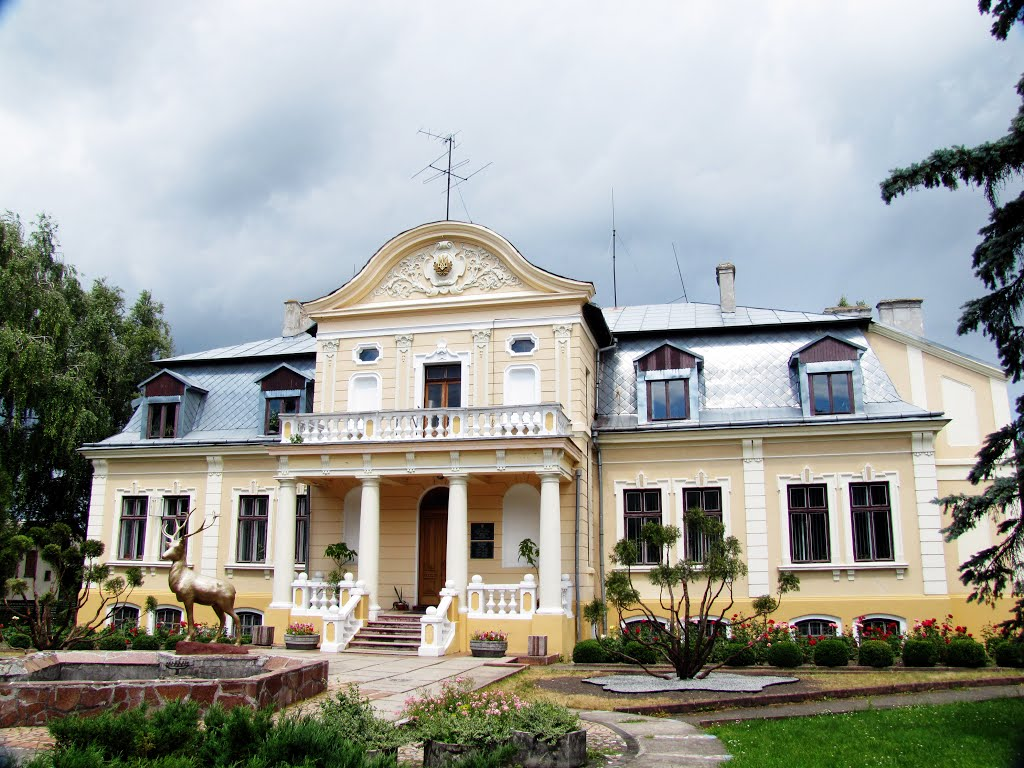
Палац Тишкевичів
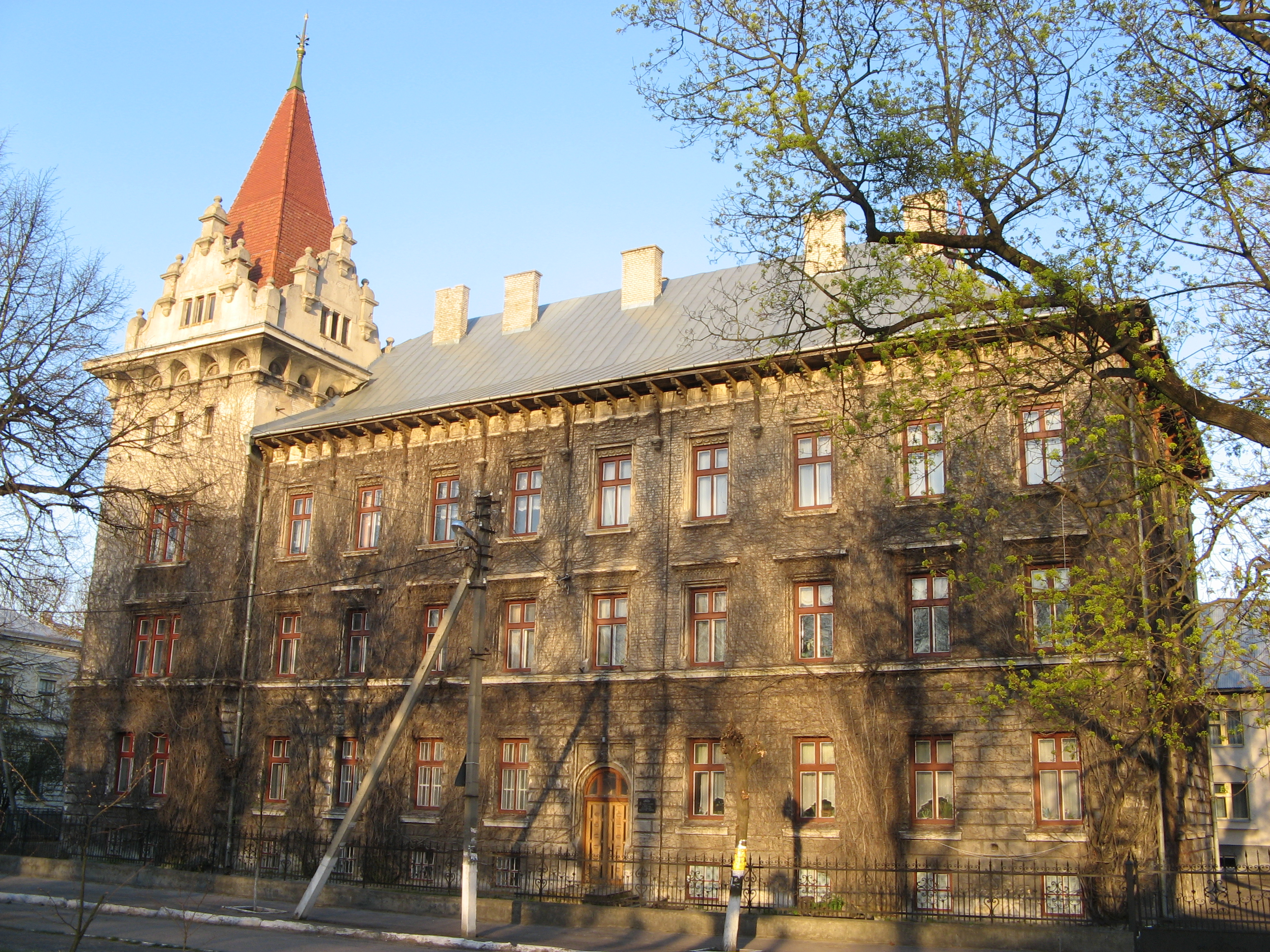
Будівля австрійського повітового суду (нині — Бродівський педагогічний коледж ім. М. Шашкевича)
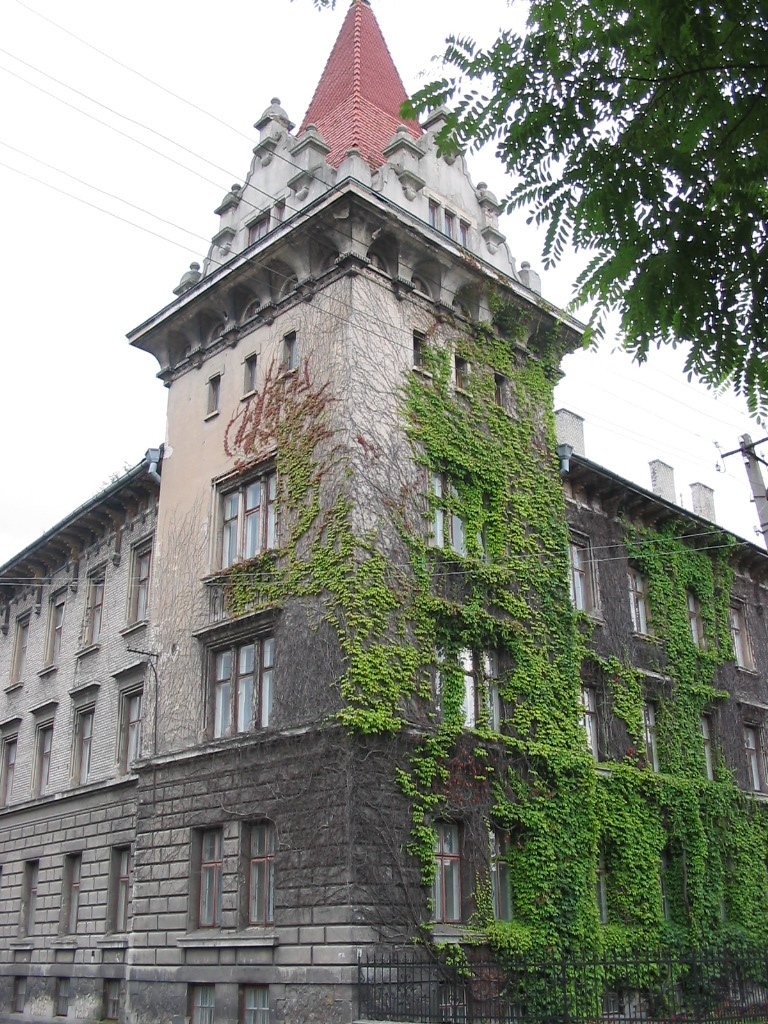
Будівля австрійського повітового суду (нині — Бродівський педагогічний коледж ім. М. Шашкевича)
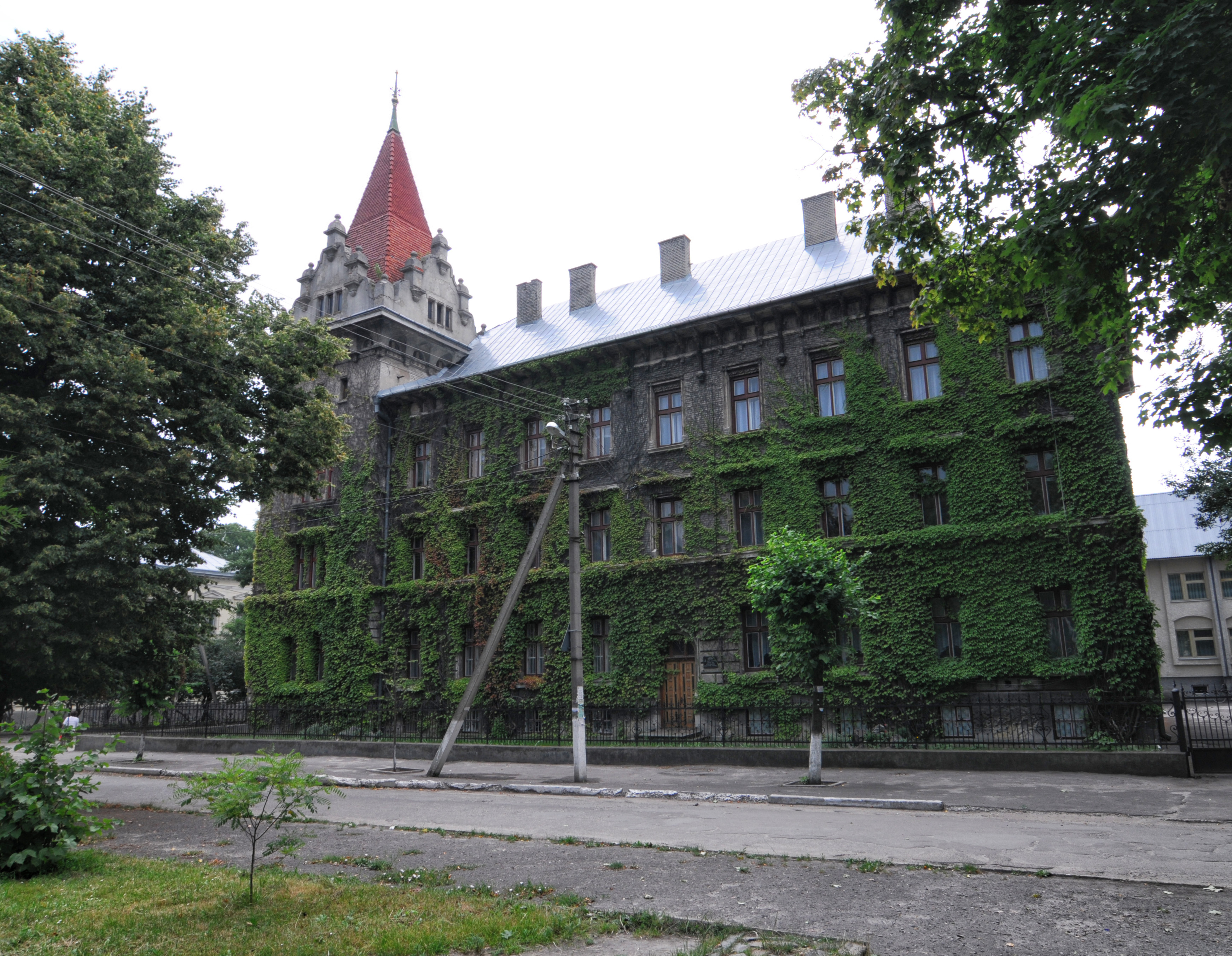
Будівля австрійського повітового суду (нині — Бродівський педагогічний коледж ім. М. Шашкевича)
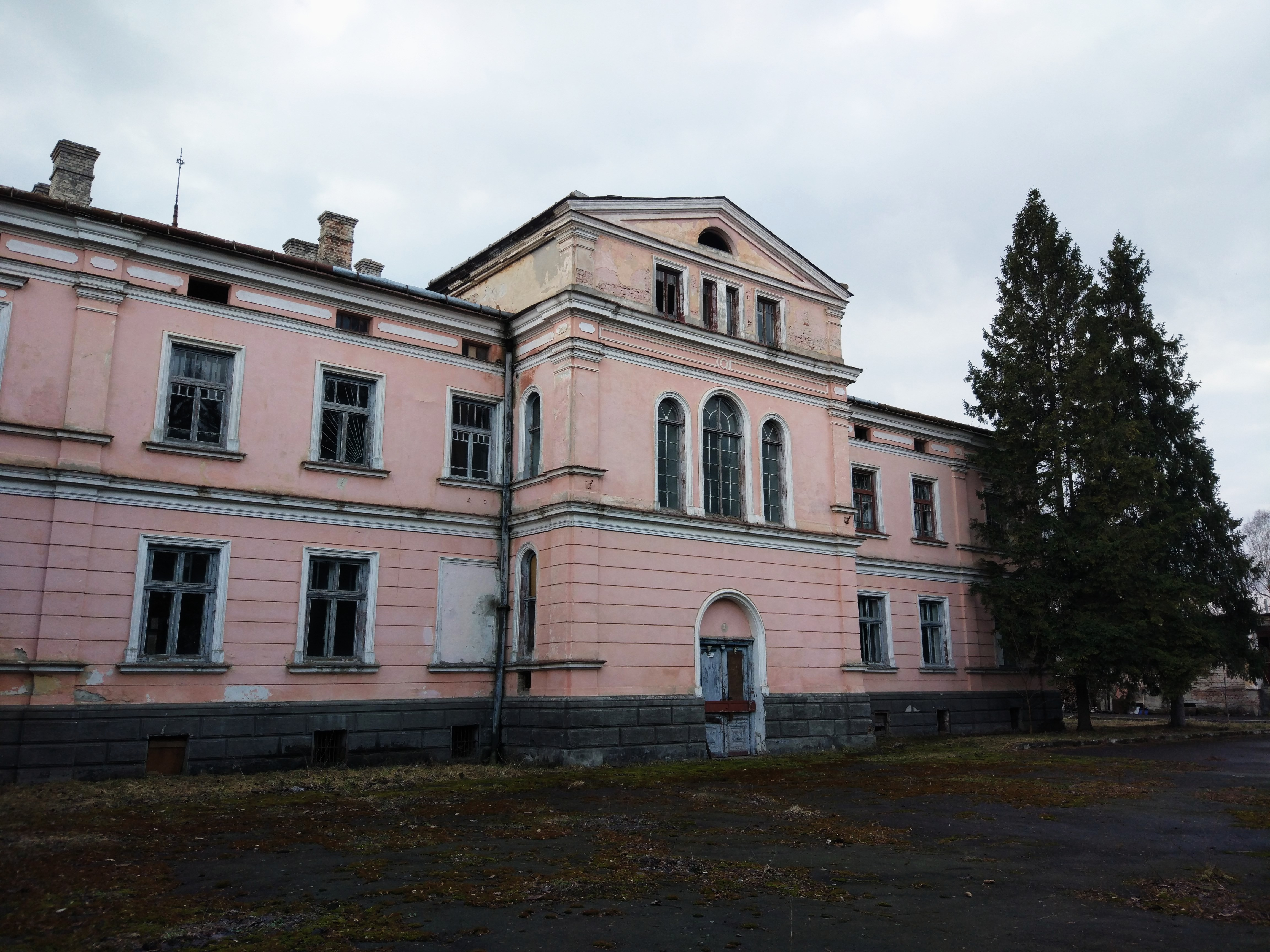
Палац Вільґельма Шмідта

### Бродівські некрополі

#### Бродівський міський цвинтар
Бродівський міський цвинтар, заснований орієнтовно в останній чверті XVIII століття після закриття австрійською владою чотирьох християнських цвинтарів у центральній частині міста. Первісна територія цвинтаря мала форму квадрату з наближеними розмірами 200 м із заходу на схід і 175 м. з півночі на південь та площею 3,5 га. Наприкінці XVIII — першої половини XIX століття ця територія поділялася на дві частини. Приблизно дві третини площі тодішнього цвинтаря зі сторони заходу використовувалися для поховань вірних західного обряду (римо-католиків, протестантів), а приблизно третина площі зі сходу для поховань вірних східного обряду (греко-католиків, православних).
З другої половини XIX століття ситуація почала змінюватися, оскільки на місце розташування поховань почала впливати не конфесійна приналежність, а соціальне становище. Так місце поховань заможних людей — почала просуватися далі на схід, стираючи тим самим південну частину межі між первісними полями. Наприкінці XIX століття, через брак місця було закладене ще одне поле з наближеними розмірами 200 м. із заходу на схід та 30 м. з півночі на південь та загальною площею 0,6 га.
Військові дії 1914—1920 років внесли в історію міського цвинтаря свої корективи. Під час першої світової війни для полеглих вояків австро-угорської, німецької, російської та інших армій було виділено окрему ділянку, на той час вільну від поховань, що має назву «Кватера Воєнна № 2», а також ділянку на схід від північної цих поховань. Під час польсько-радянської війни 1920 року остання ділянка була продовжена на південь та використана для поховань полеглих польських вояків. Таким чином утворилося окреме поле військових поховань 1914—1920 років — «Кватера Воєнна № 1». Таким чином вищеописаними полями обмежується історична частина брідського міського цвинтаря.
За радянських часів, із західної сторони цвинтаря були закладені два поля для поховань. У 1980-х роках закладено ще одне поле, а з 2015 року поховання почали здійснювати на новоприєднаній до цвинтару ділянці. На даний момент загальна площа некрополя складає понад 5,5 га.
Під час акції «Могилу діда врятуй від забуття», яка тривала 2-12 липня 2016 року група польської молоді, чисельністю 25 осіб, з польських міст Югова (Нижньосілезьке воєводство) та Всхови (Любуське воєводство) впорядкувала поховання польських військових на цьому цвинтарі.

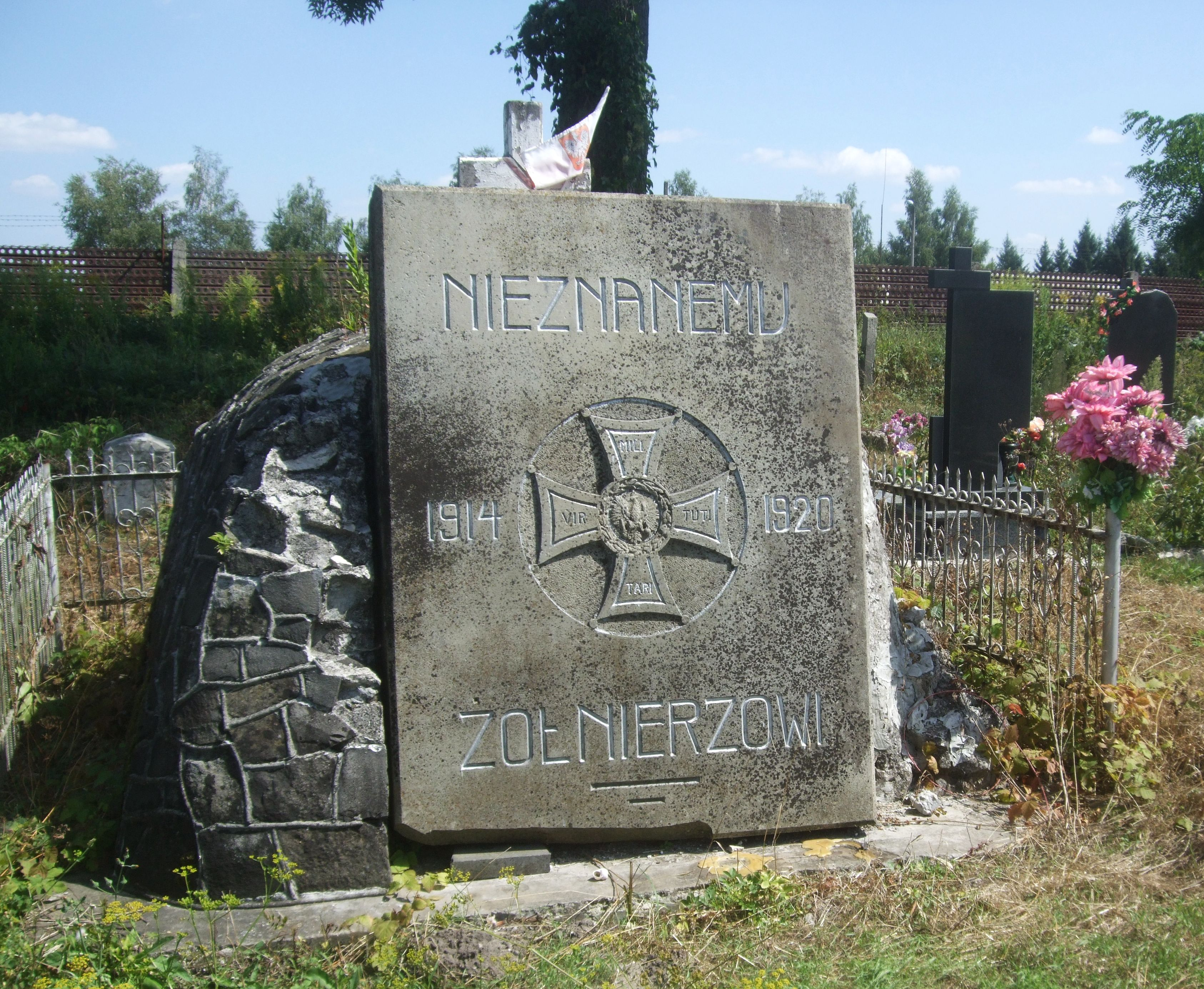
Пам'ятник на могилі «Невідомого солдата» на полі військових поховань міського цвинтаря
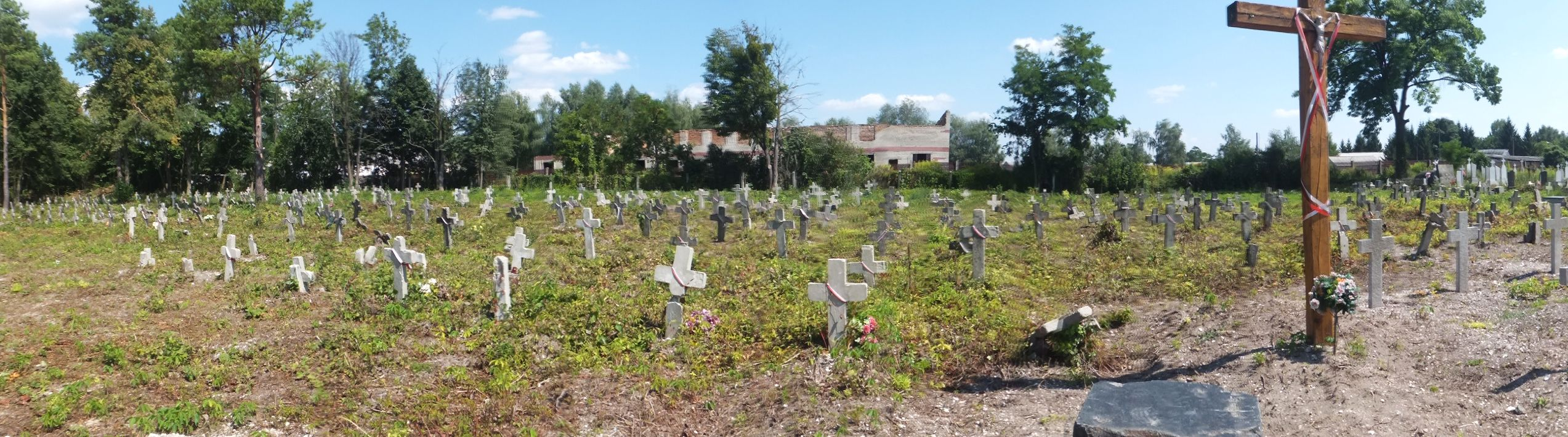
Міський цвинтар. Поле військових поховань 1914—1920 років

#### Юдейський цвинтар
Перший юдейський цвинтар, закладений 1566 року поблизу Великої синагоги, але 1600 року був закритий для поховань. Його наступником став Старий юдейський цвинтар, закладений на початку XVII століття у передмісті Великі Фільварки. Поховання на ньому проводилися до 1831 року і вже у статусі не діючого проіснував до початку другої світової війни. Знищений під час німецької окупації у 1941—1944 роках, а по війні на частині цвинтаря радянська влада збудувала міський стадіон «Ювілейний». За часів незалежної України, на невеликому клаптику колишнього кіркута єврейська громада облаштувала сквер пам'яті.
«Новий» юдейський цвинтар, закладений 1831 року місцевими юдеями на ділянці, що знаходиться за два кілометри на північ від центральної частини Бродів в межах колишнього передмістя Малі Фільварки. Розміри некрополю приблизно сягають: зі сходу на захід 500 м. та з півдня на північ — 150 м, загальна площа території об'єкта складає близько 8 гектарів. Цей цвинтар діяв до початку другої світової війни, а останні поховання датуються 1930-ми роками. Наказом Міністерства культури України від 28.11.2013 року за № 1224 новий єврейський цвинтар було включено до державного реєстру Пам'яток історії та монументального мистецтва місцевого значення під охоронним № 2960-Лв.

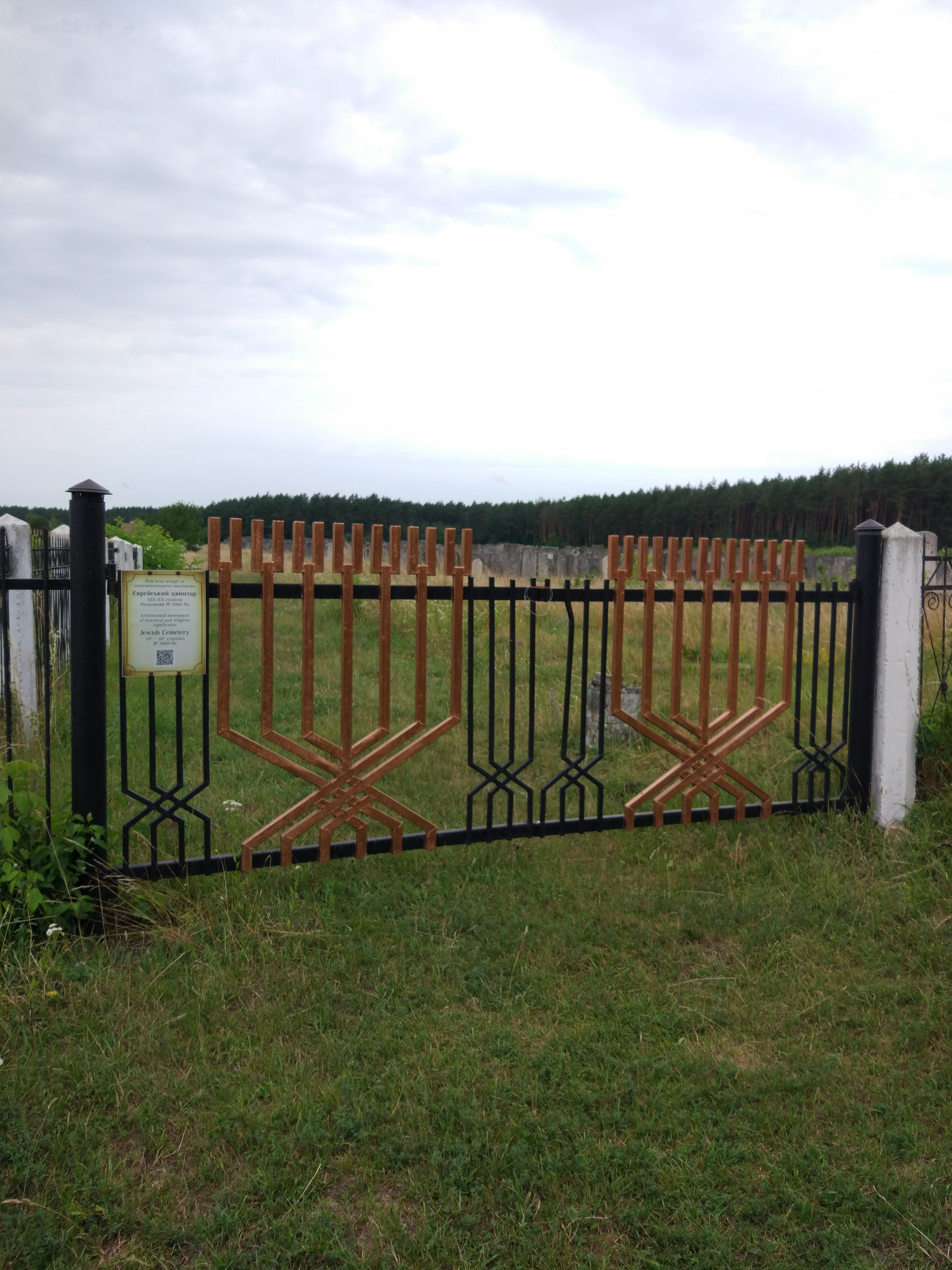
Вхідна брама «нового» єврейського цвинтару
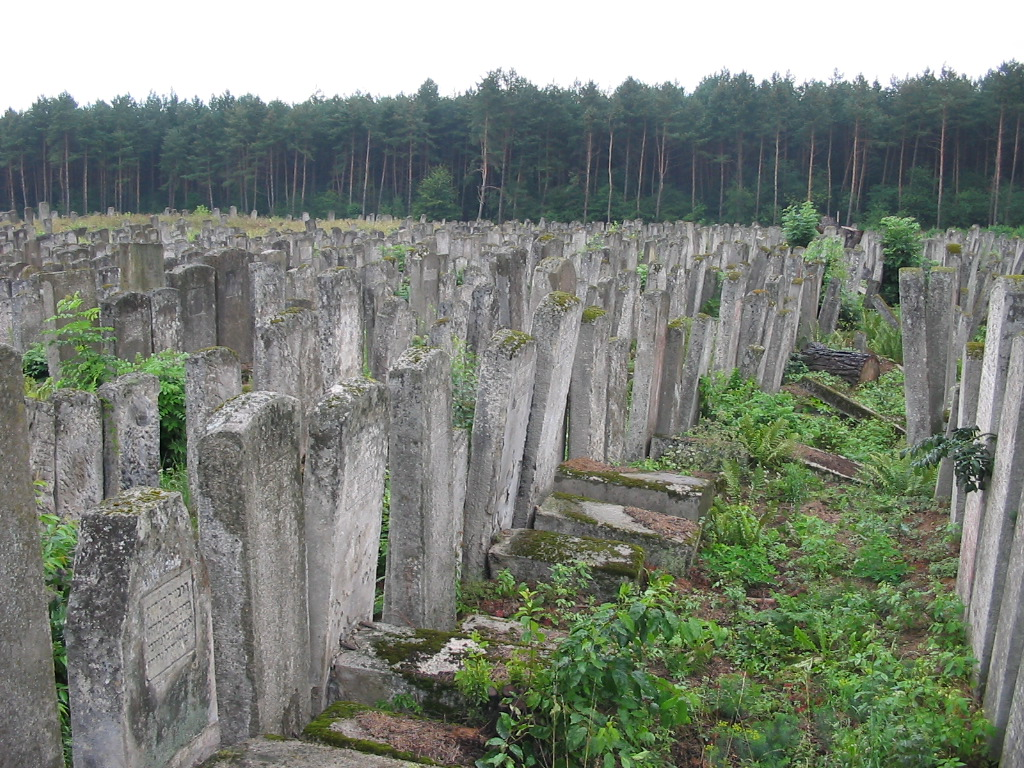
Мацеви на «новому» єврейському цвинтарі
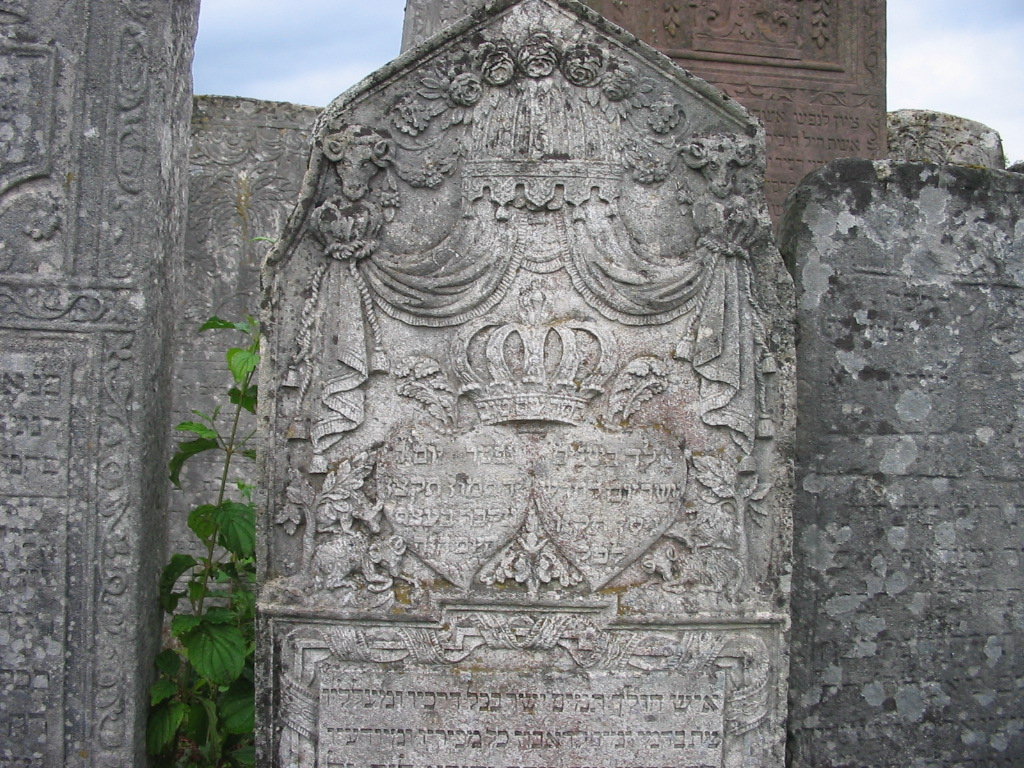
Мацеви на «новому» єврейському цвинтарі
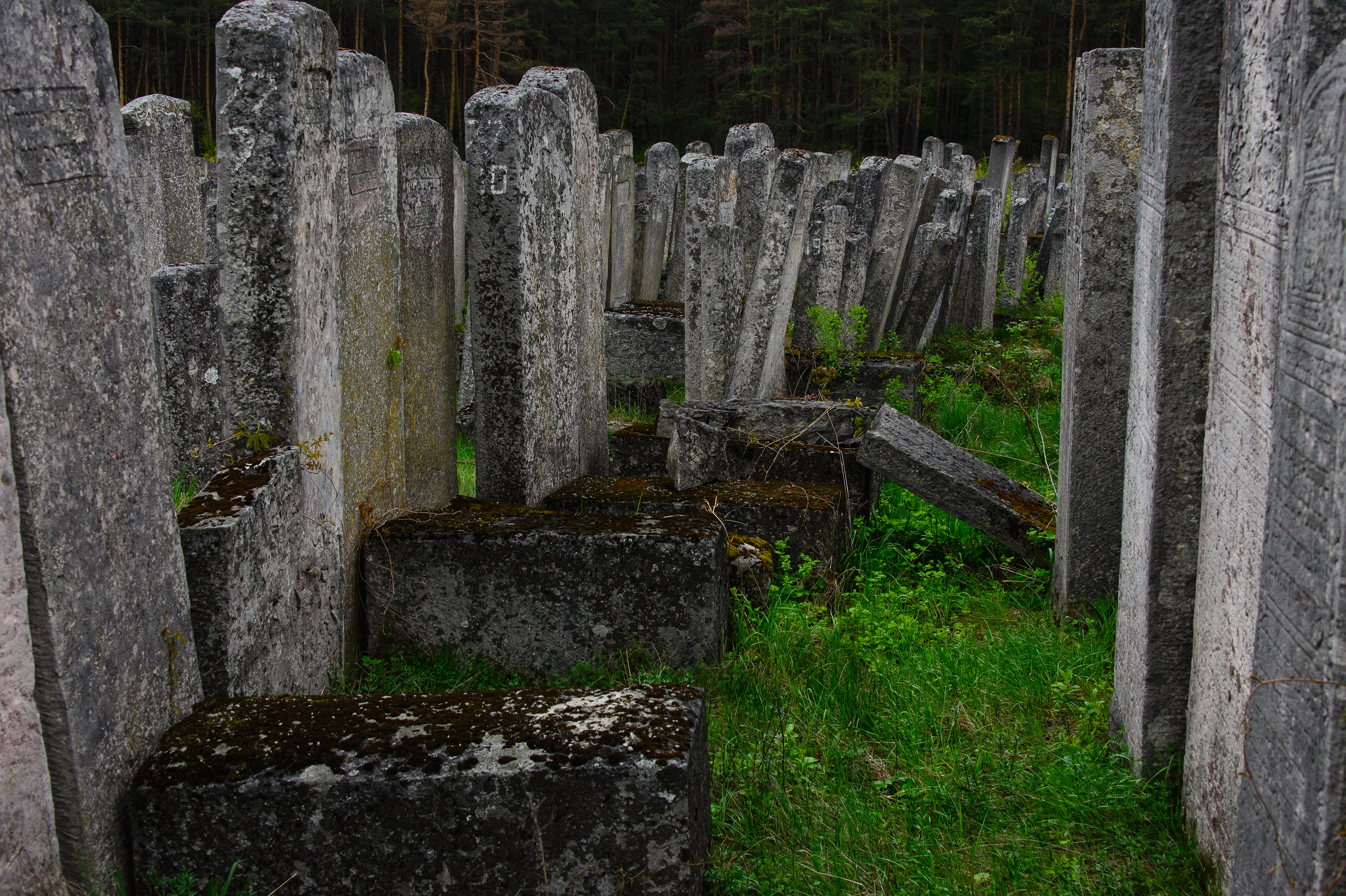
Мацеви на «новому» єврейському цвинтарі
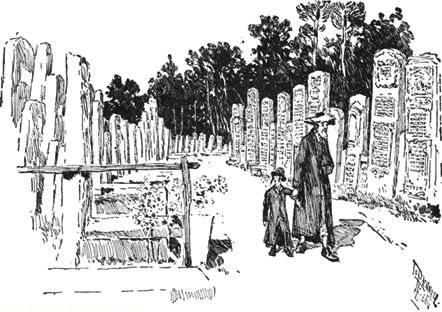
Малюнок Дж. Пеннел «Броди. На єврейському цвинтарі» (кінець XIX ст.)

#### Цвинтарі на Старих Бродах
Старий цвинтар, знаходиться неподалік перетину сучасних вулиць Старобрідської та 8 Березня. Поруч з цвинтарем колись знаходилася дерев'яна церква Собору Пресвятої Богородиці і Святої Теклі, споруджена близько 1743 року, але під час війни в неї влучив снаряд і церква згоріла. Збереглася лише дерев'яна дзвіниця, яка нині потребує значної реставрації. 2010 року місце, де колись стояла ця церква було розчищене, а поруч встановлена невеличка каплиця.
При повороті в бік старого цвинтару, на подвір'ї приватного будинку, розташована фігура Святого Івана Хрестителя або ж фігура колективної обітниці, встановлена на тому місці ще 1845 року, яка нині потребує значної реставрації. За приблизними підрахунками в межах старобрідського некрополя збереглося близько 50 оригінальних пам'ятників періоду класицизму, історичного еклектизму та сецесії. Щодо поховань кінця XIX — початку XX століття, то особливістю надгробних пам'ятників є вишукані обеліски, литі з чавуну хрести. Наявні німецькомовні епітафії. На надгробках також часто зустрічаються герби та клейма майстерень.
Новий цвинтар, закладений у 1930-х роках при сучасній вулиці Тернопільській. Навпроти некрополя знаходиться сучасна мурована церква Собору Пресвятої Богородиці та Святої Теклі. Наявні пам'ятники (фігури) кінця XIX — початку XX століття, що були перенесені сюди фігури зі Старого цвинтаря.
При вході на цвинтар розташований пам'ятник на символічній курган-могилі Борцям за волю України, насипаній у 1942 році силами громади Старих Бродів.

#### Цвинтар на Великих Фільварках
Розташований в межах колишнього підміського села Великі Фільварки (нині — вул. Великі Фільварки) з північної боку церкви Пресвятої Трійці. Некрополь характеризується незначною кількістю надмогильних пам'ятників кінця XIX — початку XX століття.

### Меморіали, пам'ятники, пам'ятні знаки
- Пам'ятний знак на честь 900-річчя Бродів (автори — львівські скульптори Еммануїл Мисько та Богдан Романець), відкритий 14 вересня 1984 року під час урочистого відзначення 900-літнього ювілею міста у сквері при вул. 17 Вересня, що на Старих Бродах.[137] Від 1987 року є пам'яткою монументального мистецтва місцевого значення під охоронним № 1443-м[138].
- Пам'ятник Видатним учням і викладачам Бродівської гімназії (автор — скульптор Богдан Романець), встановлений у жовтні 1986 року на подвір'ї Бродівської гімназії імені І. Труша[139]. Від 1987 року є пам'яткою історії місцевого значення під охоронним № 1436-м[140].
- Пам'ятник Жертвам більшовицьких репресій (автори — скульптор Богдан Романець, архітектор Іван Тимчишин), відкритий у листопаді 1993 року на честь 75-ї річниці Листопадового Чину у парку на Майдані Свободи[141]. У 1995 році внесений до реєстру пам'яток історії місцевого значення під охоронним № 1441-м[142].
- Пам'ятник Жертвам Голокосту (автор — скульптор Едуард Бучинський), відкритий у 1994 році біля єврейського цвинтаря у Бродах[136].
- Пам'ятник Івану Франку (автор — скульптор Яків Чайка), відкритий 1956 року на вул. Франка[143]. Є пам'яткою монументального мистецтва місцевого значення під охоронним № 278-м[144].
- Пам'ятник Маркіяну Шашкевичу (автор — скульптор Віталій Рожик, м. Коростишів)[145], встановлений на подвір'ї Бродівського педагогічного коледжу у травні 2005 року коштом студентів та викладачів навчального закладу[146].
- Пам'ятник Тарасові Шевченку (автори — скульптор Богдан Романець, архітектор Олесь Ярема), відкритий 25 липня 1993 року на центральній площі міста — пл. Ринок[147]. Є пам'яткою монументального мистецтва місцевого значення під охоронним № 1445-м[148].
- Пам'ятник о. Михайлові Осадці (автор — художник Ігор Стасюк), встановлений навпроти будинку на вул. Франка, у якому у 1929—1941 роках мешкав український релігійний та культурний діяч, композитор, професор Бродівської гімназії о. Михайло Осадца[149].
- Пам'ятник Петрові Федуну-Полтаві (автори — скульптор Богдан Романець, архітектор Ярослав Руцький), встановлений у жовтні 2002 року у невеличкому сквері перед будівлею Бродівського об'єднаного управління Пенсійного фонду України, на розі вулиць Золотої та Петра Полтави.[150]
- Пам'ятник радянським воїнам, які загинули у 1944 році за свободу і незалежність нашої Батьківщини (автор — скульптор Яків Чайка), відкритий 19 липня 1969 року у сквері на вул. Франка[151].
- Пам'ятний знак Героям Небесної Сотні (автори — львівські скульптори Володимир Михайлович Оврах та його сини Андрій та Роман), встановлений у листопаді 2015 року у сквері перед Бродівським педагогічним коледжем ім. М. Шашкевича на місці демонтованого раніше пам'ятника російському полководцю Михайлу Кутузову. Урочисте відкриття відбулося після благоустрою скверу Героїв Майдану 29 травня 2016 року[152].
- Меморіальний комплекс на честь 1185-ти радянських воїнів, полеглих у боях за Броди у 1941—1945 роках, відкрито у 1955 році на сучасній вул. Богуна при виїзді з міста[153]. Від 1972 року має статус пам'ятки історії місцевого значення під охоронним № 254-м[154]. До складу меморіального комплексу входять також пам'ятник, встановлений 1972 року на братській могилі радянських партизанів, полеглих у 1944 році та пам'ятник Воїнам-інтернаціоналістам, які загинули у війні в Афганістані (автор — архітектор Ярослав Руцький), відкритий 6 травня 2001 року.
- Пам'ятний знак 15 років дружбі між містами Броди та Вольфратсґаузен, встановлений 30 липня 2005 року на території дитячого майданчику на вул. Гончарській, 8 (за синагогою)[155].
- Пам'ятний знак на честь 2000-ліття від Різдва Христового та 400-ліття побудови храму Різдва Пресвятої Богородиці був встановлений у 2000 році на подвір'ї церкви Різдва Пресвятої Богородиці, що на вул. Франка, 14.
- Пам'ятний знак у формі хреста на честь 1025-ліття Хрещення Русі-України був встановлений у 2013 році на подвір'ї церкви Різдва Пресвятої Богородиці, що на вул. Франка, 14.
- Відновлена коштом залізничників Бродівської ділянки колії фігура покровителя пожежників Святого Флоріана, встановлена біля залізничного переїзду, що на вул. 22 Січня та освячена 4 травня 2011 року.
- У рамках проекту «Буковинсько-Галицький літературний маршрут», 31 липня 2019 року на окрайці сходів з правого боку від входу до бродівської гімназії імені Івана Труша встановлено бронзове погруддя австрійському письменнику та публіцисту Йозефу Роту. Автор проєкту пам'ятника — львівський скульптор Володимир Цісарик. Відкриття відбулося 4 серпня 2019 року[156].

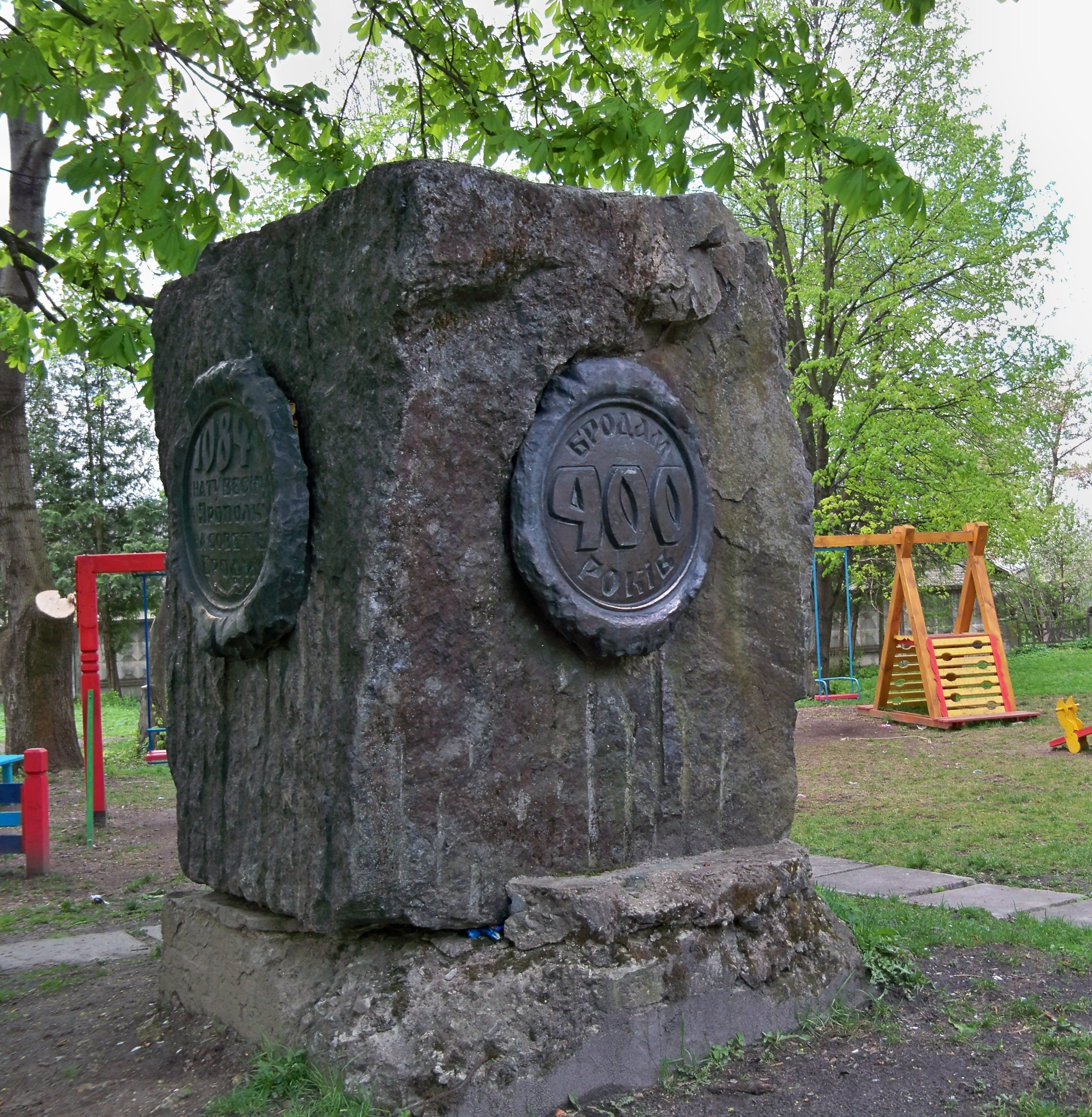
Пам’ятний знак на честь 900-річчя Бродів у сквері при вул. 22 Січня
Пам'ятник Т. Г. Шевченку на пл. Ринок у Бродах
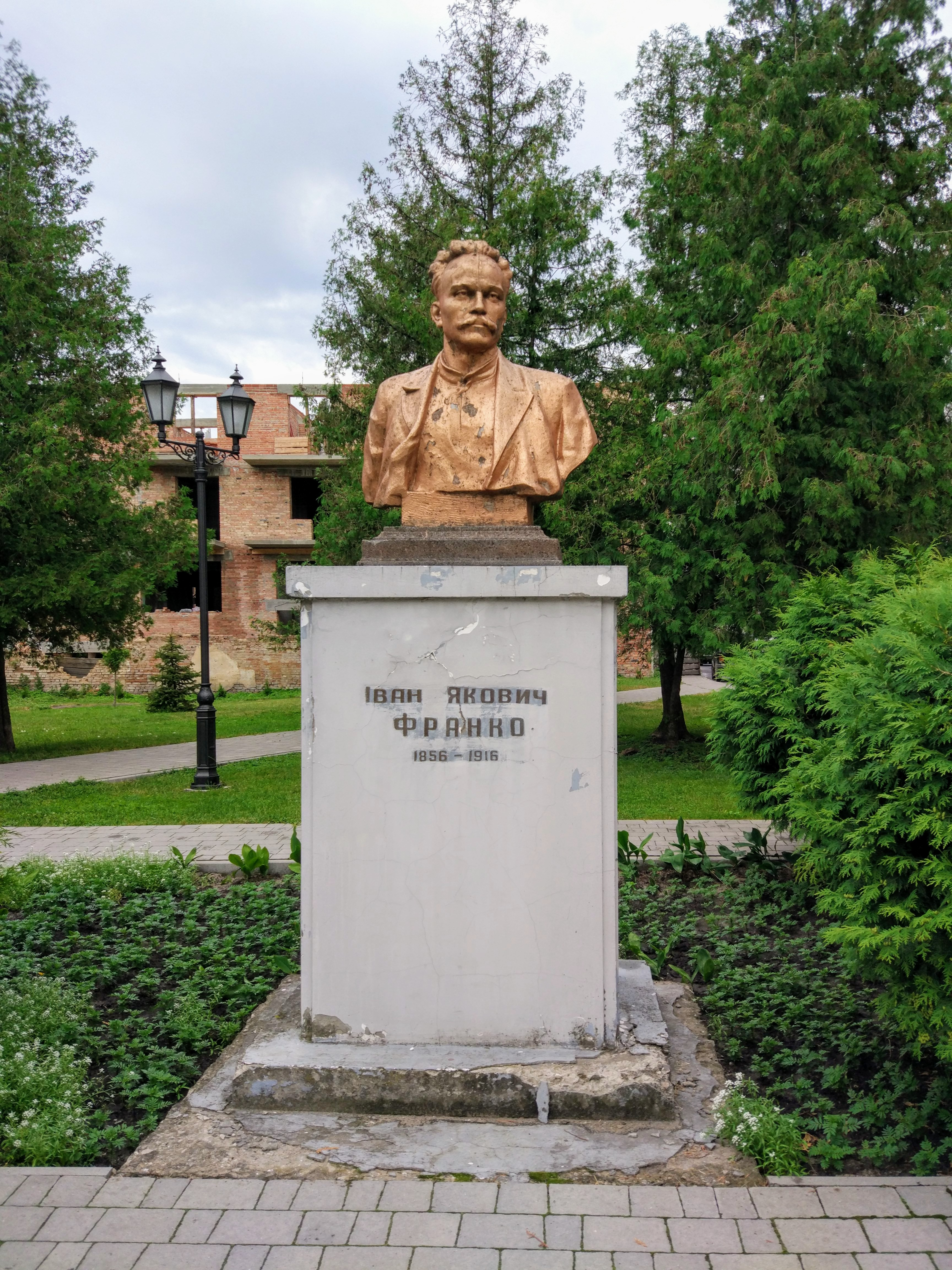
Пам'ятник І. Я. Франку
Пам'ятник «Ніхто не забутий, ніщо не забуто»
Пам'ятник Жертвам більшовицьких репресій
Пам'ятник жертвам більшовицьких репресій
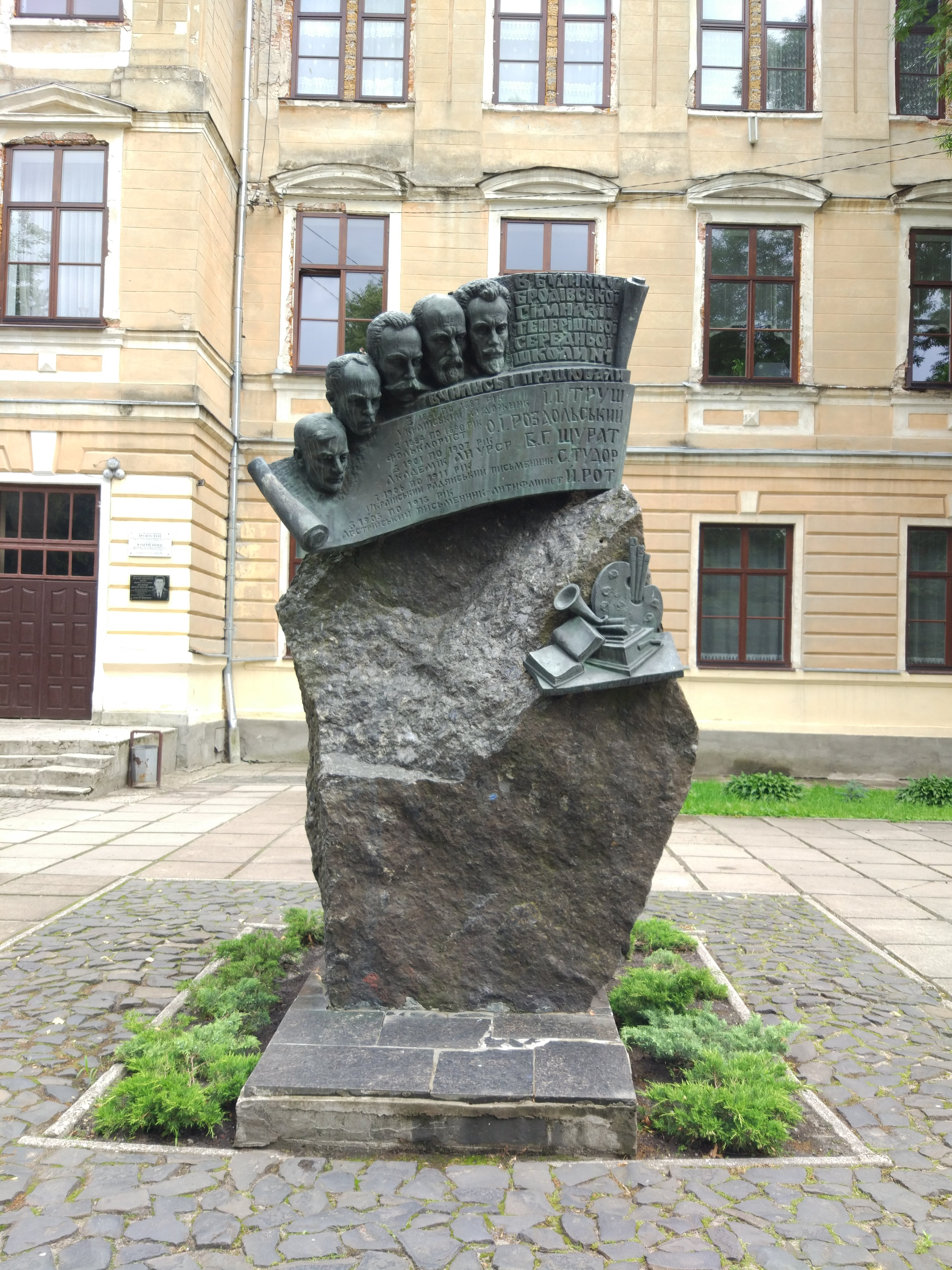
Пам'ятник видатним учням і викладачам Бродівської гімназії
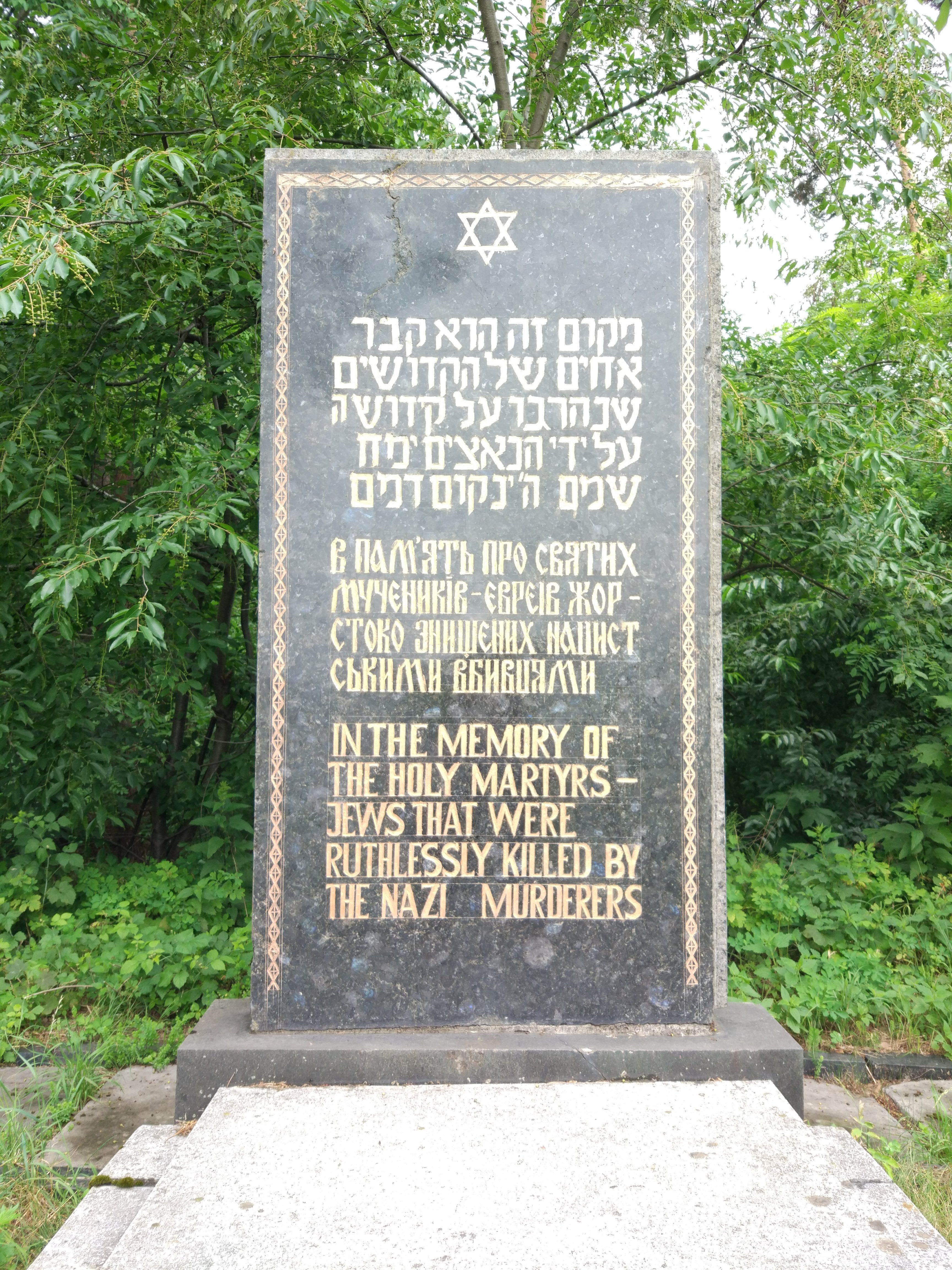
Пам'ятник Жертвам Голокосту на місці масового вбивства 6000 євреїв у Бродах в травні 1943 р.
Пам’ятний знак на честь 2000-ліття від Різдва Христового та 400-ліття побудови храму Різдва Пресвятої Богородиці
Пам’ятний знак у формі хреста, на честь 1025-ліття Хрещення Русі-України
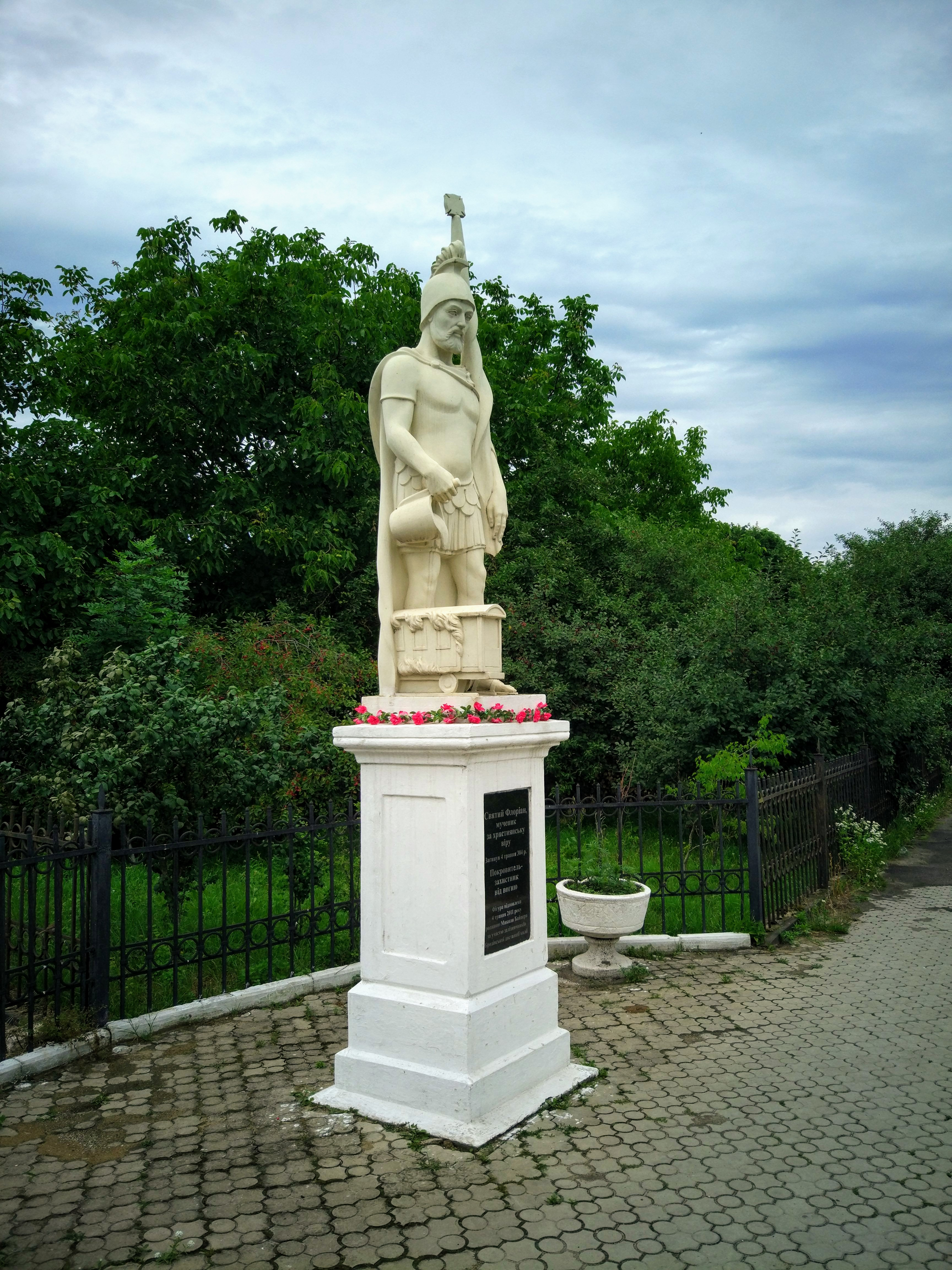
Фігура святого Флоріана, встановлено біля залізничного переїзду
Статуя оленя навпроти контори Бродівського держлісгоспу
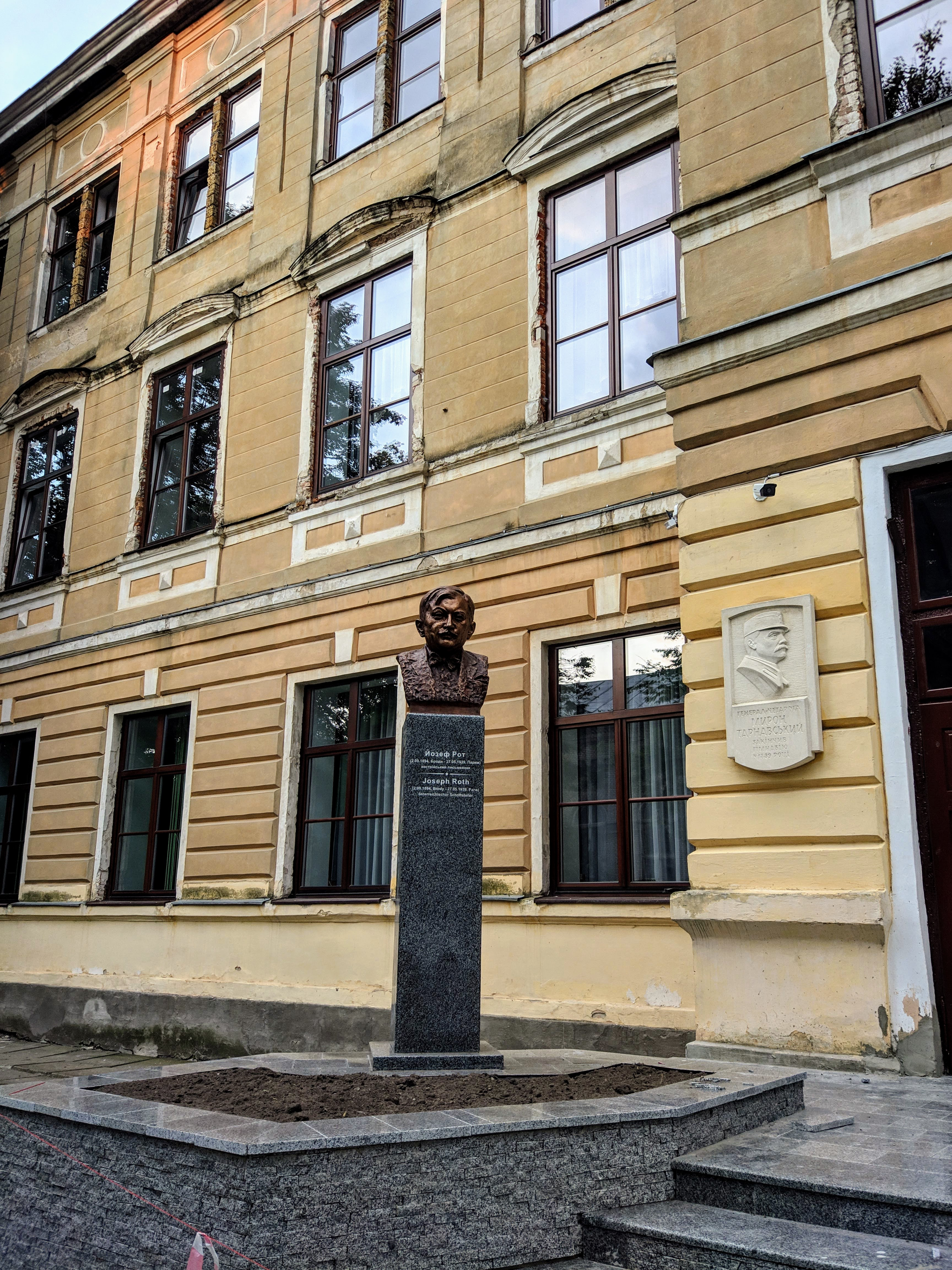
Бронзове погруддя Йозефу Роту
Пам'ятник Петрові Федуну-Полтаві

Втрачені пам'ятники
- Пам'ятник Юзефові Коженьовському.

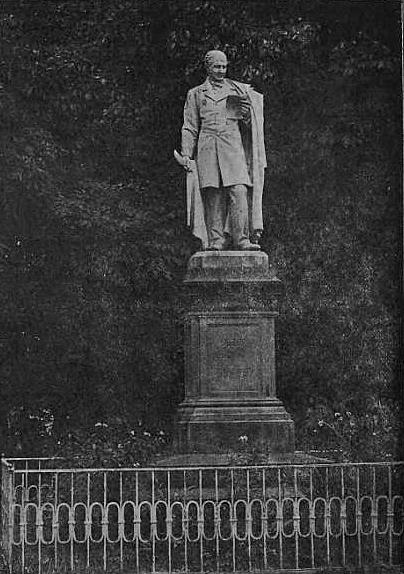
Пам'ятник Юзефові Коженьовському у парку Райківка

### Меморіальні, пам'ятні таблиці
За часів панування Австро-Угорщини, пізніше Речі Посполитої в місті було встановлено декілька меморіальних таблиць, які є німими свідками буремних подій в історії давніх Бродів, зокрема, державним, військовим діячам, діячам культури, науки, які так чи інакше прославили місто. Деякі таблиці були знищені під час обох світових воєн, але з приходом радянської влади у 1939 році та пізнішим її «поверненням» у 1944 році більшість пам'яток, пов'язаних з минулим Бродів були знищені, саме у радянський час. Через те інформації про пам'ятки обмаль і тому нижче подається короткий опис лише деяких з них:
- На стіні колишньої Великої синагоги містилася гарно оздоблена пам'ятна таблиця, на якій вказувалась дата початку спорудження синагоги — це була найстаріша таблиця Бродів, датована XVIII століттям.
- Над головним входом до церкви святого Юра до 1993 року знаходилася пам'ятна таблиця, напис на якій сповіщав про проведені у середині XVIII століття роботи по реконструкції церкви.
- На Старих Бродах перед будинком на місці фільварку Бродівської економії, де народився відомий польський драматург і педагог Юзеф Коженьовський старанням Галицького Педагогічного Товариства 21 липня 1879 року була встановлена пам'ятна таблиця, яка сповіщала про цю подію[158]. У жовтні 1935 року бродівський маґістрат поновив таблицю[159]. На жаль, табличка до наших днів не збереглася, оскільки під час бойових дій першої світової війни будинок згорів.
- Навесні 1914 року українська громада Бродів відзначала 100 роковини від дня народження Тараса Шевченка. Згідно зі спогадами, святкування відбувалися біля колишньої Української бурси імені Маркіяна Шашкевича, на стіні якої було вмуровано пам'ятну таблицю. Ще одним заходом свята став висаджений пам'ятний дуб. Під час події виступав з патріотичною промовою відомий український громадсько-політичний діяч, дипломат, адвокат, журналіст і видавець Лонгин Цегельський. На жаль, обидві пам'ятки не збереглися до наших днів[160].
- У міжвоєнний період на фасаді будівлі Державної гімназії ім. Юзефа Коженьовського, що тоді знаходилася на Валах Вольности (нині — вул. Коцюбинського, 4, було встановлено та відкрито дві меморіальні таблиці. Одна з них, встановлена 12 вересня 1933 року у вестибюлі гімназії, на честь 250-ї річниці звільнення Відня від турків королем Яном III Собєським, а надпис польською мовою зазначав: «1683—1933 Великому синові Кресів Янові III Собєському оборонцю християнства та цивілізації в 250 річницю перемоги під Віднем. Молодь гімназій Брідських», а друга була встановлена 20-21 травня 1934 року на фасаді гімназії, на честь 15-ї річниці незалежності Польщі, надпис на якій зазначав: «В 15 річницю здобуття незалежности Брідської землі, щоб вічно пам'ятали потомки і на хвалу тим, які в роки неволі за свободу боролись, а далі в роках 1914—1920 на клич Коменданта першого маршалка Польщі Юзефа Пілсудського в бій за волю Вітчизни пішли добровільно і з вірою „а щоби в хвилину, коли долі держав і народів зважуватись будуть не забракло польської шаблі“. Брідська спільнота цю таблицю фундувала 20.V.1934 року».

Під час перебування радянської влади у Бродах (1944—1991) меморіальні таблиці австрійсько-польського періоду були демонтовані, натомість було встановлено багато меморіальних та пам'ятних таблиць, переважно, на вшанування партійних, військових чи громадських діячів, історичних подій, трактованих з погляду радянської ідеології. Нижче перераховано лише деякі з них:
- У 1975 році до 30-річниці від дня закінчення німецько-радянської війни у Бродах було відкрито дві меморіальних таблиці. Одну з них — на вулиці Чекістів, 1 (нині — вулиця Чупринки) з написом: «Вулиця названа на честь Воїнів — чекістів учасників оборони Бродів від фашистських загарбників в червні 1941 року», а іншу — на вулиці Наумова, 1 (нині — вулиця Пекарська, але такого номера будинку на вулиці не існує) було встановлено пам'ятну таблицю Герою Радянського Союзу, командиру партизанського з'єднання, яке визволяло Бродівщину у 1944 році Михайлові Наумову.
- 1977 року на фасаді будинку колишньої школи, що на Старих Бродах (нині — старе приміщення СЗОШ № 4 на вулиці Старобрідській), на честь Героя Радянського Союзу, майора Олександра Кобелєва, який загинув в боях за визволення Бродів від німецької окупації у 1944 році.
- 1979 року на вулиці 17 вересня (нині — вулиця 22 Січня), 1, на честь 40-річчя «визволення» західноукраїнських земель була встановлена та урочисто відкрита гранітна меморіальна таблиця з написом: «На честь визвольного походу Червоної Армії у 1939 році та возз'єднання Західноукраїнських земель в єдиній Радянській братерській державі».
- За радянських часів на фасаді колишнього будинку польського гімнастичного товариства «Сокіл» (нині — Бродівський районний Народний дім), що знаходиться на вул. Коцюбинського, 7, була встановлена меморіальна таблиця, яка сповіщала про те, що у цьому будинку у 1920 році відбувся перший з'їзд ревкомів Бродського повіту[61].
- У 1984 році при підготовці міста до святкувань 40-ї річниці від дня його визволення від німецької окупації на двох вулицях середмістя Бродів було встановлено дві меморіальних таблиці. Одна — на початку вулиці Ломоносова (нині — вулиці Василя Стуса) з написом: «В цьому будинку в 1943—1944 роках перебував штаб Бродівської групи підпільної партизанської організації „Народна гвардія імені Івана Франка“. Встановлено на честь 40-річчя визволення міста і району від німецько-фашистських загарбників», а друга — на фасаді одного з будинків на площі Богдана Хмельницького (нині — площа Ринок) було встановлено меморіальну таблицю з написом: «Площа названа на честь видатного державного діяча і полководця Богдана Хмельницького, війська якого перебували в Бродах під час Визвольної війни українського народу 1648—1654 років. 1084 — Броди — 1984».
- Наприкінці червня 1986 року на Червоних та Білих Казармах на вшанування радянських військових, котрі загинули у перші дні німецько-радянської війни в околицях Бродів, на честь них було названо вулиці та встановлено меморіальні таблиці. Так, одну з них з написом: «Вулиця Григорія Храпая. Названа на честь командира екіпажу радянського бомбардувальника старшого лейтенанта Григорія Архиповича Храпая, який 24 червня 1941 року під Бродами здійснив наземний таран, спрямувавши свій палаючий літак на фашистську танкову колону», було встановлено 24 червня 1986 року на фасаді будинку на вулиці Храпая, 6, а присвячена подія до 45-ї річниці від дня загибелі екіпажу літака під командуванням старшого лейтенанта Г. Храпая, що здійснив один з перших таранів наземної цілі бойовим літаком під час німецько-радянської війни. Іншу на тогочасній вулиці Мішаніна (нині — вулиця Коновальця), було встановлено та 28 червня 1986 року урочисто відкрито меморіальну таблицю, надпис на якій свідчив про те, що вулицю названо на честь командира 12-ї танкової дивізії 8-го механізованого корпусу генерал-майора Тимофія Мішаніна, котрий загинув під час відступу радянських військ наприкінці червня 1941 року.

Зі здобуттям Україною Незалежності у 1991 році і протягом наступних декількох років у місті пройшла хвиля перейменувань вулиць, площ, скверів на честь видатних постатей української історії минулого та сьогодення. Так, у Бродах з'явилися вулиці Стуса, Грушевського, Данила Галицького, Калнишевського та багато інших. Почалося встановлення меморіальних та пам'ятних таблиць, яке триває й до сьогодні. Ось перелік деяких з них:
- на фасаді будівлі Бродівської гімназії ім. І. Труша встановлено меморіальні таблиці відомим її випускникам — австрійському письменнику Йозефу Роту (1994), генералу УГА Миронові Тарнавському (січень 2000) та видатному українському художнику Івану Трушу (2009).
- Олександру Вислоцькому — сотнику армії УНР, видатному громадському і політичному діячу Брідщини. Пам'ятна таблиця виготовлена коштом депутата Бродівської районної ради Василя Целюха та встановлена на фасаді будинку на вул. Франка, 12, де він мешкав у 1930-х роках. Відкриття таблиці відбулося 1 липня 2007 року[161].
- 29 квітня 2012 року на фасаді будівлі центральної районної бібліотеки (з боку вул. Стуса) відкрито меморіальну таблицю греко-католицькому священику, громадському діячеві, катехиту шкіл міста Броди у 1908—1944 роках о. Адріану Зафійовському[47].
- На фасаді будівлі Бродівського райвідділу національної поліції України в Львівській області, що знаходиться на майдані Свободи, 10 збереглася єдина меморіальна таблиця з радянського минулого, яка сповіщає про те, що у цьому будинку у 1920 році під час радянсько-польської війни містилися Бродівський ревком та штаб Першої кінної армії[60].
- 15 серпня 2014 року в костелі Воздвиження Хреста Господнього, що знаходиться на вул. Залізничній, 46, відбулося освячення меморіальної таблиці, присвяченої 22-му полку підкарпатських уланів, що у міжвоєнний час дислокувався у Бродах та був багатонаціональним, оскільки у ньому служили поляки, українці, євреї та австрійці. У заході брали участь члени ГО "Союз поляків «Білий орел», представники влади міста[162].
- 15 серпня 2014 року освячено пам'ятну таблицю, встановлену на фасаді римо-католицького костелу Воздвиження Хреста Господнього, що на вул. Залізничній, на честь 22 полку уланів Підкарпатських, які мали постійне місце дислокації на Білих казармах у Бродах[163].
- 27 листопада 2014 року відбулося відкриття та освячення пам'ятної таблиці, встановленої на фасаді Бродівського педагогічного коледжу імені Маркіяна Шашкевича, колишньому випускникові вишу, учаснику війни на сході України, бійцю 80-ї ОАеМБр Степанові Гунько[164].
- 27 березня 2016 року на будинку, у якому мешкав загиблий учасник АТО, боєць 80-ї аеромобільної бригади Віктор Бражнюк, відбулося урочисте відкриття та посвячення меморіальної таблиці з написом: «У цьому будинку з 1998 по 2010 рік проживав Бражнюк Віктор Михайлович, боєць 80-ї аеромобільної бригади, який героїчно загинув вірним Україні та її народу. Нагороджений орденом „За мужність“ (посмертно)»[165].
- 1 листопада 2018 року на символічній курган-могилі, насипаний на подвір'ї церкви святого Юра у 1928 році на честь 10-ї річниці вшанування листопадових подій 1918 року, було освячено пам'ятну таблицю, присвячену встановлену з нагоди 100-літнього ювілею від дня проголошення Західноукраїнської Народної Республіки[166].

Меморіальна таблиця генералу УГА М. Тарнавському на фасаді Бродівської гімназії
Меморіальна таблиця художнику І. Трушу на фасаді Бродівської гімназії

## Відомі люди

### Люди, пов'язані з історією міста
- Адолф Франтішек — педагог, директор гімназії.
- Світлана Антонишин — українська поетеса, журналістка й літературна критикиня.
- Баллер Адольф (1909—1994) — піаніст.
- Бариляк Олександр — український фольклорист, правник. Член Ради Сеньйорів і Української Національної Ради у Львові, створеної у липні 1941 року.
- Басанець Валерій — український художник.
- Бражнюк Віктор — український військовик, молодший сержант Збройних Сил України, учасник російсько-української війни.
- Вассиян Юліян — ідеолог ОУН.
- Ваховський Іван Володимирович (1997—2022) — український військовик, старший лейтенант Збройних Сил України, учасник російсько-української війни.
- Вест Фелікс — польський книговидавець, власник книгарні на вул. Золотій, 11 та друкарні у Бродах.
- Вислоцький Олександр — активний громадський і політичний діяч.
- Вітвіцька Соломія — українська телеведуча, журналіст.
- Отто Гауснер — польський історик мистецтва, політик.
- Ґельбер Натан — єврейський історик та громадський діяч, дослідник та автор багатьох праць з історії євреїв Галичини, зокрема, «Історії євреїв Бродів».
- Гошко Володимир — повітовий провідник ОУН Брідщини.
- Ґошко Микола — сотник УГА, комендант міст Стрий та Станиславів часів ЗУНР, старшина 3 корпусу Галицької Армії, засуджений більшовиками у процесі 59.
- Ґардзілевич Пилип — чотар УГА.
- Гродський Соломон (?–7.10.1692) — український дипломат часів гетьмана Івана Мазепи.
- Гунько Степан — український військовик, солдат Збройних Сил України, учасник російсько-української війни.
- Дубас Павло — учасник національно-визвольних змагань 1917—1921 років, випускник Бродівської гімназії, автор історичного дослідження «Брідщина».
- Дзерович Юліан — галицький педагог, церковний і освітньо-культурний діяч, меценат, професор бродівської цісарсько-королівської гімназії ім. кронпринца Рудольфа та львівської Богословської академії, останній голова Головного Товариства «Просвіта» у Львові.
- Домбровський Міхал — будівничий.
- отець Добриловський Юліян — душпастир у місті.
- Садан Дов — ізраїльський дослідник літератури на їдиш та івриті, письменник та перекладач, член Ізраїльської академії наук, лауреат Державної премії Ізраїлю в царині «єврейської мудрості»;
- Дублянський Ілля (†бл. 1747) — бродівський міщанин, ливарник[167]
- Дутчак Михайло — український диригент, народний артист України.
- Раббі Моше-Лейб Ербліх (1745, м. Броди — 1807, с. Сасів) — видатний хасидський цадик, сасівський ребе. Народився в Бродах, навчався у Нікольсбурзі, був головою рабинського суду містечка Сасова[168].
- Жолкевський Станіслав — галицький шляхтич, військовик та урядник Речі Посполитої. Заклав місто Любич (1586), що тоді знаходилося у південно-західній частині сучасних Бродів.
- Забокрицька Надія Василівна — українська журналістка, головний редактор газети «Голос відродження» (від 2013), член НСЖУ (2001).
- Зафійовський Адріян (1882—1973) — греко-католицький священик, громадський діяч Брідщини, катехит, діяч підпільної УГКЦ[47].
- Золлі Ісраель — головний рабин Риму, у 1945 році перейшов у католицизм.
- Каннер Лео (Хаскл-Лейб Каннер, 1894—1981) — австрійський та американський психіатр, відомий першим описом дитячого аутизму, один з основоположників дитячої психіатрії. Народився у Клекотові.
- Ковальський Василь — депутат Галицького сейму, письменник і громадський діяч.
- Коженьовський Юзеф — видатний польський письменник, драматург, педагог.
- Конецпольський Станіслав — польський шляхтич, воєначальник та державний діяч Речі Посполитої, меценат. Свого часу суттєво розбудував Броди та місцевий замок. Помер та похований у крипті костелу оздвиження Чесного Животворящого Хреста у Бродах.
- Нахман Крохмаль — юдейський філософ, історик, один з основоположників юдаїстики та провідних мислителів «Гаскали» у Східній Європі.
- Ландау Єхезкель (1713—1793) — гаон рабин, противник хасидизму, відстоював необхідність повного підкорення євреїв законам держави, у якій вони мешкають, якщо ці закони не суперечать основним положенням Тори, автор відомого твору «Нода бе-Йеуда».
- Лапоногов Олег — фронтмен гурту «Табула Раса».
- Левицький Северин — визначний український громадський і пластовий діяч.
- Линів Оксана — українська диригентка.
- Отець Мандичевський Юліан — український громадський та релігійний діяч, співзасновник бродівського осередку товариства «Просвіта», парох (УГКЦ) села Білявці наприкінці XIX століття.
- Мазунов Руслан — український військовик, майор Збройних сил України, бортовий авіаційний технік вертолітної ланки 16-ї окремої бригади армійської авіації. учасник російсько-української війни.
- Маргулес Макс — австрійський метеоролог, описав умови нахилу фронтальної поверхні до поверхні Землі — рівняння Маргулеса;
- Марґуліс Берл Бродер (1815—1868) — співак, виконавець єврейських народних пісень, засновник гурту «Бродівські співаки»[169].
- Мариняк Олександр (1979—2022) — український військовик, майор Збройних сил України, учасник російсько-української війни. Герой України (посмертно).
- Масняк Володимир Ігорович (1982—2024) — український військовик, солдат Збройних Сил України. Учасник російсько-української війни.
- Матвіїв Юліан — учасник визвольних змагань 1930—1950-х років, курінний УПА, окружний провідник ОУН Буковини.
- Мудра Олександра — українська письменниця, журналістка.
- Натансон-Фройд Амалія — мати австрійського невропатолога, психотерапевта, психолога, культуролога і філософа Зигмунда Фройда.
- Овчарський Яків-Броніслав — український лікар і меценат. Один з організаторів Львівського добровільного рятункового товариства, директор Народної лічниці (1916—1918)[170], останній особистий лікар Івана Франка.
- Олізар Пилип Нереуш — польський державний діяч українського походження, письменник, помер та похований в місті[171].
- Павлюк Ярослава — письменниця, авторка спогадів про Броди 1930—1940-х років;
- Пацлавський Віктор — галицький громадський діяч, юрист, адвокат, представник ЗУНР, організатор музичного життя в Дрогобичі.
- Підгірняк Володимир — архітектор, лауреат Державної премії в галузі архітектури, член Національної спілки архітекторів України.
- Плоходько Руслан — український військовий льотчик, підполковник (посмертно) Збройних сил України, командир вертолітної ланки 16-ї окремої бригади армійської авіації. учасник російсько-української війни.
- Полтава Петро — ідеолог ОУН.
- Попель Антон — відомий скульптор, учень Бродівської гімназії.
- Раабе Йозеф (1801—1859) — швейцарський математик.
- Роздольський Осип — український етнограф, класичний філолог, перекладач, випускник Брідської гімназії.
- Романюк Михайло — український історик.
- Рот Йозеф — відомий австрійський письменник.
- Руденко Сергій — український військовий льотчик, загинув при виконанні бойових обов'язків. учасник російсько-української війни.
- Селезінка Неоніла — громадська і культурна діячка Галичини, голова «Союзу Українок», похована в м. Броди на міському цвинтарі;.
- Сиволап Михайло — український археолог, засновник музею археології в місті Черкаси;
- Скобельський Петро — історик, педагог, гімназійний учитель у Бродах, співзасновник бродівського осередку товариства «Просвіта».
- Сігал Ісраель з Замостя — польський талмудист і математик.
- Скаковський Роман — український військовик, старшина Збройних Сил України, учасник російсько-української війни.
- Созанський Іван — український галицький історик, філолог, педагог.
- Ян Стика — польський живописець, поет і ілюстратор.
- Столяр Галина (1917—1942) — учасниця національно-визвольних змагань 1930—1940-х років, зв'язкова ОУН, в'язень більшовицьких та нацистських тюрем. Замордована у Берлінській тюрмі[47].
- Тарнавський Мирон — український полководець, генерал-четар УГА та її головнокомандувач.
- Труш Іван — український живописець-імпресіоніст, майстер пейзажу і портретист.
- Тудор Степан — український письменник, публіцист і політичний діяч, філософ, доктор філософії.
- Федак Степан — УСС, вояк УГА та армії УНР, член УВО. Напередодні й у перші дні ІІ світової війни мешкав на Великих Фільварках.
- Федюк Микола — український маляр-реаліст.
- Фейло Ярослав (1952—2022) — український журналіст, багаторічний ведучий Львівського обласного телебачення, лауреат обласних премій в галузі журналістики, заступник голови обласної організації Національної спілки журналістів України, Заслужений журналіст України, член Ревізійної комісії НСЖУ. Медіа-фахівець Інституту сільського господарства Карпатського регіону Національної академії аграрних наук України[172].
- Фещук Максим — український футболіст, нападник.
- Храпай Григорій — радянський військовий льотчик, який у перші дні німецько-радянської війни здійснив перший таран по наземній цілі.
- Хаєс Мохарац (1807—1856) — рабин, талмудист, один з основоположників Хохмат Есраелю — східної гілки науки про еврейство.
- Хаєс Оскар — австрійський і американський шахіст.
- Хронович Володимир — український письменник і педагог.
- Цегельська Олена — український педагог, дитяча письменниця і громадська діячка.
- Чобіт Дмитро — історик, краєзнавець, колишній голова Бродівської РДА.
- Чорній Юліян (1922—2013) — визначний діяч української діаспори у США, краєзнавець, меценат, член ОУН, хорунжій української дивізії «Галичина», голова Американського комітету брідщан.
- Чорнобай Роман — український військовик, сержант Збройних Сил України, учасник російсько-української війни.
- Шуневич Мар'ян — український співак, народний артист України.
- Щурат Василь — український педагог, літературознавець, поет і перекладач.
- Яновський Даніел — канадський шахіст, міжнародний гросмейстер, 8-разовий чемпіон Канади.
- Яцишин Михайло — український науковець, доктор юридичних наук, професор Східноєвропейського національного університету ім. Лесі Українки.

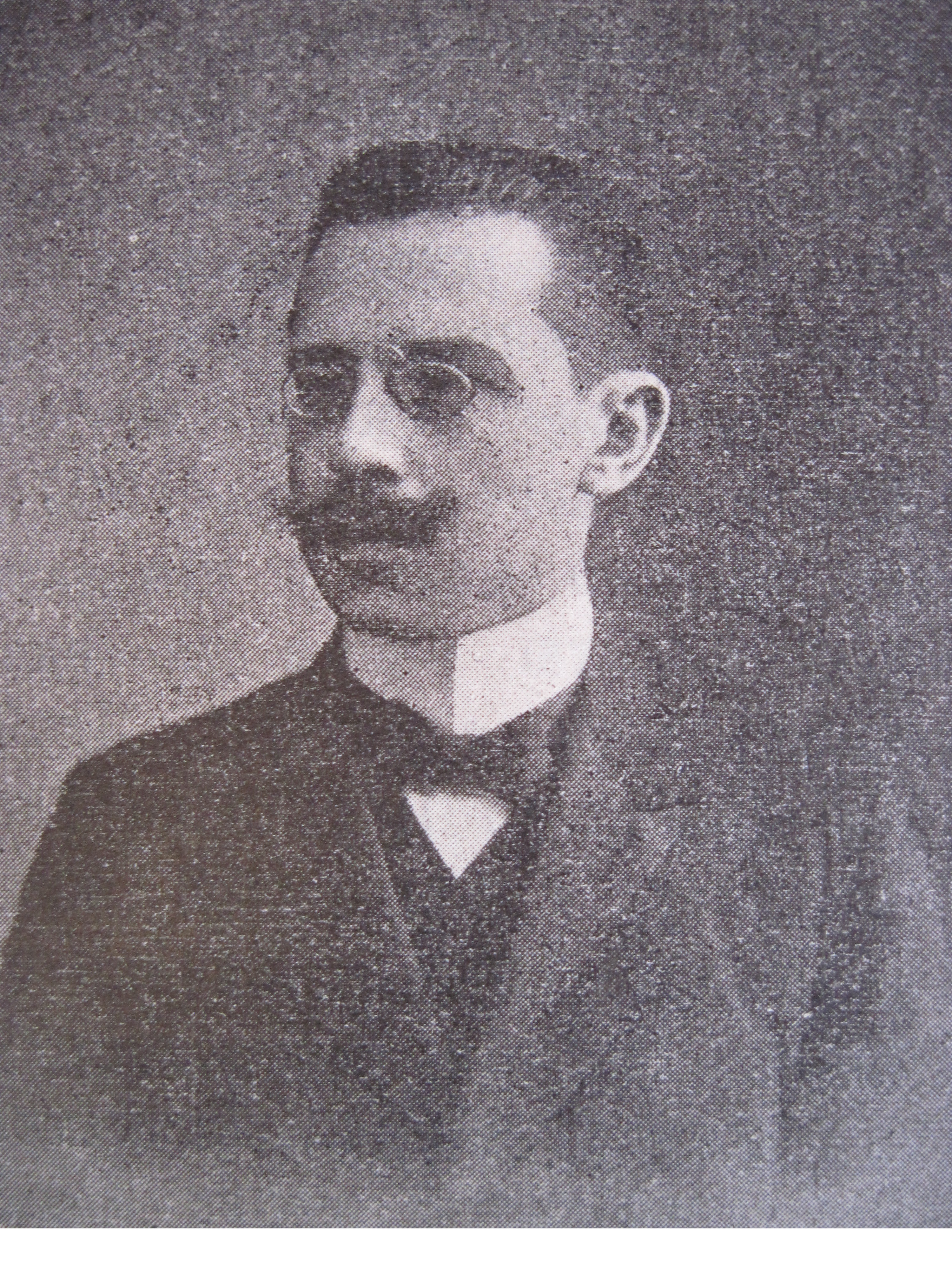
Іван Созанський
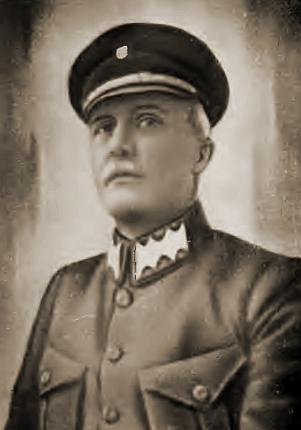
Головнокомандувач УГА Мирон Тарнавський
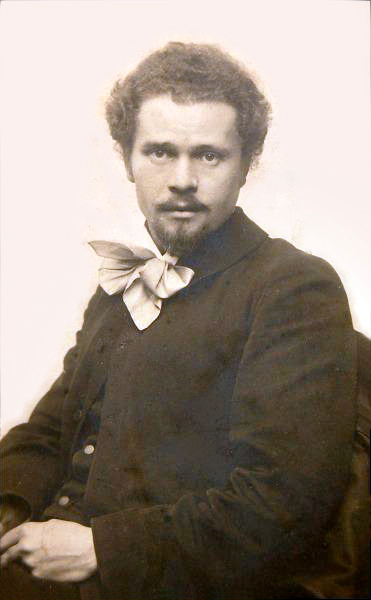
Художник Іван Труш
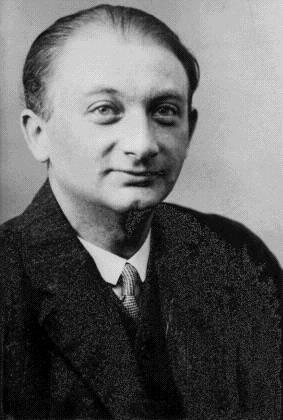
Письменник Йозеф Рот
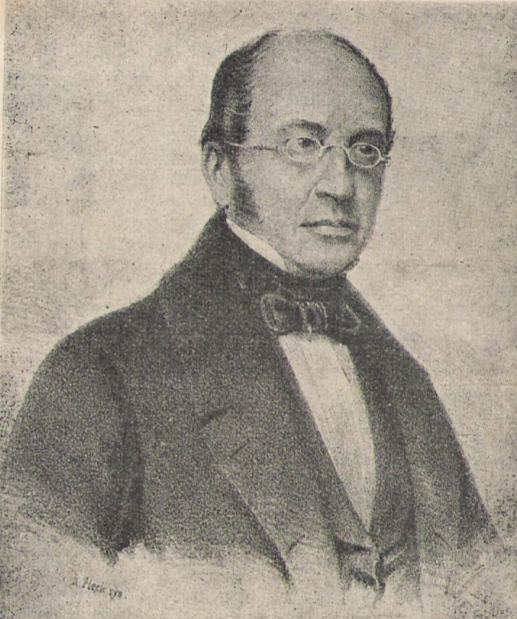
Письменник Юзеф Коженьовський

### Почесні громадяни міста
- Степан Бандера — видатний український політичний і громандський діяч, Голова революційного Проводу ОУН[173].
- Фелікс Вест — польський книговидавець, власник книгарні й друкарні, громадський та культурний діяч. Почесний громадянин міста Броди (1938). На його честь названа одна з вулиць міста.
- Ріхард Дімбат (1938—2014) — голова товариства «Східна допомога», мешканець німецького міста Вольфратсгаузен[174].
- Оксана Линів — українська диригентка. Перша жінка-головний диригент Опери та філармонійного оркестру в місті Ґрац[175].
- Ярослав Линів — керівник народної хорової капели «Боян»[176].
- Едуард Малявський — «Заслужений будівельник України», колишній начальник Бродівського ремонтно-будівельного управління.
- Приймак Ганна Іванівна — голова правління та директор двох швейних підприємств м. Броди ВАТ «Галант» і СП «Укон», член колегії Бродівської райдержадміністрації, колишній депутат Бродівської районної та міської рад, відома на Брідщині меценатка[177].
- Надія Присяжнюк — директор бродівської гімназії (2008)[178].
- Богдан Притульський — колишній мер Бродів.
- Богдан Романець — український скульптор, заслужений художник УРСР, автор п'яти пам'ятників у Бродах.

### Парламентські посли від Бродів
- Ашкеназе Стефан — адвокат, польський громадський діяч, член Ради Львова, посол Галицького сейму 10-го скликання[179][180].
- Іщук Роман — посол Галицького сейму 2-го скликання[181].
- Купчинський Петро — власник ґрунту з Оглядова, посол Галицького сейму 4-го скликання[182].
- Дудикевич Володимир — правник, адвокат, політичний діяч Галичини, посол Галицького сейму 9-го скликання[183].
- Марков Дмитро — священик, посол Галицького сейму 9, 10-го скликань[184], один з останніх лідерів галицьких москвіфілів.

## Спорт

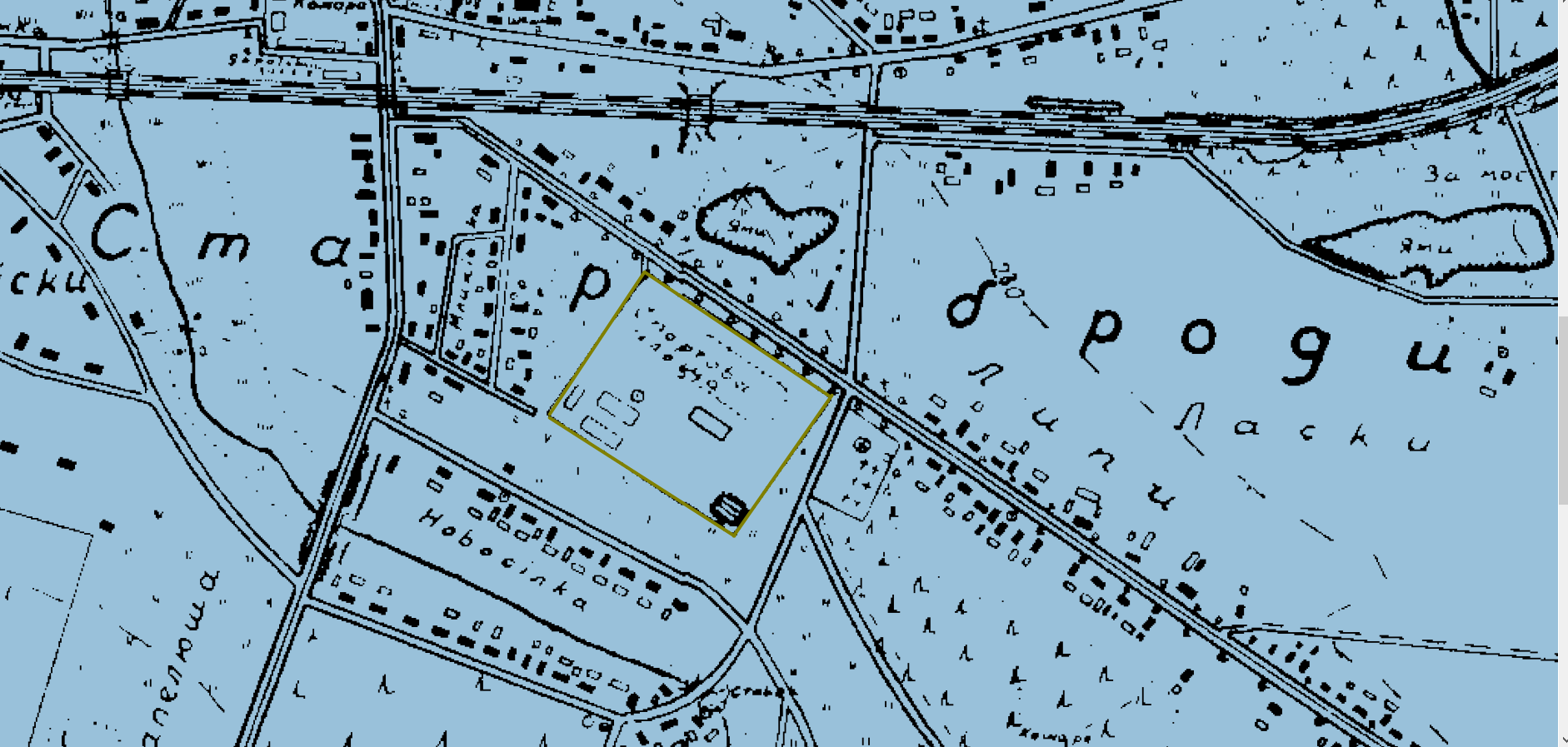
Старі Броди. Найстаріший стадіон на фрагменті карти 1943 року

Спорт у Бродах має давню історію. Перший український спортивний клуб «Богун» засновано у 1926 році, статут клубу  було затверджено 1929 року. У 1933 році товариство винайняло у громади Старих Бродів земельну ділянку — двоморґову парцелю, на якій було облаштовано спортивний майдан. Члени УСК «Богун» практикували різні види спорту, найбільшою популярністю серед яких користувався копаний м'яч. 15 серпня 1937 року на спортивному майдані УСК «Богун» було проведено один із найбільш успішних та наймасовіших спортових заходів на Брідщині — День українського спортовця.
УСК «Богун» належав до «Українського спортового союзу» у Львові, метою якого було поширення, пропагування, координування спортивного життя українських спортивних товариств, клубів, спортивних секцій, організація фізичного виховання серед українського загалу. Наприкінці 1943 року У.С.К. «Богун» остаточно припинив своє існування. Відновлення команди ФСК «Богун» відбулося у 1970 роках.

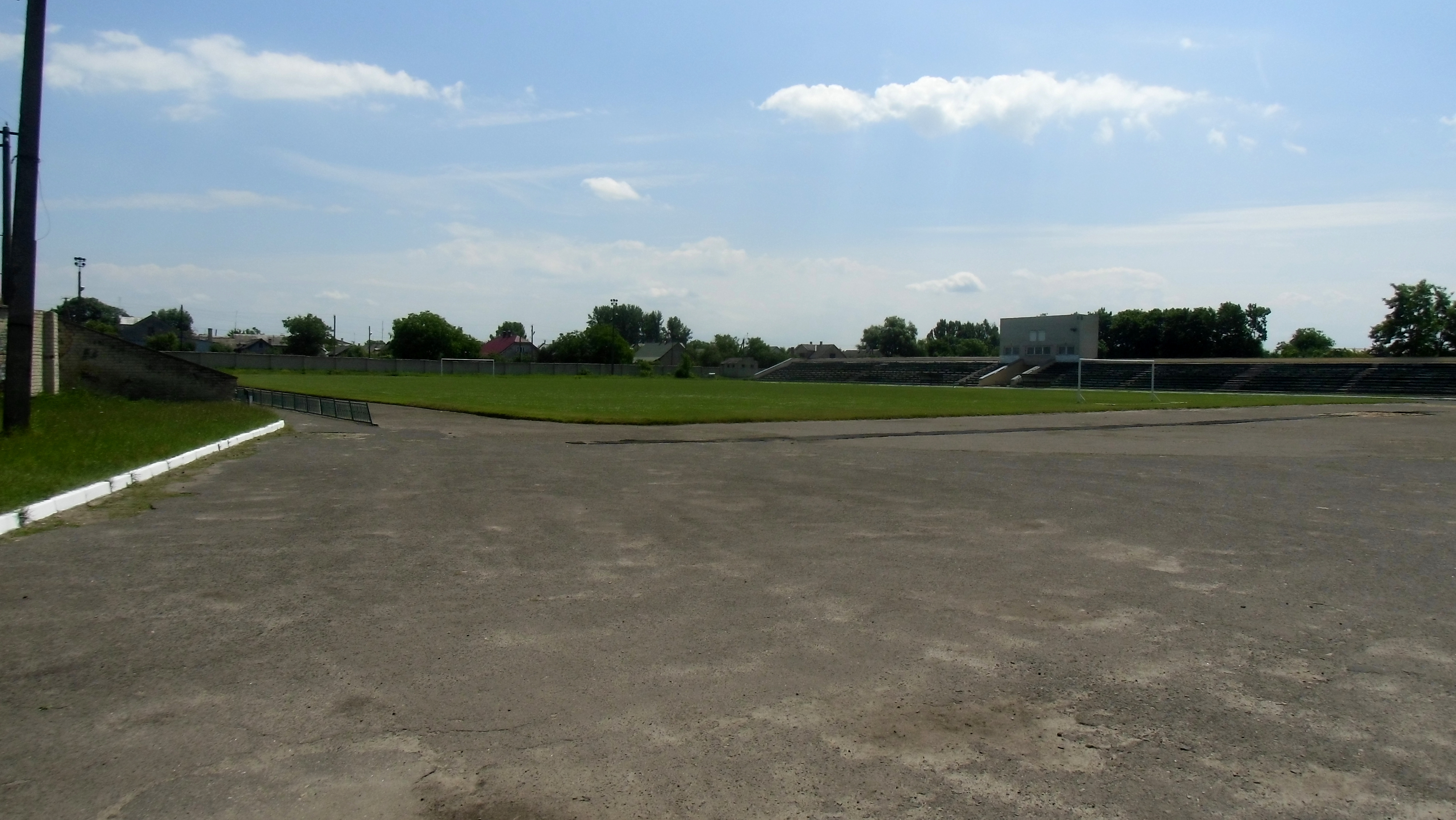
Стадіон «Ювілейний»

По війні у Бродах на місці знищеного під час німецької окупації старого єврейського цвинтаря на Великих Фільварках збудована велика спортивна арена — стадіон „«Ювілейний» (нині — КП «Стадіон „Ювілейний“») при вулиці Спортивній, 1. Стадіон є домашньою ареною місцевого футбольного клубу «Богун».
В межах обласної програми «Спортивний майданчик на 2017—2021 роки» замінено знищений часом трав'яний газон стадіону на штучний. Також у межах цієї ж програми відкриті майданчики зі штучним покриттям у СЗОШ I-III ст. № 2, ОЗ «Бродівська ЗОШ I-III ст. № 4», планується — у ОЗ «Бродівська ЗОШ I-III ст. № 3», а 13 червня 2019 року відкритий дитячий спортивний майданчик зі штучним покриттям на Великих Фільварках, у кінці вулиці Бузова.

## Міжнародна співпраця
Моґільно, Польща
Белжиці, Польща
 Вольфратсгаузен, Німеччина
Білокуракине, Україна
Шаштін-Страже, Словаччина

## Галерея

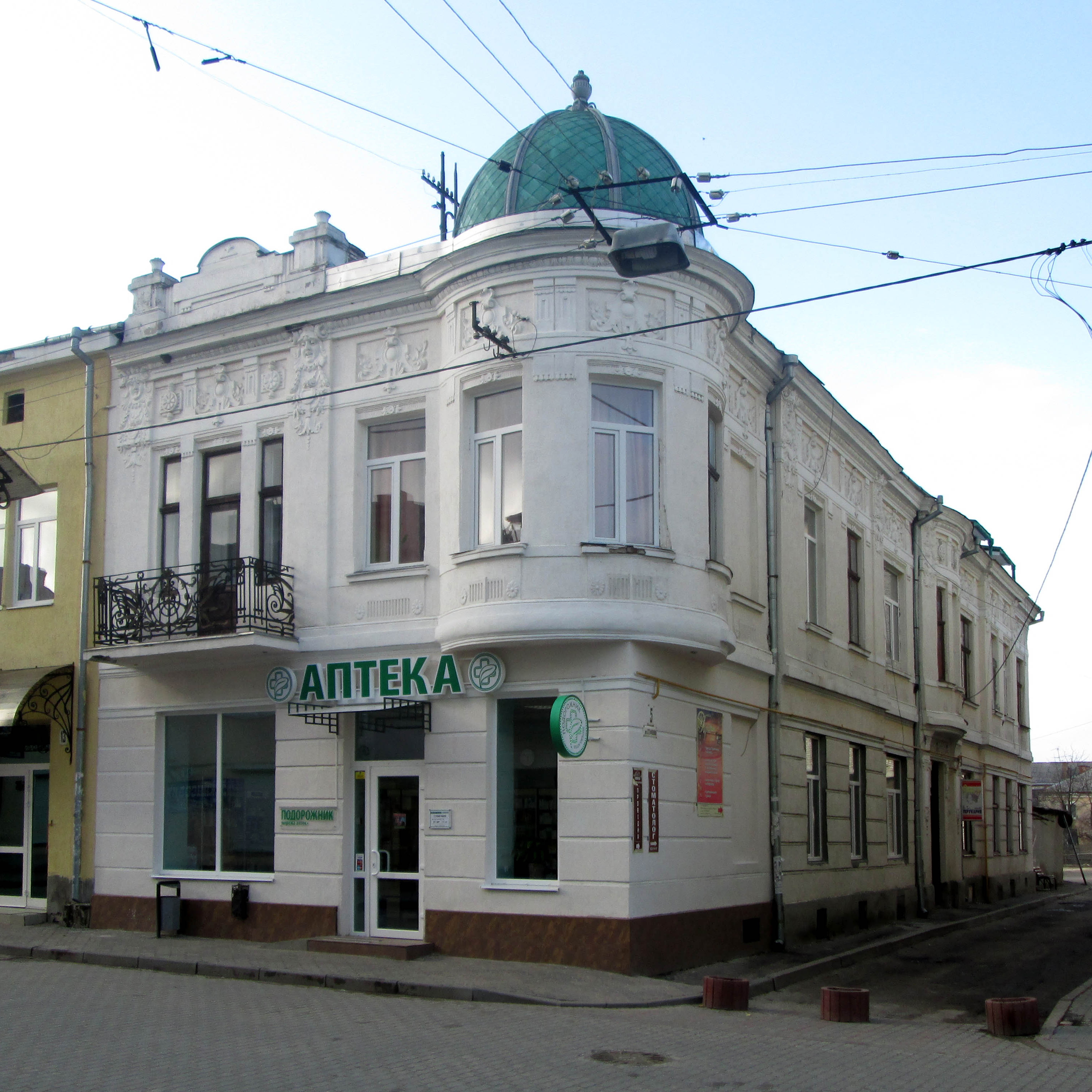
Кам'яниця початку XIX століття (вул. Стефаника, 5)
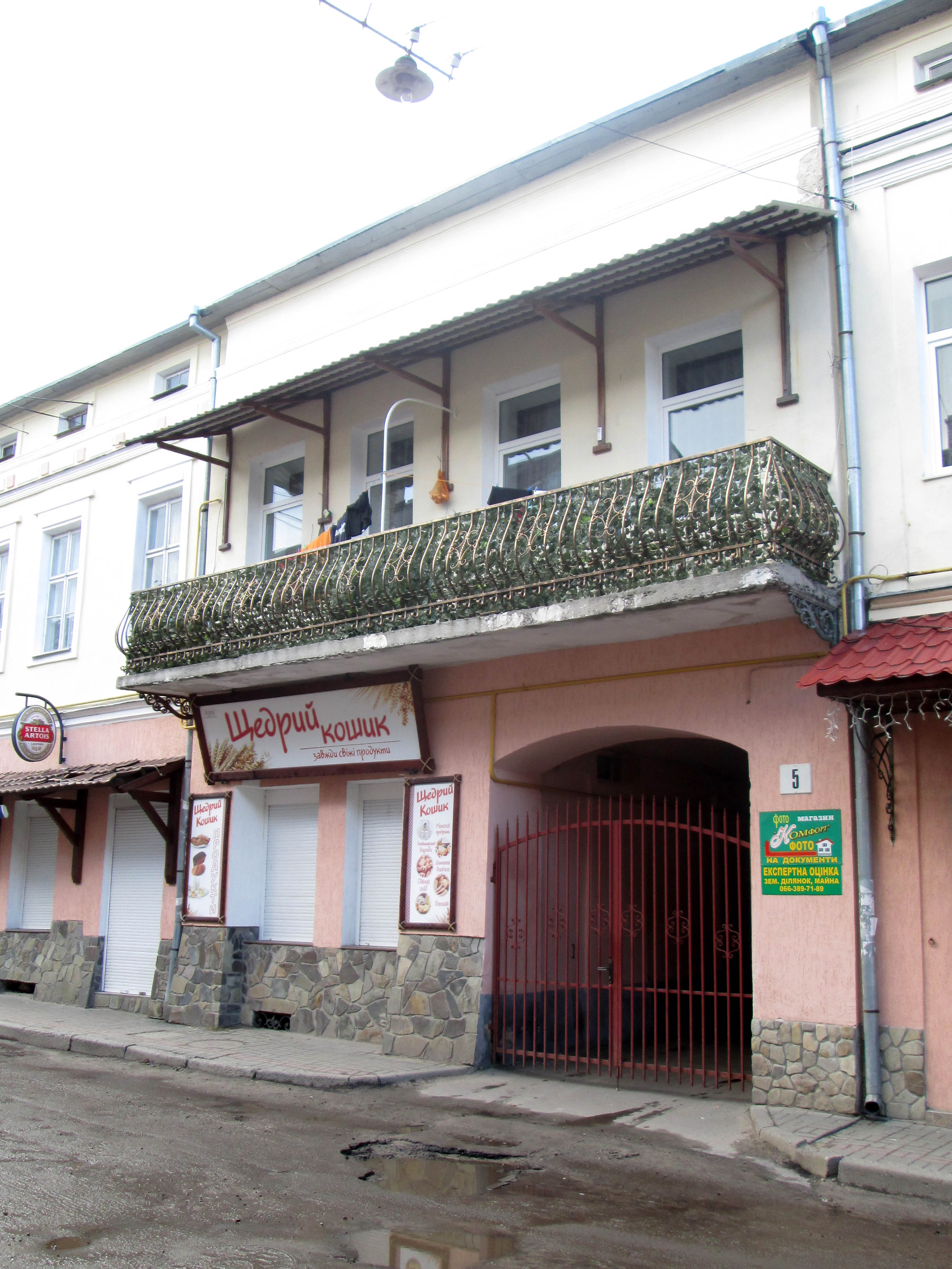
Кам'яниця А. Шнеля початку XX століття (вул. Стуса, 5)
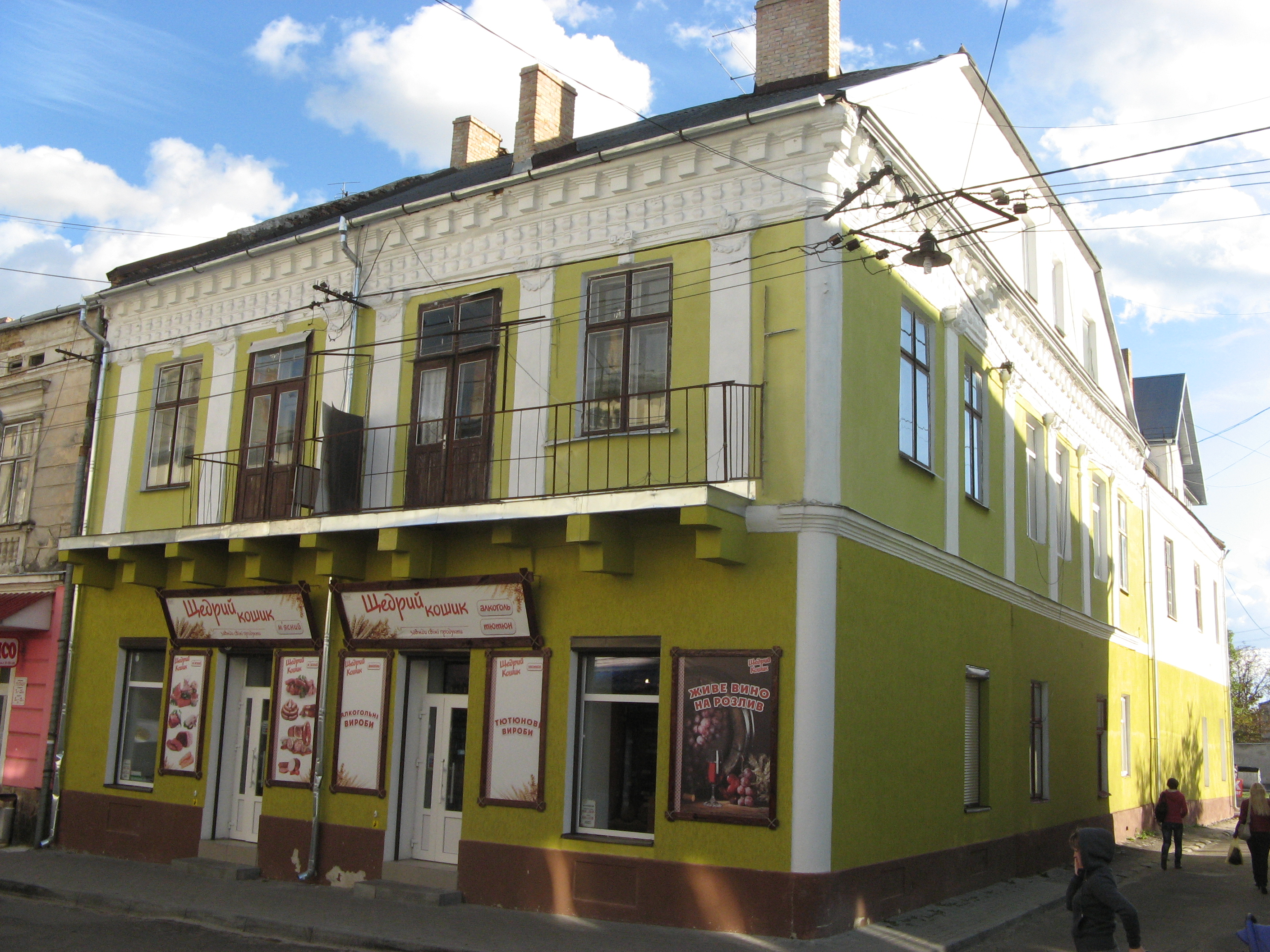
Кам'яниця початку XIX століття (вул. Стуса, 6)
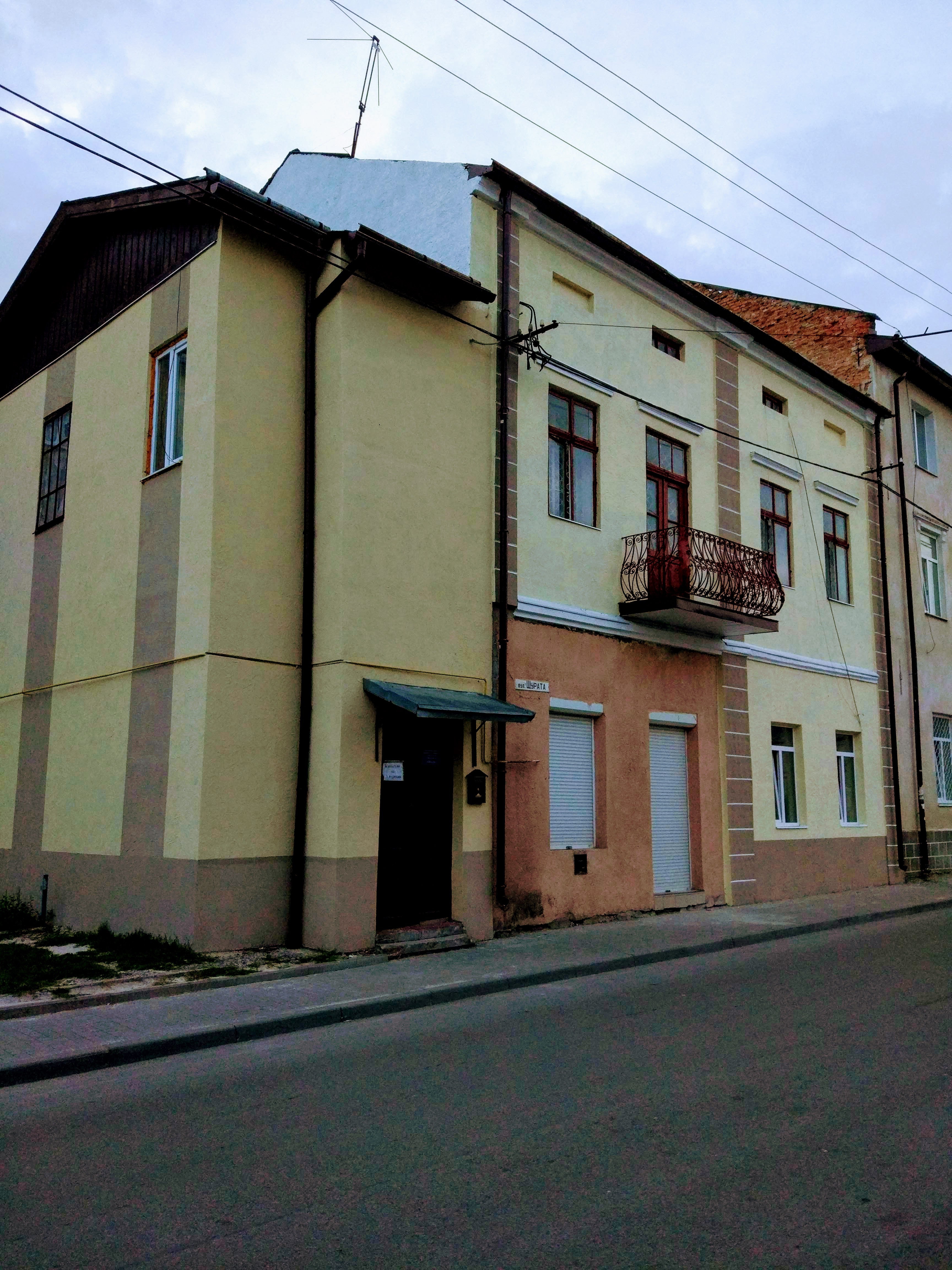
Кам'яниця початку XIX століття (вул. Стуса, 7а)
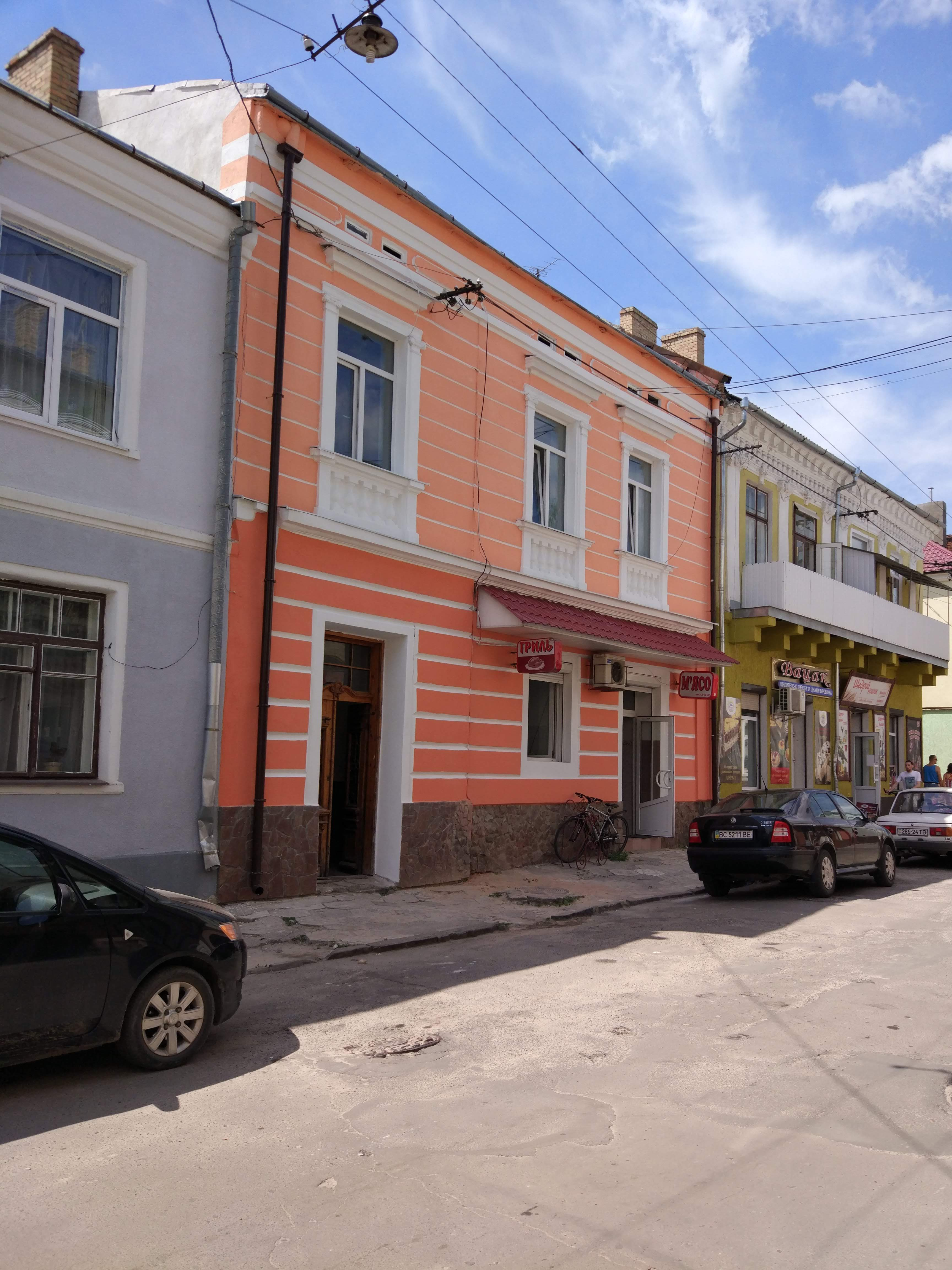
Кам'яниця XIX століття (вул. Стуса, 8)
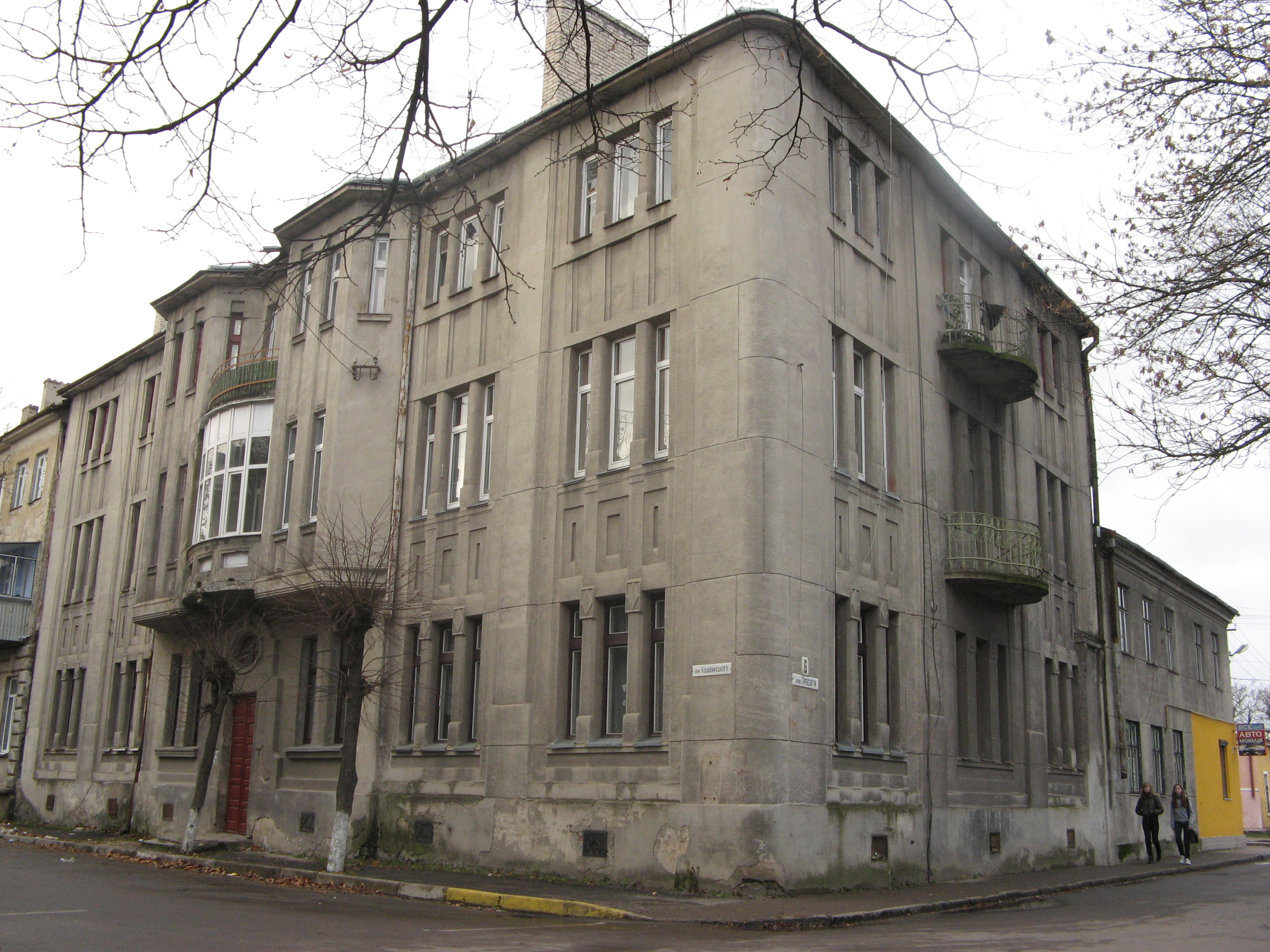
Кам'яниця Л. Блоха (початок XX століття, вул. Просвіти, 6)
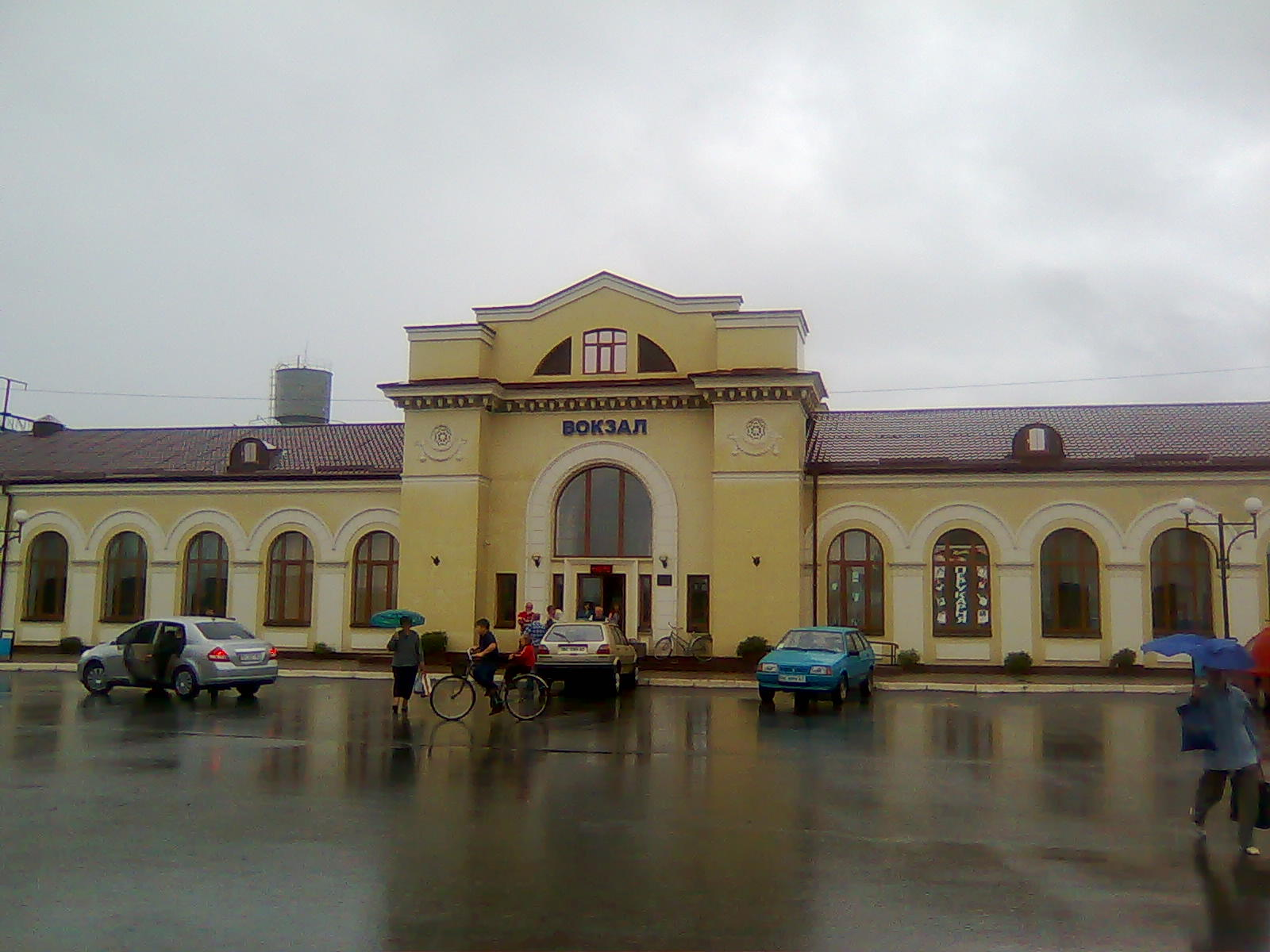
Вокзал залізничної станції Броди
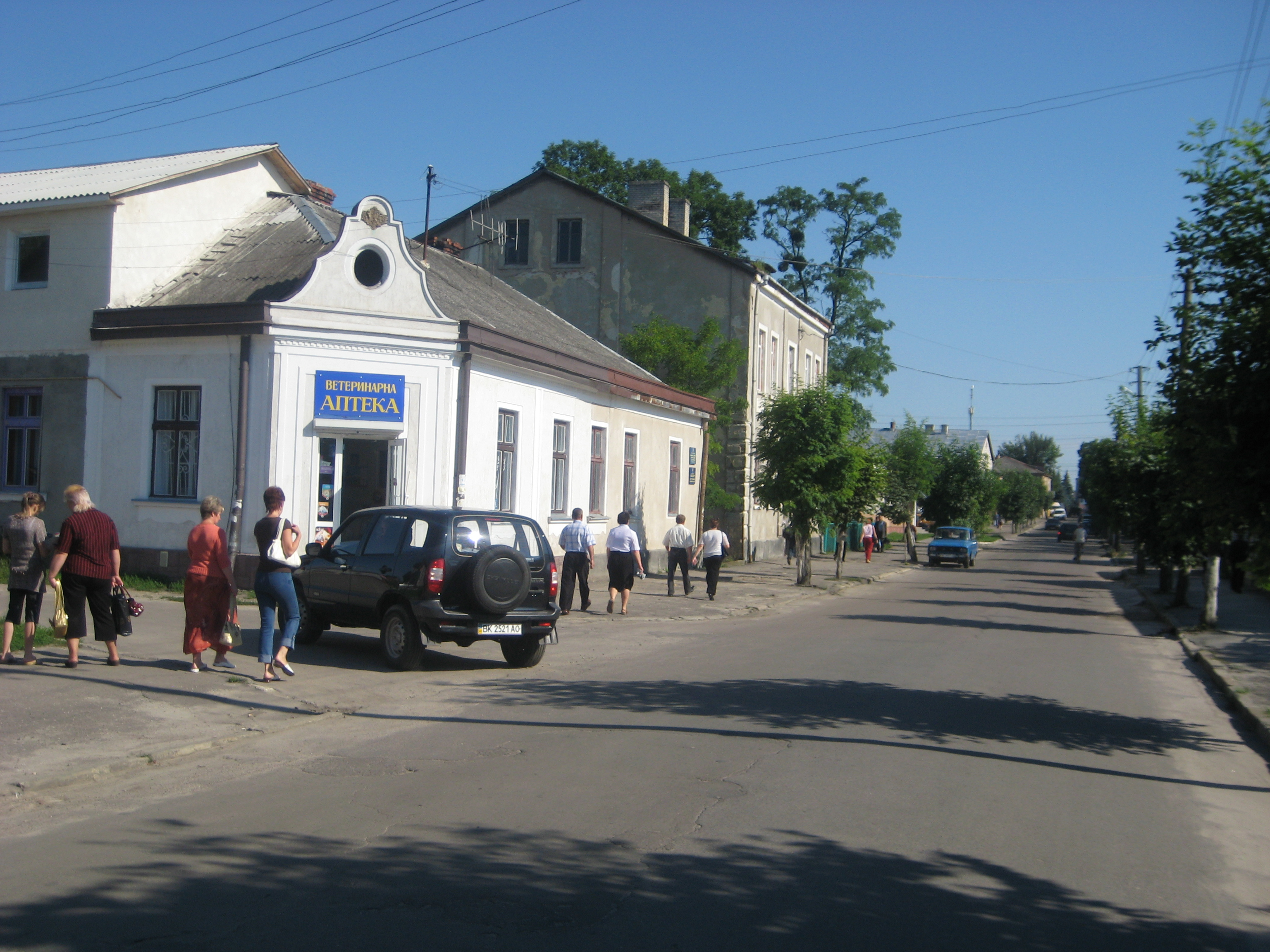
Ветеринарна аптека (ріг вул. Залізничної та Труша)
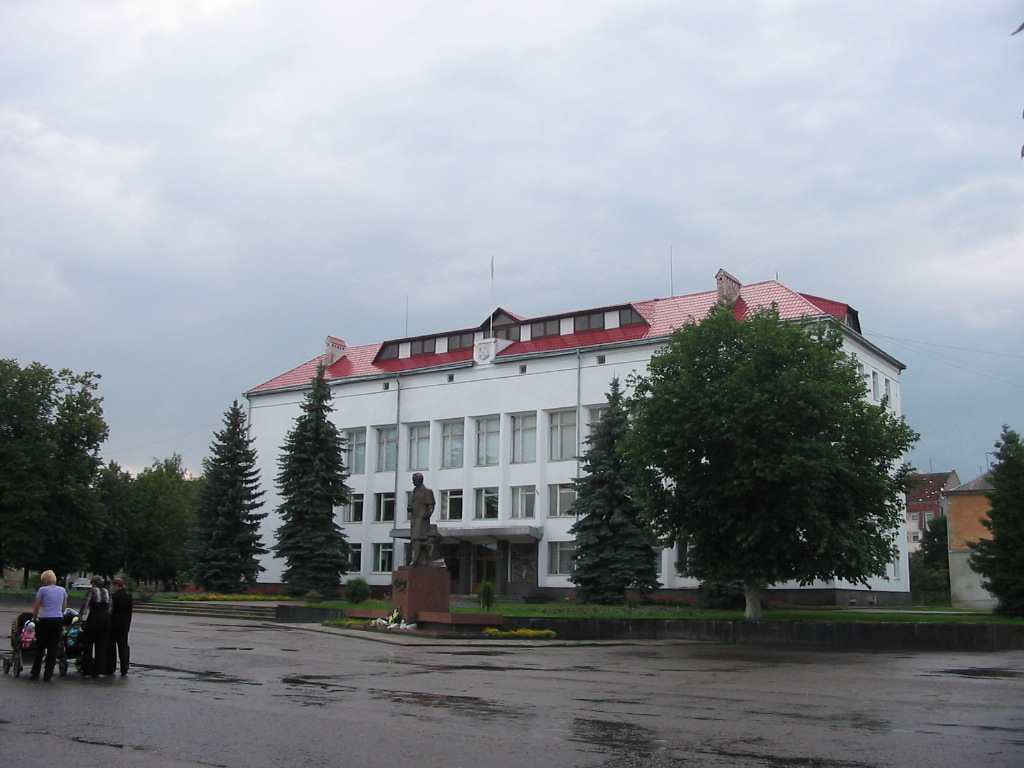
Бродівська РДА
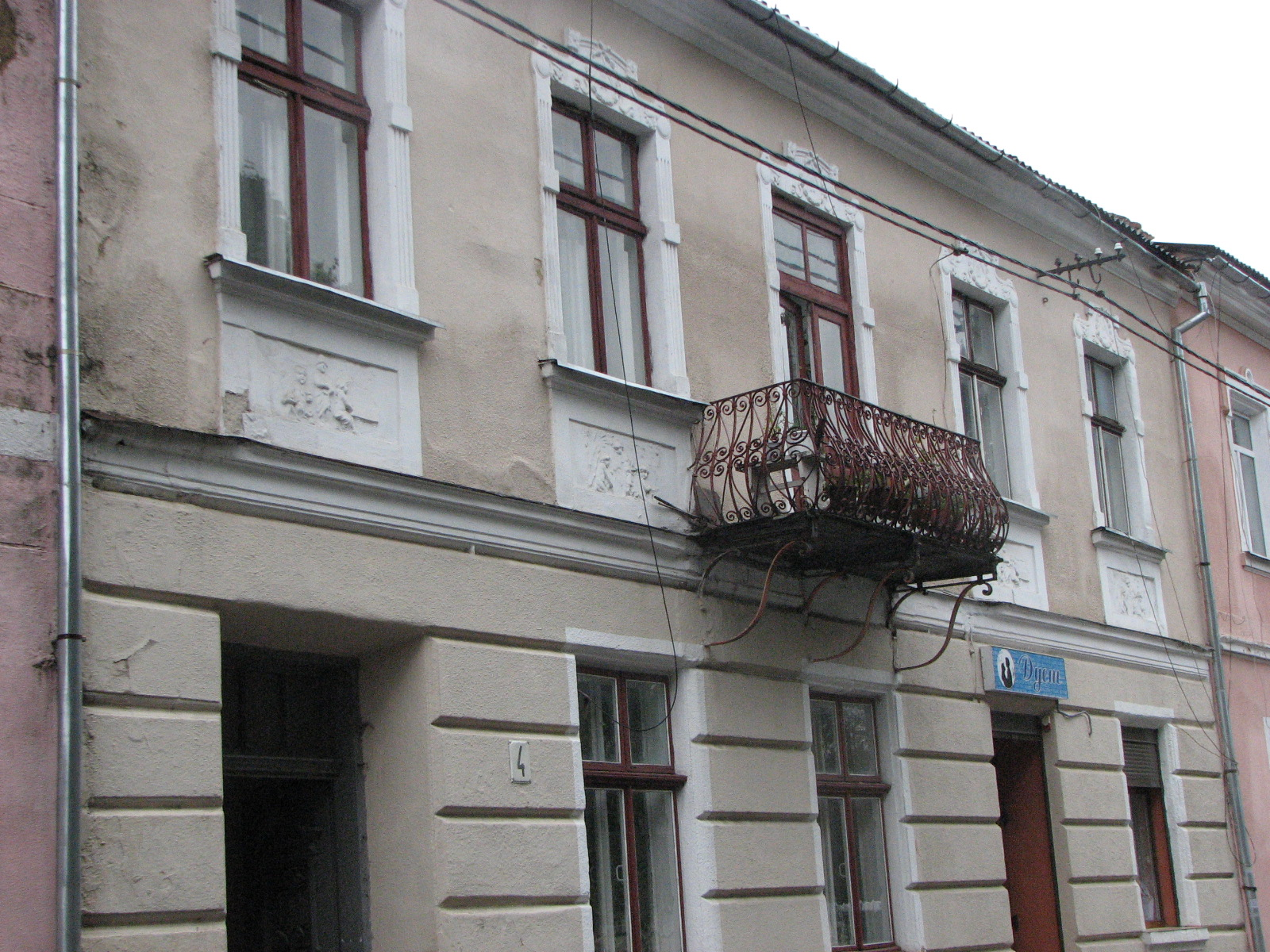
Кам'яниця (початок XIX століття, Майдан Свободи, 4)
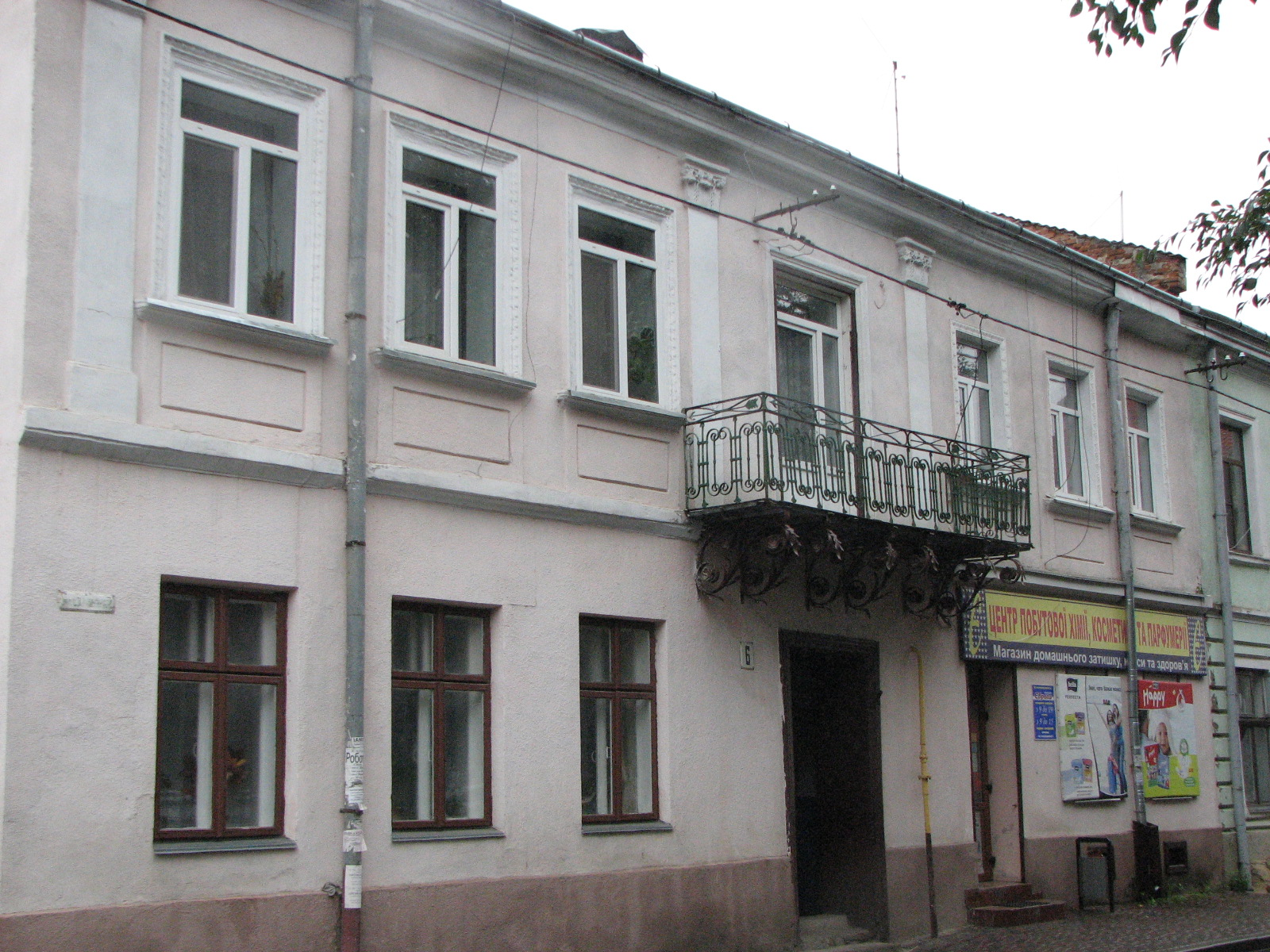
Кам'яниця (початок XIX століття, Майдан Свободи, 6)
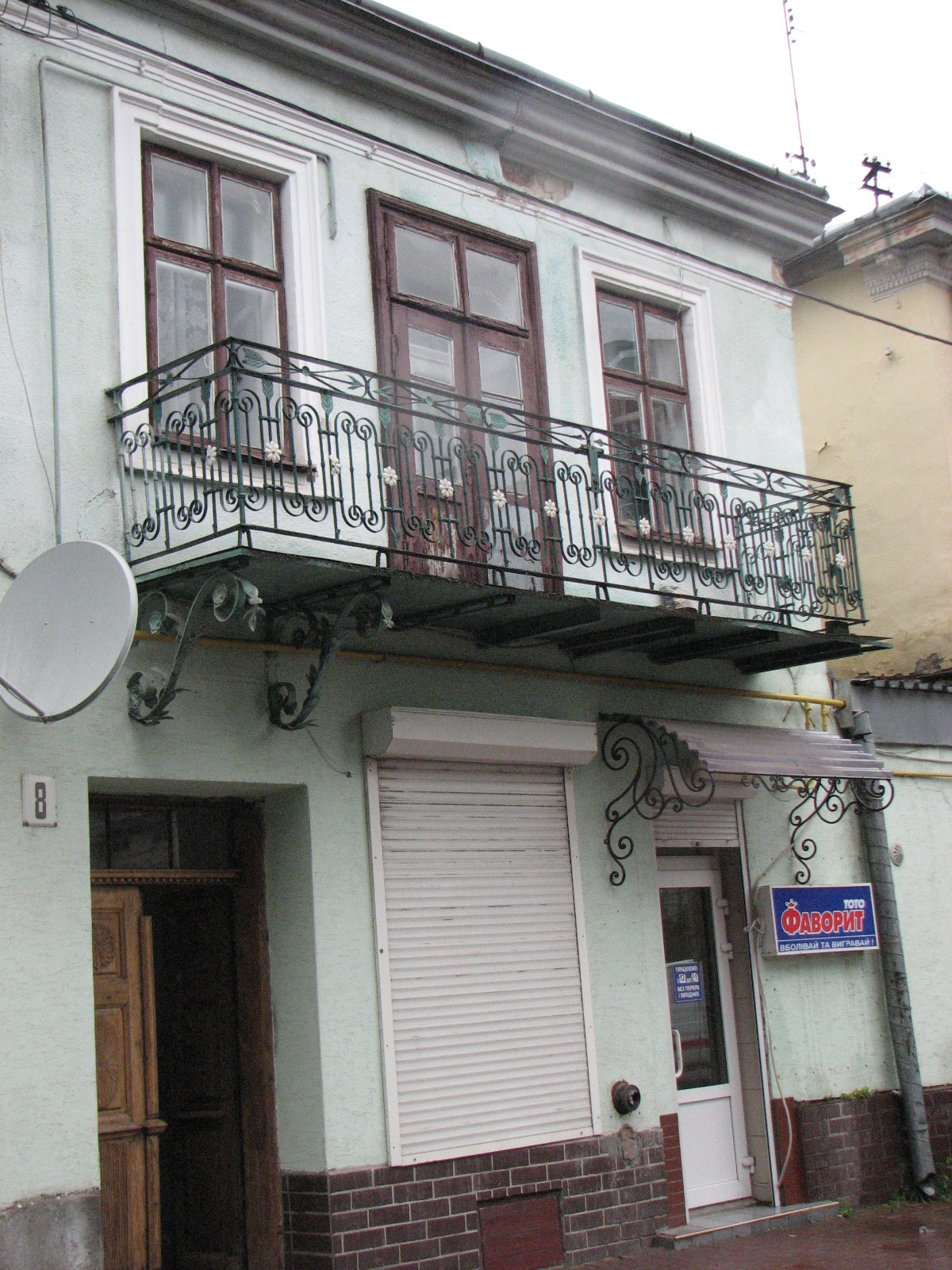
Кам'яниця (початок XIX століття, Майдан Свободи, 8)
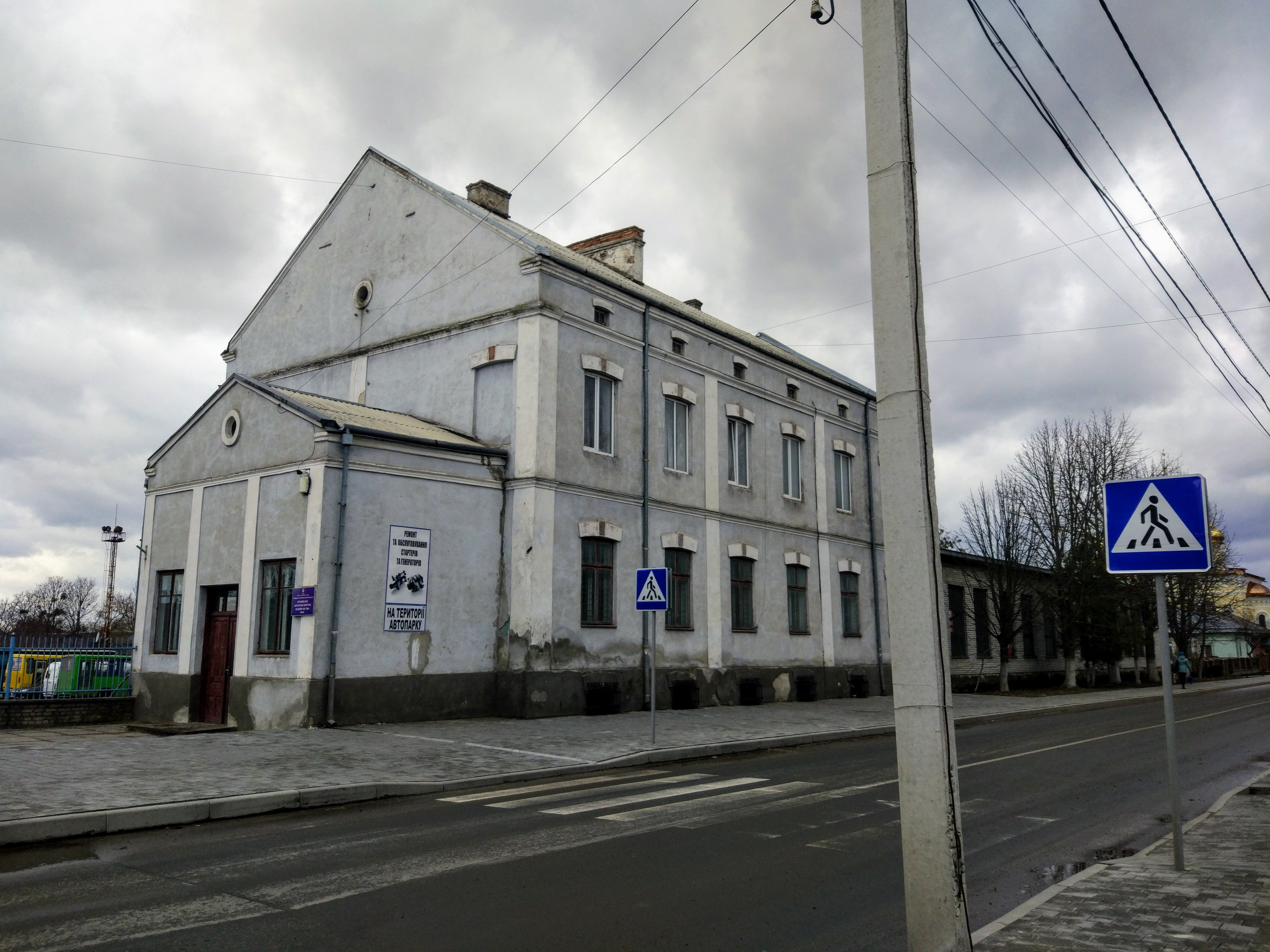
Фабрика початку XX століття з обробки кінського волосу
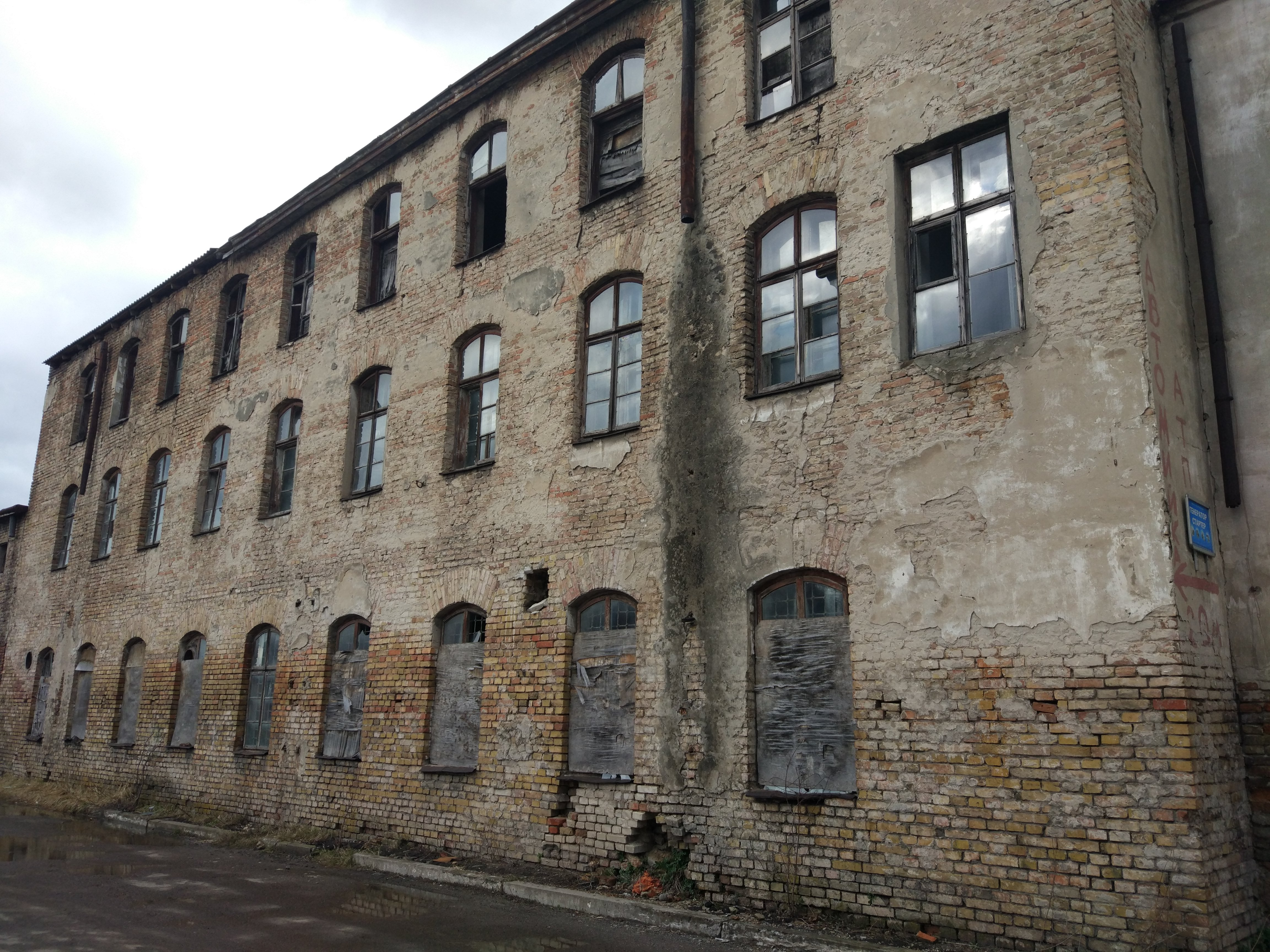
Закинута фабрика по вул. Городова
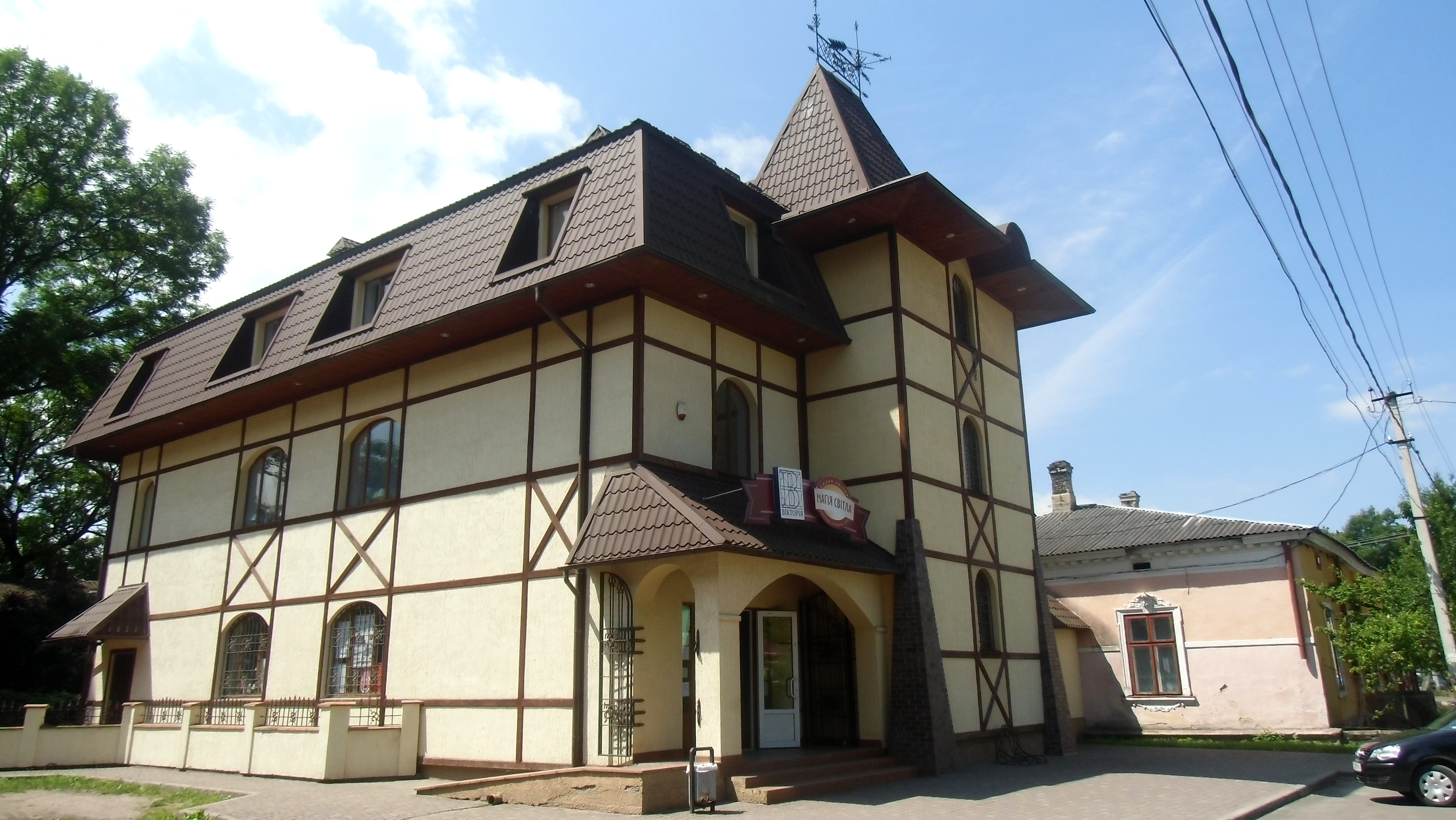
Сучасна забудова Просвіти
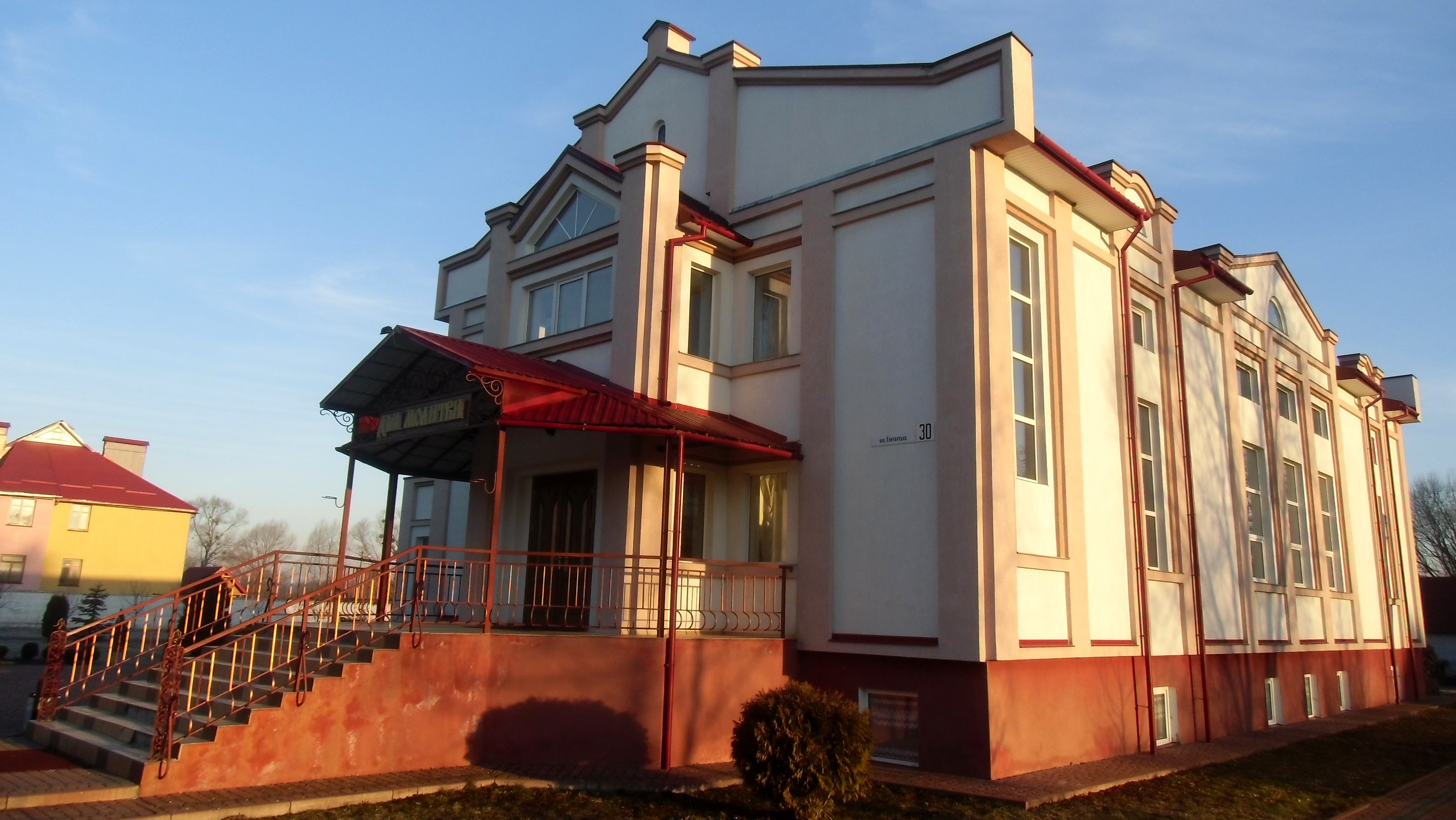
Дім ХВЄ (вул. Гончарська, 30)